# Biel/Bienne

Logo der Stadt Biel/Bienne

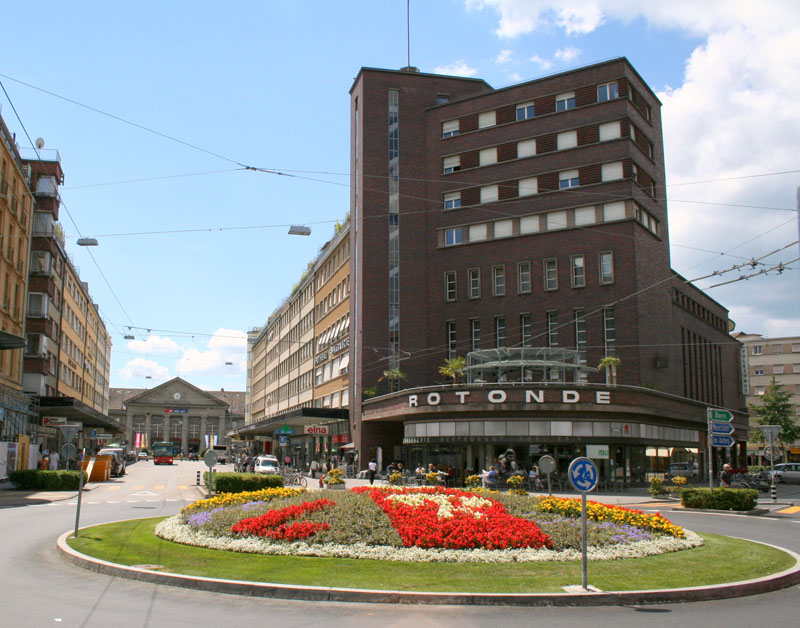
Rechts das Volkshaus im Bahnhofsquartier, dahinter ein Teil der Bahnhofstrasse mit den typischen Häusern der 1920er Jahre

Biel ([biːl], Bieler Dialekt: [ˈb̥iˑəu], seltener [ˈb̥iˑəɫ], französisch Bienne [bjɛn], von daher offiziell auch Biel/Bienne) ist eine Stadt im Schweizer Kanton Bern. Sie liegt am nordöstlichen Ende des Bielersees im Seeland und ist mit 55'932 Einwohnern die zehntgrösste Stadt der Schweiz.
Biel ist die grösste zweisprachige Stadt der Schweiz und nach Bern die zweitgrösste Stadt des Kantons. Sie ist Hauptort des Verwaltungskreises Biel/Bienne. In der Agglomeration Biel leben gemäss aktueller Definition des Bundesamtes für Statistik (BFS) 101'271 Menschen in 27 Gemeinden. Das Einzugsgebiet wird mit rund 150'000 Personen beziffert.
Biel ist sowohl für das Seeland als auch für den Berner Jura und Teile des Kantons Solothurn das regionale, kulturelle und wirtschaftliche Zentrum. Die Hochschulstadt verfügt über mehrere Fachhochschulen. Biel ist vor Le Locle, Grenchen und La Chaux-de-Fonds das wichtigste Zentrum der Uhrenindustrie der Schweiz und wird unter anderem aufgrund des Hauptsitzes der Swatch Group und des Produktionsbetriebes von Rolex als Uhrenweltmetropole bezeichnet. Auch der Verband der Schweizerischen Uhrenindustrie FH hat seinen Sitz in der Stadt.
Biel zeichnet sich durch eine homogene Neustadt aus, die in der Gründerzeit und – vor allem im Bahnhofquartier – ab den 1920er Jahren nach den Regeln des Bauhauses und des Neuen Bauens errichtet wurde, und durch eine hervorragend erhaltene Altstadt mittelalterlicher Struktur.

## Geographie

### Lage

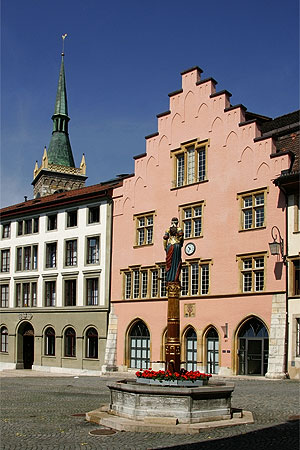
Rathaus am Burgplatz in der Altstadt

Die im Norden des Kantons Bern gelegene Stadt Biel befindet sich im Bereich des Drei-Seen-Landes und grenzt direkt an den Bielersee. Sie liegt am Jurasüdfuss.
Das Stadtzentrum Biels liegt grösstenteils um 434 m ü. M. (Zentralplatz), wobei sich das Stadtgebiet von 429 m ü. M. (Seespiegel Bielersee) bis auf 988 m ü. M. bei La Comtesse im Grenzdreieck zwischen Biel, Leubringen und Twann-Tüscherz erstreckt.
Das heutige Zentrum Biels (Innenstadt) ist die Neustadt, die sowohl in der Gründerzeit um 1900 als auch, vor allem im Bahnhofquartier, ab 1920 nach den Prinzipien des Bauhauses errichtet wurde. Sie befindet sich in der Ebene und wird durch den kanalisierten Arm der Schüss am Zentralplatz in einen nördlichen und südlichen Teil unterteilt. Der älteste, im 19. Jahrhundert erbaute Teil der Neustadt befindet sich nördlich der Schüss.
Angrenzend an die nördliche Neustadt befindet sich am unteren Ende der Hänge des Jurasüdfusses die mittelalterliche Altstadt, die durch einen überdeckten Arm der Schüss unterflossen wird, der später in den kanalisierten Arm mündet.
Der dritte natürliche Arm der Schüss fliesst in der Nähe Nidaus und des Bielersees in die Zihl.
Biel liegt 26 km nordnordwestlich von Bern, 28 km nordöstlich von Neuenburg und 23 km westsüdwestlich von Solothurn (jeweils Luftlinie).
Die Nachbargemeinden von Biel sind:
| Leubringen, Orvin | Leubringen, Orvin | Sauge, Pieterlen |
| Twann-Tüscherz    |                   | Orpund, Safnern  |
| Bielersee         | Nidau, Port       | Brügg            |

### Klima
Die Stadt Biel liegt in der warmgemässigten Klimazone (effektive Klimaklassifikation Cfb), wobei die einzelnen Jahreszeiten, wie in der ganzen Schweiz nördlich der Alpen, stark ausgeprägt sind.
Die Jahresmitteltemperatur an der Messstation vom Bundesamt für Meteorologie und Klimatologie in Biel beträgt 9,1 °C, wobei im Januar mit −0,3 °C die kältesten und im Juli mit 18,7 °C die wärmsten Monatsmitteltemperaturen gemessen werden.
Wärmste Monate sind der Juli und der August. Während des Sommers sind im Mittel 46 Sommertage pro Jahr mit Temperaturen von mindestens 25 °C zu erwarten (berechnet für die Normalperiode von 1960 bis 1990), Hitzetage mit Temperaturen über 30 °C gibt es durchschnittlich 8 pro Jahr und an besonders heissen Sommertagen kann es sogar bis zu 35 °C warm werden.
Im Herbst, während des zumeist im September vorliegenden Altweibersommers, steigen die Temperaturen noch ein letztes Mal an und es herrscht eine gleichmässig schöne Witterung, welche eine gute Fernsicht erlaubt und die Laubverfärbung intensiviert.
Im Winter liegen die durchschnittlichen Tagesmitteltemperaturen um den Gefrierpunkt.
Der kälteste Monat ist der Januar mit einer mittleren Temperatur von −0,3 °C. Langjährige Mittelwerte weisen für Biel 80 Frosttage (Minimaltemperatur < 0 °C) und 21 Eistage (Maximaltemperatur < 0 °C) aus.
Im Vergleich zu anderen Orten in der Umgebung weist die Stadt Biel somit ein deutlich milderes Klima vor.
Die 1203 mm Niederschlag fallen über das ganze Jahr verteilt, wobei im März, April, Juli, September und Oktober am wenigsten Niederschlag fällt.
Die Winde aus westlicher Richtung führen normalerweise, wie in der ganzen Westschweiz, den Niederschlag heran. Falls Bise (Ost- oder Nordostwind) herrscht, werden in allen Jahreszeiten kühlere Witterungsphasen als im Mittel vorherrschen.
Der in den Alpentälern und am Alpenrand wichtige Föhn zeigt im Normalfall keine speziellen klimatischen Auswirkungen auf Biel.
Bei den Seglern ist der an heissen Sommerabenden einsetzende Wind von den Jurahöhen namens Joran sehr beliebt.
|                        | Jan  | Feb  | Mär  | Apr  | Mai  | Jun  | Jul  | Aug  | Sep  | Okt  | Nov  | Dez  |   |       |
| Mittl. Temperatur (°C) | 0,7  | 1,6  | 5,5  | 9,5  | 14,0 | 17,4 | 19,7 | 18,9 | 14,8 | 10,3 | 4,8  | 1,8  | ⌀ | 10    |
| Mittl. Tagesmax. (°C)  | 3,7  | 5,6  | 10,7 | 14,9 | 19,6 | 22,9 | 25,6 | 25,0 | 20,5 | 14,7 | 8,0  | 4,7  | ⌀ | 14,7  |
| Mittl. Tagesmin. (°C)  | −1,5 | −1,4 | 1,6  | 4,7  | 9,1  | 12,4 | 14,4 | 14,0 | 10,6 | 7,1  | 2,2  | −0,4 | ⌀ | 6,1   |
|                        |      |      |      |      |      |      |      |      |      |      |      |      |   |       |
| Niederschlag (mm)      | 101  | 88   | 89   | 79   | 100  | 100  | 102  | 113  | 97   | 104  | 98   | 117  | Σ | 1188  |
|                        |      |      |      |      |      |      |      |      |      |      |      |      |   |       |
| Regentage (d)          | 10,7 | 10,0 | 10,7 | 10,2 | 12,2 | 10,8 | 10,6 | 10,6 | 8,8  | 10,8 | 10,5 | 11,5 | Σ | 127,4 |

| −1,5 |

| −1,4 |

| 1,6 |

| 4,7 |

| 9,1 |

| 12,4 |

| 14,4 |

| 14,0 |

| 10,6 |

| 7,1 |

| 2,2 |

| −0,4 |

| −1,5 |

| −1,4 |

| 1,6 |

| 4,7 |

| 9,1 |

| 12,4 |

| 14,4 |

| 14,0 |

| 10,6 |

| 7,1 |

| 2,2 |

| −0,4 |

### Stadtquartiere
| Quartier                          | BFS-Code |
| --------------------------------- | -------- |
| Rebberg/Vignoble                  | 371001   |
| Altstadt/Vieille ville            | 371002   |
| Neustadt Nord/Nouvelle ville nord | 371003   |
| Neustadt Süd/Nouvelle ville sud   | 371004   |
| Champagne                         | 371005   |
| Bözingen/Boujean (Buschang)       | 371006   |
| Mett/Mâche                        | 371007   |
| Madretsch Nord                    | 371008   |
| Madretsch Süd                     | 371009   |
| Vingelz/Vigneules                 | 371010   |

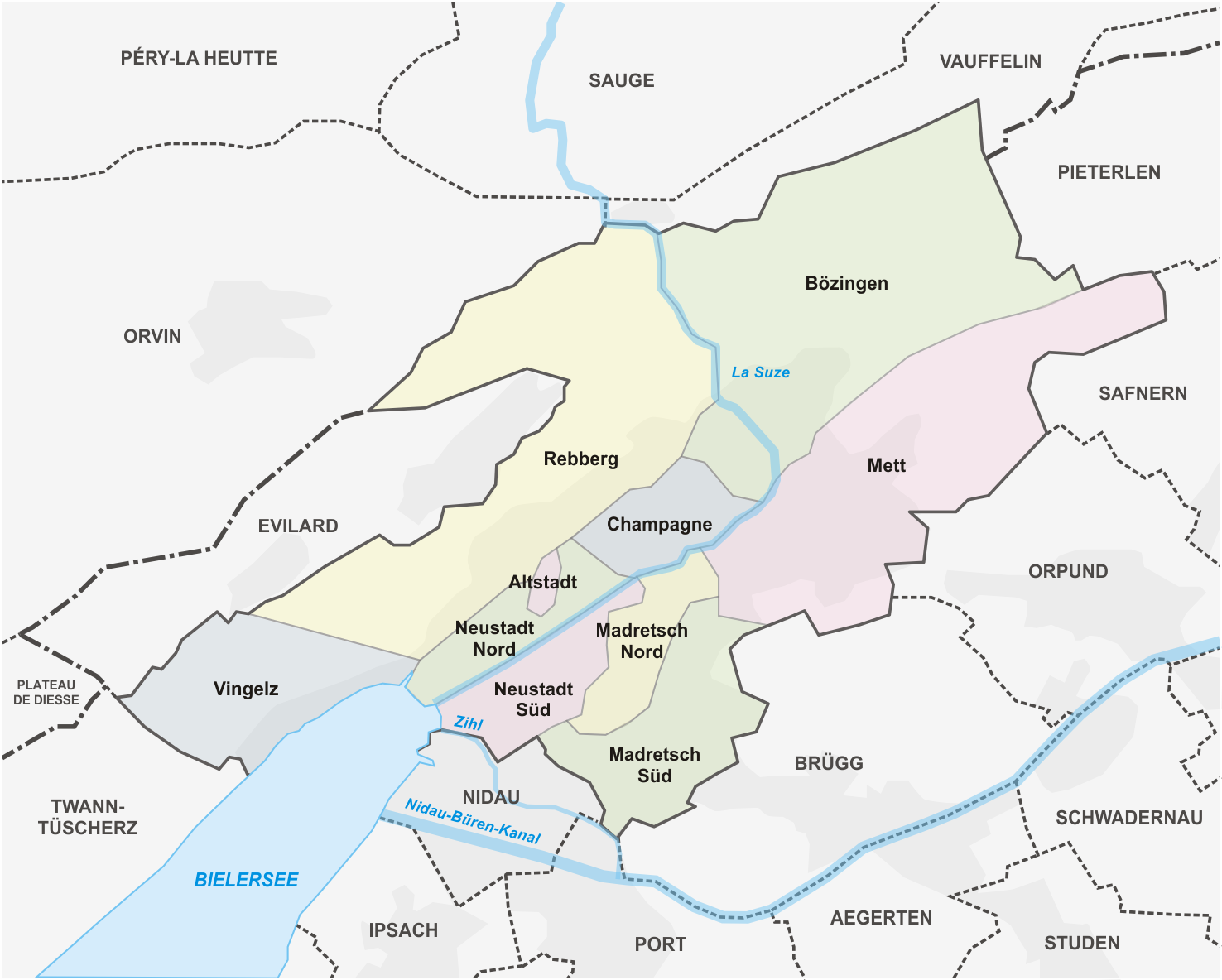
Bieler Quartiere

Zwischen 1900 und 1920 wurden die damals autonomen umliegenden Gemeinden Vingelz (1900), Bözingen (1916), Mett (1919) und Madretsch (1919) eingemeindet.
1920 wollten die beide Städte Biel und Nidau unter anderem aufgrund der Siedlungsentwicklung und der zunehmenden wirtschaftlichen Verbundenheit fusionieren und entschieden in getrennten Volksabstimmungen grossmehrheitlich für einen Zusammenschluss.
Der Grosse Rat des Kantons Bern widersetzte sich aber dem Vorhaben und genehmigte den Zusammenschluss von Biel und Nidau nicht. Die damals mehrheitlich bürgerliche Regierung des Kantons wollte nicht, dass der Hauptort des Amtsbezirks Nidau mit dem linken Biel fusionierte.
Ein gegen diese Machtdemonstration beim Bundesgericht eingereichter staatsrechtlicher Rekurs änderte nichts an diesem Verdikt.
Auch 1951 lehnte der Grosse Rat des Kantons Bern ein Fusionsbegehren, dieses Mal von Biel und Port ab, obwohl der Zusammenschluss wiederum grossmehrheitlich von beiden Bevölkerungen und beiden Gemeinden gewünscht wurde.
Hinter beiden Fällen stand auch die Furcht des Berner Parlaments, die Stadt Biel könnte, vor allem da sich die Industrie in der Region Biel stark vergrösserte und das Bevölkerungswachstum stark einsetzte, im Kanton Bern zu bedeutend werden.
Heute ist das Siedlungsgebiet von Biel lückenlos mit denjenigen von Brügg, Nidau und Port zusammengewachsen. Zwischen Biel und Orpund bestehen nur kleine Freiflächen oder Waldflächen.
In der Agglomeration Biel leben nach aktueller Definition des BFS 101'271 Personen in 27 Gemeinden (Stand 2012). Gemäss dieser Definition gehören neben der Kernstadt Biel die Gemeinden Aegerten, Bellmund, Brügg, Evilard, Ipsach, Nidau, Port, Schwadernau, Studen und Worben zum Hauptkern der Agglomeration. Zum Agglomerationsgürtel gehören Mörigen, Orpund, Pieterlen, Safnern, Sauge, Scheuren, Sutz-Lattrigen sowie die gegenüber der Definition von 2000 neu hinzugestossenen Jens, Ligerz, Meinisberg, Merzligen, Orvin, Péry-La Heutte, Romont und Twann-Tüscherz.

## Geschichte

### Frühgeschichte

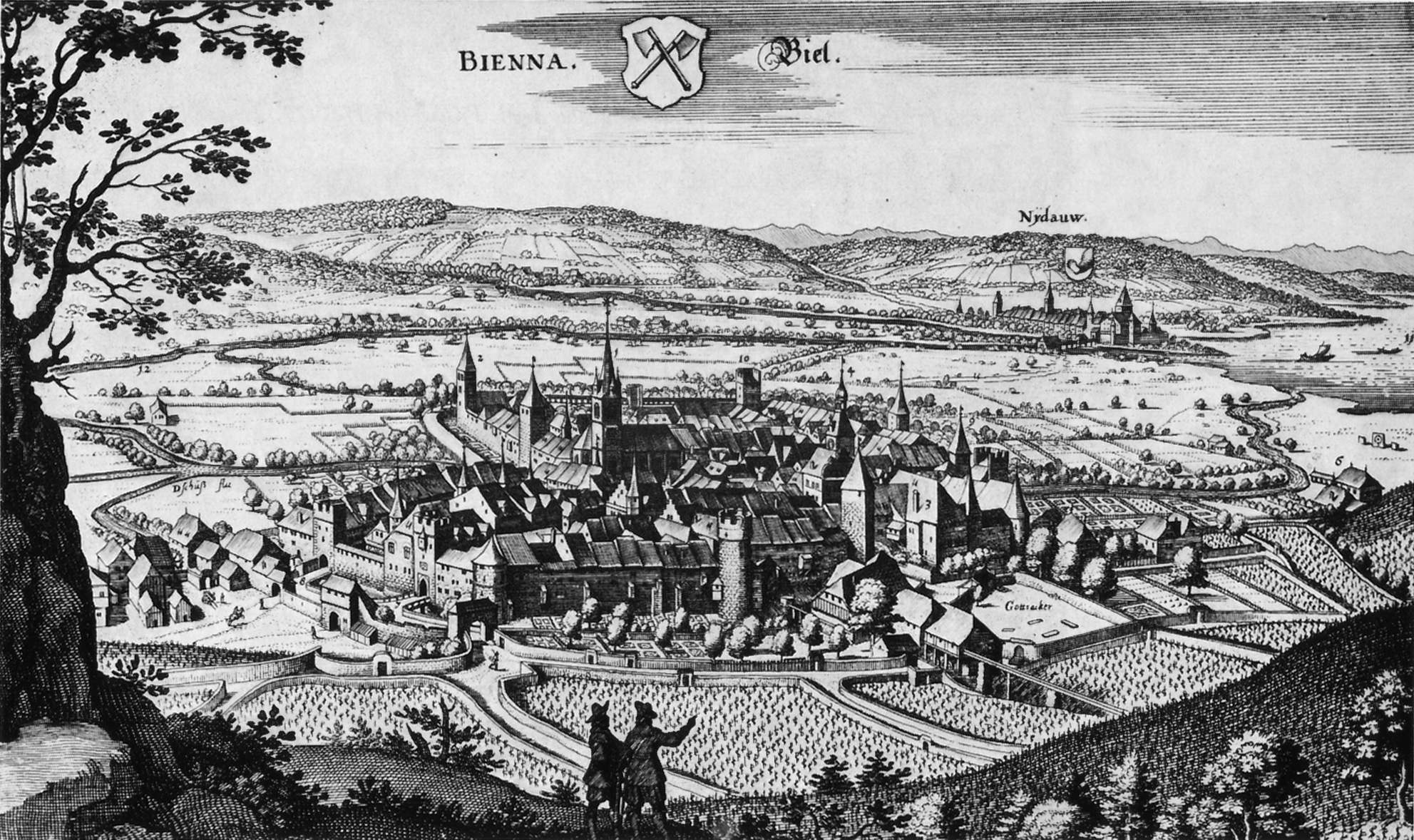
Ansicht der Stadt Biel in der Topographia Helvetiae von Matthäus Merian, 1642

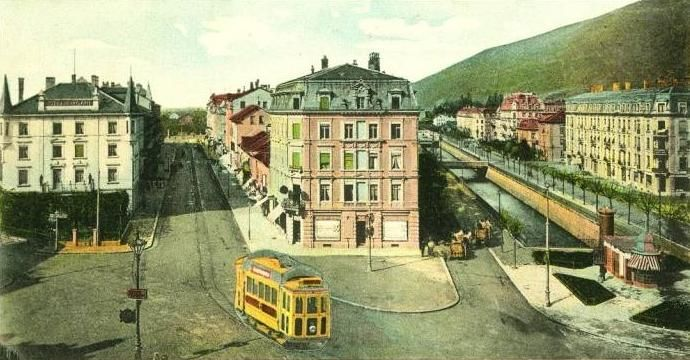
Zentralplatz im Jahre 1903 mit Blick auf die obere Bahnhofstrasse und die Schüss

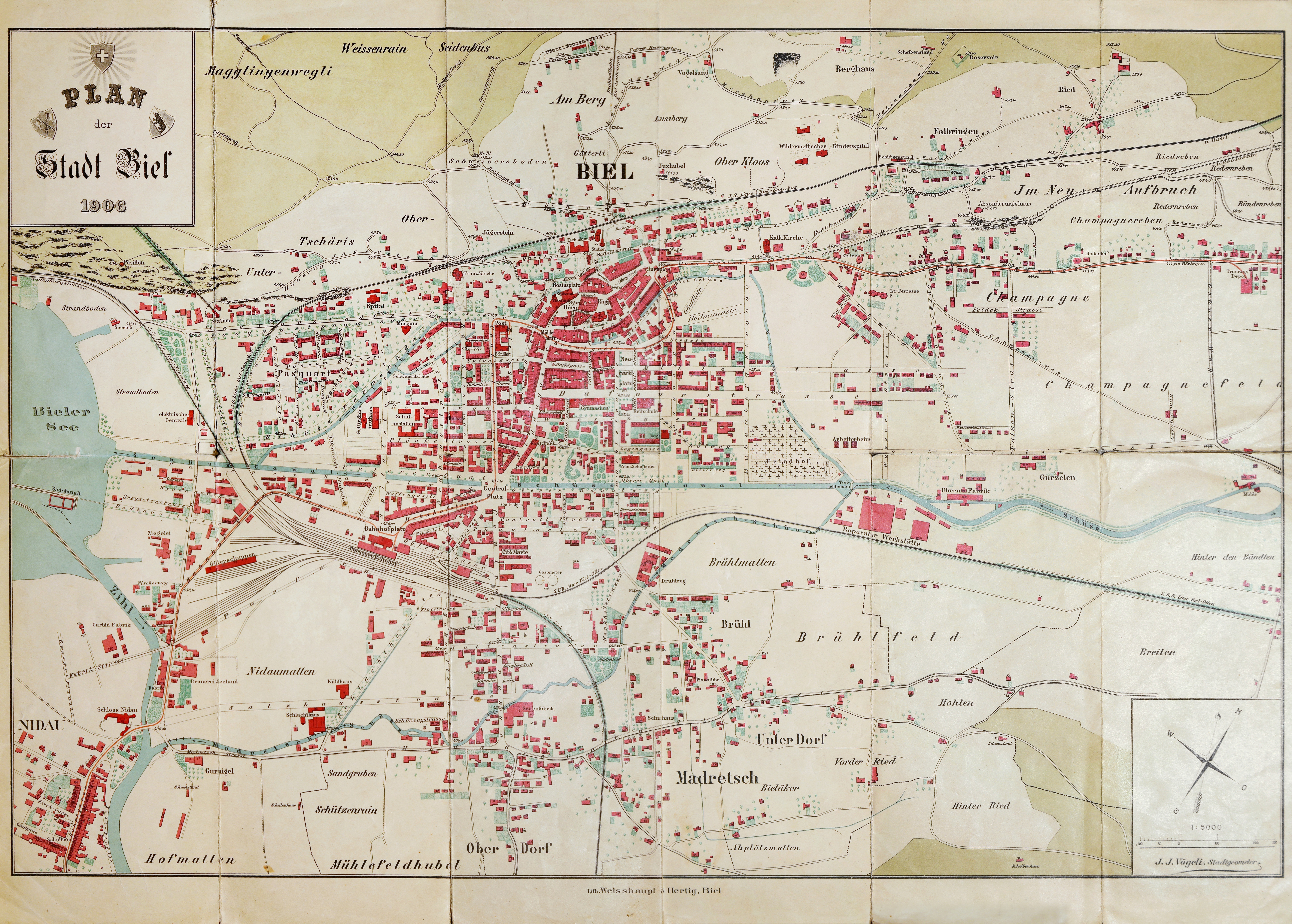
Stadtplan von 1906

Die ältesten bekannten Siedlungsspuren auf dem Gebiet der heutigen Stadt Biel sind Pfahlbauten im Bereich des Hafens von Biel-Vingelz. Die frühsten Fundstücke wurden auf das Jahr 2970 v. Chr. datiert. Diese Funde sind Teil der prähistorischen Pfahlbauten um die Alpen, welche 2011 in das UNESCO-Weltkulturerbe aufgenommen wurden. Am Seeufer im unmittelbar an Biel angrenzenden Nidau wurden Siedlungsreste gefunden, welche bereits eine Besiedlung der Bieler Seebucht um 3800 v. Chr. belegen und möglicherweise gar auf eine Besiedlung im 5. Jahrtausend v. Chr. hinweisen.
Archäologische Funde belegen die Existenz frühmittelalterlicher Siedlungen auf Bieler Boden. Spuren einer Siedlung oder eines Kastells aus der Römerzeit fehlen dagegen. 1846 wurden römische Münzen (1. Jahrhundert v. Chr. bis 4. Jahrhundert n. Chr.) in der Brunnquelle oberhalb der Altstadt gefunden; sie wird seither als Römerquelle bezeichnet.

### Mittelalter
Der heutige Ortsname ist seit der Mitte des 12. Jahrhunderts belegt (1142 apud Bielnam, 1148 Bielno). Er wird zurückgeführt auf *Bĕlĕna, weibliche Form zum keltischen Götternamen Belenos. Die verbreitete ältere Herleitung von ahd. buhil ‚Bühl, Hügel‘ erklärt dagegen den von Anfang an bezeugten und in der französischen Namensform erhaltenen Laut n nicht.
Nach 1230 wurde Biel zu einer Stadt. Der Fürstbischof von Basel war der Stadtherr. Biel errichtete eine Stadtmauer. Unmittelbar daneben errichtete der Fürstbischof eine Burg. So wurde Biel zu einer Festung an der südlichen Grenze des Fürstbistums Basel.
Das Bieler Rechtsgebiet umfasste auch Vingelz, Leubringen und Bözingen. Im Jahre 1275 bekam die Stadt von König Rudolf von Habsburg das Stadtrecht verliehen. Durch Burgrechtsverträge verband sich Biel mit Solothurn, Bern und Freiburg. Die Stadt entwickelte eine eigene Verwaltung, an deren Spitze als Vertreter des fürstbischöflichen Stadtherrn der Meier stand. Kleiner und Grosser Rat («Rät und Burger»), Burgermeister, Venner und Säckelmeister bestanden aber auf einer weitgehenden Autonomie der Stadt.
Im Jahr 1327 verlieh der Basler Fürstbischof Hartung Münch den Bürgern von Biel das Recht, zweimal im Jahr einen viertägigen Markt abzuhalten. Dieses Recht und das Recht, ein Umgeld zu erheben, wurde 1336 durch Bischof Johann Senn von Münsingen bestätigt.
Biel hatte das Bannerrecht im Erguel (Sankt-Immer-Tal, unteres Schüsstal, Pieterlen und Reiben an der Aare), das heisst, das Recht, Truppen auszuheben. Die Stadt nahm an verschiedenen Kriegszügen der Eidgenossenschaft teil. Seit 1478 war Biel – als Folge der Teilnahme an den Burgunderkriegen – als Zugewandter Ort der Eidgenossenschaft mit zwei Abgeordneten an deren Tagsatzungen vertreten.
Im Jahre 1512 erhielt die Stadt als Zugewandter Ort von Papst Julius II. eigens ein wertvolles «Juliusbanner» für die 1508–1510 im «Grossen Pavierzug» geleisteten Dienste zur Vertreibung der Franzosen.
Die Reformation begann in Biel mit dem Wirken des Leutpriesters Thomas Wyttenbach, der spätestens ab 1523 offen im reformatorischen Sinn zu predigen begann, aber schon 1526 starb. Die endgültige Einführung der Reformation erfolgte wie in Bern im Jahre 1528.
Bis zum Ende des Ancien Régime bildete sich in Biel wie in anderen Städten eine deutliche Aristokratisierung der im Stadtregiment herrschenden Familien.

### 18. und 19. Jahrhundert

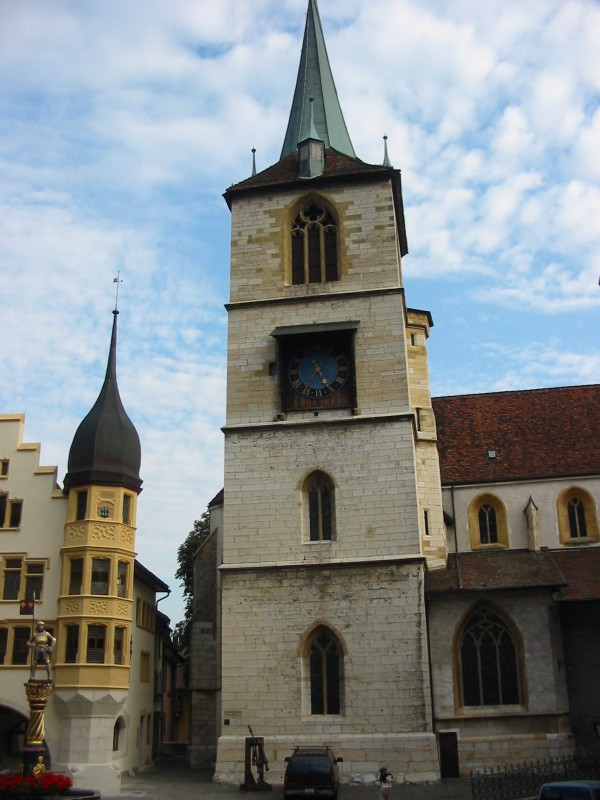
Stadtkirche am Ring in der Bieler Altstadt

1798 wurde Biel Teil der Ersten Französischen Republik. Die Stadt war Hauptort des Kantons Biel, der zunächst zum Département Mont-Terrible gehörte. Ab 1800 waren Stadt und Kanton Biel Teil des Arrondissements Delsberg im Département Haut-Rhin. Am Wiener Kongress 1815 wurde die Stadt dem Kanton Bern zugesprochen und von diesem dem Amtsbezirk Nidau zugeteilt. 1817 wurde in Biel ein Gymnasium gegründet; sein erster Rektor war Johann-Conrad Appenzeller. 1832 erfolgte die Bildung des Amtsbezirks Biel.
1878 wurde in Biel der bedeutende Schweizer Schriftsteller Robert Walser geboren. Zu seinem Andenken hat die Stadt 1978, anlässlich seines hundertsten Geburtstags, den Robert-Walser-Preis gestiftet.
Spuren der Bieler Zweisprachigkeit kann man schon in spätmittelalterlichen Dokumenten finden. In diesem Bereich erlebte Biel am Ende des 19. Jahrhunderts durch den grossen Zuzug jurassischer, also französischsprachiger, Uhrmacher eine wichtige Wende.

### 20. Jahrhundert

Historisches Luftbild von Walter Mittelholzer von 1925

Obligation über 1000 Franken der Stadt Biel vom 30. September 1931

1877 begann in Biel, als zweite Schweizer Stadt nach Genf das Zeitalter der Strassenbahn. Eine erste Linie, bis 1902 von Pferden gezogen, verband Nidau mit dem Bieler Hauptbahnhof und endete im heutigen Quartier Biel-Bözingen.
Im Sommer 1916 demonstrierten Frauen auf dem Marktplatz gegen die hohen Lebensmittelpreise. Zwischen 1900 und 1920 schlossen sich die umliegenden Gemeinden Vingelz (1900), Bözingen (1917), Mett und Madretsch (1920) mit Biel zusammen. Seit der Mitte des 20. Jahrhunderts erlebte Biel dank der Uhrenindustrie eine sehr rasche Entwicklung der Stadt und ihrer Bevölkerung. Dazu trug auch der Eisenbahnknotenpunkt bei.
Am 8. Dezember 1948 fuhr die letzte Strassenbahn in Biel. Die vier Strassenbahnlinien wurden danach von einem Trolleybus-System abgelöst, das heute noch existiert. 1964 wohnten in der Stadt Biel 64'848 Personen, was bis heute der Bevölkerungsrekord der Stadt ist.
In den 1970er-Jahren wurde Biel angefragt, ob es die Hauptstadt des neu zu gründenden Kantons Jura werden möchte. Die Stadt Biel lehnte dies aber ab und verblieb wie der protestantische Berner Jura beim Kanton Bern. 1974/1975 strich der US-amerikanische Uhrenkonzern Bulova in Biel und Neuchâtel 500 seiner rund 1300 Arbeitsstellen und führte Kurzarbeit ein.
Ab 1976 formierten sich verschiedene Vereine und Bewegungen, die sich für die Rechte der Frauen und die Gleichstellung einsetzten. 1976 entstand die Gruppe «Frau und Arbeit». Nach einjähriger Vorarbeit wurde am 7. März 1984 der Bieler Verein «INFRA» gegründet.

### 21. Jahrhundert
2002 fand in Biel, Neuenburg, Murten und Yverdon-les-Bains die Schweizer Landesausstellung (Expo.02) statt.
Seit der Jahrtausendwende resp. seit der Schweizer Landesausstellung 2002 begann in Biel, nach Jahren des Stillstandes seit dem Ende der Boom-Jahre 1960 bis 1970, eine rege Bautätigkeit einzusetzen. Es wurden und werden auf dem Stadtgebiet dringend benötigte Renovationen an städtischen Einrichtungen (unter anderem etliche Schulhäuser und das Kongresshaus) durchgeführt und im innerstädtischen Gebiet zum Teil grosse und zentrale Baulücken (unter anderem auf dem Gebiet des ehemaligen Lichtspiel- und Theaterhauses Capitol) geschlossen sowie dringend benötigte unterirdische Parkhäuser in der Innenstadt realisiert. Des Weiteren wurden und werden in der ganzen Stadt neue Wohn- und Geschäftshäuser gebaut. Es wurde durch städtische Förderprogramme begonnen, die architektonisch wertvollen Häuser zu renovieren. Am östlichen Rand Biels wurde 2015 der neu gebaute Sportanlagenkomplex (Tissot-Arena) eingeweiht. Es besteht ein Projekt alle Stadtverwaltungen in einem neu zu bauenden zentralen Rathaus unterzubringen. Des Weiteren wurde ein städtisches Parkleitsystem mit mehreren Parkhäusern errichtet, Fussgängerzonen eingerichtet und Plätze sowie Parkanlagen attraktiviert. Infolge des Aufschwungs und dem Bestreben der Stadtregierung zur Ansiedlung neuer Unternehmen konnten im neuen Teil des Industriegebiets Bözingenfeld viele neue Unternehmen und Spin-offs der ortsansässigen Fachhochschule angesiedelt werden. Dort steht seit 2004 auch die neue Fertigungsanlage der Rolex. In der Gurzelen, direkt neben der Uhrenfabrik Omega, ist 2019 der nach den Plänen des japanischen Architekten Shigeru Ban errichtete neue Hauptsitz der Swatch eröffnet worden.
Die Stadt Biel konnte ihre langandauernde wirtschaftliche Depression seit der Uhrenkrise 1970 mit der Jahrtausendwende überwinden und befindet sich nun in einem starken wirtschaftlichen Aufschwung, welcher sich in der umfangreichen Ansiedelung von Unternehmen und in der Expansion von bestehenden Unternehmen zeigt und zu einem Bevölkerungsanstieg von 7,2 % im Vergleich zum Jahre 2000 führte (Stand Ende 2010).

## Bevölkerung
| Jahr | Einwohner |
| ---- | --------- |
| 1850 | 5'609     |
| 1860 | 8'719     |
| 1870 | 11'666    |
| 1880 | 16'579    |
| 1888 | 21'181    |
| 1900 | 29'557    |
| 1910 | 32'136    |
| 1920 | 34'599    |
| 1930 | 37'726    |
| 1941 | 41'219    |
| 1950 | 48'342    |
| 1960 | 59'216    |
| 1964 | 64'848    |
| 1970 | 64'333    |
| 1980 | 53'793    |
| 1990 | 51'893    |
| 2000 | 48'655    |
| 2005 | 50'407    |
| 2010 | 52'477    |

Die Stadt zählte am 31. Dezember 2023 55'932 Einwohner und ist damit die zehntgrösste Stadt der Schweiz. Des Weiteren bildet sie die grösste und juristisch die einzige zweisprachige Stadt des Landes. Der muttersprachlich deutsche Anteil der Bevölkerung betrug anlässlich der letzten Volkszählung im Jahre 2018 48,6 %, der französischsprachige 43,7 %. Für 57,3 % der Einwohner ist Deutsch die hauptsächlich verwendete Sprache im Alltag und für 42,7 % Französisch. Die Bieler Bevölkerung ist an den Gebrauch der anderen Sprache im Alltag gewöhnt. Diese Tatsache macht aber nicht alle Einwohner automatisch zweisprachig. In Biel gilt als bilingue, wer in einer zweisprachigen Familie mit Deutsch und Französisch aufgewachsen ist. Biels Zweisprachigkeit wirkt sich auf zahlreiche Bereiche des Alltags aus, was für viele Einheimische und Besucher der Stadt ihren Charme verleiht.
Ende 2010 besassen 36'207 Personen in Biel die Schweizer Staatsbürgerschaft, 14'466 (28,5 %) waren Ausländer. Unter den Ausländern machen Personen aus Italien (3'288 Personen) den grössten Anteil aus, gefolgt von Immigranten aus Portugal (1'221), Deutschland (1'098), der Türkei (885), Spanien (827) und Serbien (809).
Die Bevölkerungszahl von Biel stieg seit dem Ende des 19. Jahrhunderts bis zur Uhrenkrise in den 1970er-Jahren sehr stark an. Der Höchststand wurde 1970 mit mehr als 64'000 Einwohnern verzeichnet. In den nachfolgenden Jahrzehnten nahm die Bevölkerungszahl infolge der Wirtschaftskrise (Uhrenkrise) bis auf rund 48'000 Einwohner im Jahre 2000 ab. Seitdem hat sich Biel erholt und die Bevölkerung Biels wächst wieder und die 50'000-Einwohner-Marke wurde erneut übertroffen. Zwischen 2000 und 2010 wuchs die Bevölkerung Biels um 7,2 %. Die Stadt ist, vor allem seit dem erneuten Aufschwung ab 2000, gemessen an ihrer Bevölkerung eine relativ junge Stadt, da über die Hälfte der Bevölkerung unter 45 Jahre alt ist: Im Jahre 2013 betrug der Anteil der 0- bis 44-Jährigen an der Bevölkerung 55,9 %, der Anteil der 45- bis 64-Jährigen 25,4 % und der Anteil der über 64-Jährigen 18,7 %.

### Sprachen und offizielle Zweisprachigkeit

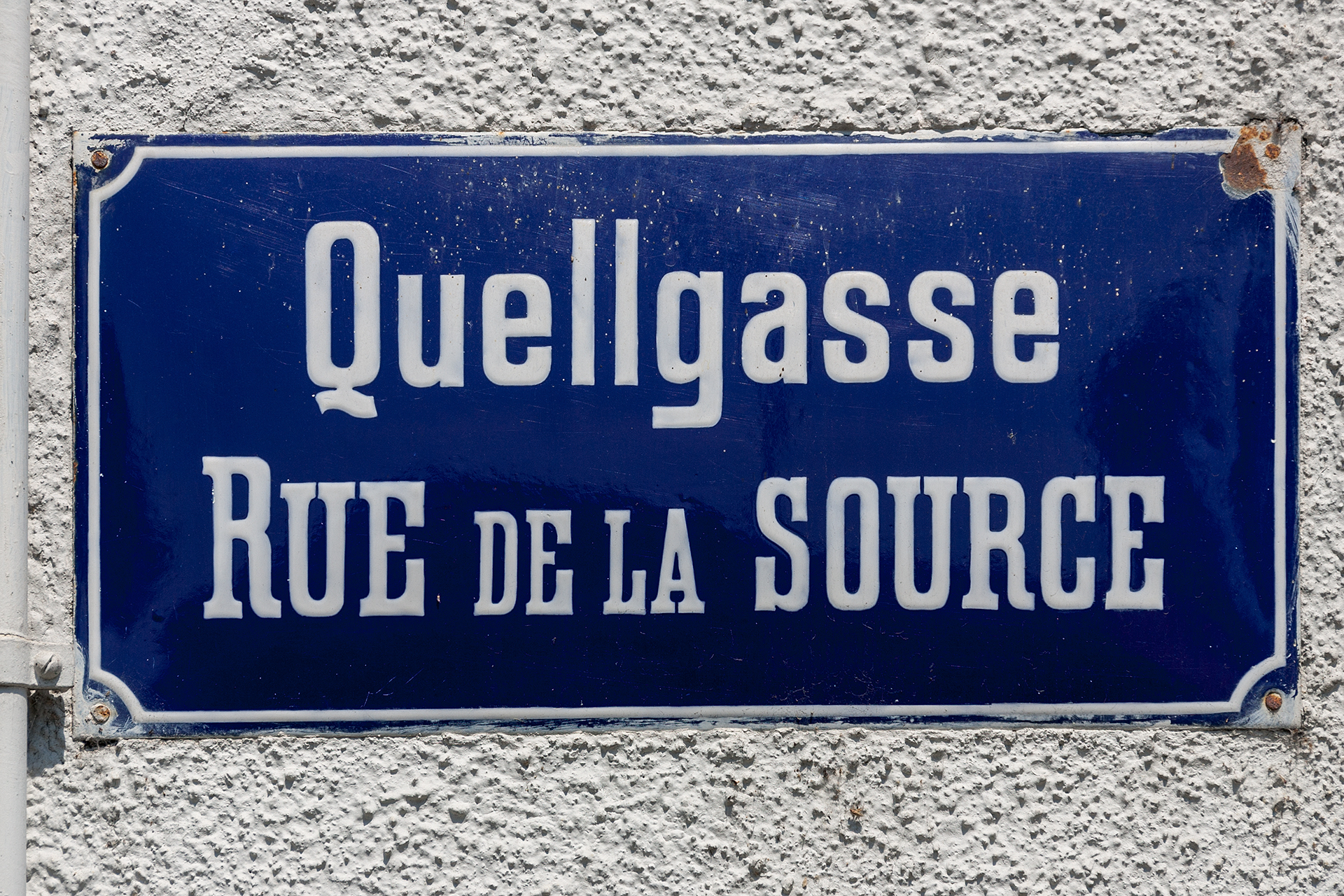
Zweisprachiges Strassenschild

Im alltäglichen Umgang werden überwiegend eine lokale Varietät des Berndeutschen und Französisch gesprochen. Bei einer Volkszählung im Jahr 2018 gaben 48,6 % der Einwohner Deutsch, 43,17 % Französisch, 9,6 % Italienisch, 5,1 % Albanisch, 3,9 % Spanisch, 4,0 % Portugiesisch und 8,7 % andere Sprachen als Muttersprache an.
Die Amts- und Verkehrssprachen in Biel und im Amtsbezirk Biel sind gleichberechtigt Deutsch und Französisch. Als einzige Stadt der Schweiz besteht eine gesetzliche Pflicht zur Zweisprachigkeit im Umgang der Behörden mit den Bürgern. So sind alle amtlichen Dokumente zweisprachig verfasst, und Behördengänge sind gleichermassen sowohl in deutscher als auch in französischer Sprache möglich. Sämtliche Strassenschilder sind zweisprachig, ausser dem Ring, der auf Französisch le Ring heisst. Deutsch wird immer oben bzw., wenn nebeneinander, vor dem Französischen geschrieben. Alle Ansagen in Bussen und Bahnen sind zweisprachig. In einzelnen Quartieren werden im selben Schulhaus deutschsprachige und französischsprachige Klassen unterrichtet. Auf dem gleichen Gelände gibt es sowohl ein französisches als auch ein deutsches Gymnasium. Filme werden, wie in weiten Teilen der Schweiz, in den Bieler Kinos in der Originalsprache mit deutschen und französischen Untertiteln gezeigt, aktuelle Erfolgsfilme auch in deutsch und französisch synchronisierten Fassungen, während Kinderfilme ausschliesslich in synchronisierten Fassungen vorgeführt werden.
Dennoch dominiert die deutsche Sprache im alltäglichen Gebrauch in Biel. Auch Logos, Reklame oder Beschilderungen von Werbeplakaten etc. sind teilweise nur auf Deutsch, seltener nur auf Französisch. Es ist keine Seltenheit, dass ein Gesprächspartner Deutsch spricht und der andere auf Französisch antwortet oder umgekehrt.
Die französischsprachige Bevölkerung verfügt über eine nichtparlamentarische Interessenvertretung, den Rat für französischsprachige Angelegenheiten des zweisprachigen Amtsbezirks Biel. Dieser ist Ansprechpartner für Interessen der französischsprachigen Bevölkerung des früheren zweisprachigen Amtsbezirks Biel mit beratender Funktion beim Regierungsrat und der Kantonsverwaltung des Kantons Bern.
Eine Besonderheit stellt die Häufung von Germanismen und Lehnwörtern im gesprochenen Französisch, welches in Biel gesprochen wird, dar. Üblich sind z. B. «un schluck» für einen Schluck (französisch «une gorgée»), «manteau de pluie» für Regenmantel (französisch «imperméable»), «un witz» für einen Witz (französisch «blague») oder «poutzer» für putzen (anstatt französisch «nettoyer»). Ebenfalls bemerkbar ist der Einfluss des deutschen Satzbaues auf die gesprochenen französischen Sätze. So sagen bspw. Französisch sprechende Bieler: «Je vais laisser réparer mes chaussures» anstatt des im Hochfranzösischen korrekten «Je vais faire réparer mes chaussures».

### Religionen und Konfessionen
Laut einer Umfrage des Bundesamtes für Statistik aus dem Jahr 2018 waren 24,3 % (10'955 Personen) der Wohnbevölkerung evangelisch-reformiert, 25,8 % (11'617 Personen) römisch-katholisch, 9,8 % (4'427 Personen) muslimisch und weitere 9,0 % (4'055 Personen) gehörten einer anderen christlichen Konfession oder einer anderen Religion an. 29,9 % (13'450 Personen) waren konfessionslos.

## Politik

### Legislative
- PdA: 2
- Grüne: 9
- SP/JUSO: 19
- GLP: 5
- EVP: 2
- Mitte: 4
- FDP: 9
- SVP: 9
- EDU: 1

Gesetzgebende Behörde ist der von den Stimmberechtigten alle vier Jahre gewählte Stadtrat (conseil de ville). Die 60 Mitglieder tagen jeden dritten Donnerstag des Monats ab 18 Uhr im Rathaussaal am Burgplatz in der Altstadt. Die Sitzungen sind öffentlich zugänglich. Die Grafik zeigt die Sitzverteilung des Stadtrates ab Januar 2017.
Nachdem 1920 die Eingemeindung der bis dahin selbständigen Gemeinde Nidau gescheitert war, sahen sich die Sozialdemokraten mit dem Problem konfrontiert, dass ihr Spitzenmann Guido Müller dort seinen Wohnort hatte und bei der Gemeindewahl im April 1921 nicht in Biel kandidieren durfte. Sie bestimmten Hermann Kistler als Gegenkandidat zum FDP-Amtsinhaber Louis Leuenberger. Bei einer Wahlbeteiligung von 77 % erhielten die Sozialdemokraten mit 30 Sitzen eine knappe Mehrheit, wobei der PSR (die französischsprachigen Sozialdemokraten) zum ersten Mal mit einer eigenen Liste kandidierte. 28 Sitze erhielt der Bürgerblock, und je ein Mandat erhielten Kommunisten und die Sozialdemokratische Volkspartei (der frühere Grütliverein). Nach einigen Monaten, nachdem Müller umgezogen war, schied Kistler aus. Müller wurde von 1924 bis 1944 alle vier Jahre wiedergewählt. Obwohl die Sozialdemokraten mit dem Wahlziel der Haushaltskonsolidierung angetreten waren, überliessen sie das Finanzresort dem Freisinnigen Cäsar Türler, der bis zu seiner Demission 1924 auf diesem Posten verblieb. Die Finanzen der Stadt blieben angespannt, da ältere Kredite fällig wurden und hohe Arbeitslosigkeit zu hohen Sozialausgaben führte. 1921 drohte der Stadt die Insolvenz, und die Stadt musste am Ende jenes Jahres bei der Kantonsverwaltung in Bern um eine Finanzspritze ersuchen.:804–505 1924 trat die damalige Bauern-, Gewerbe- und Bürgerpartei (BGB) mit den Freisinnigen auf einer gemeinsamen Liste an. Die Sozialdemokraten konnten ihre Mehrheit dennoch halten.
Trotz Kostenüberschreitungen beim Bau des Strandbades – der aufgenommene Kredit in Höhe von 800.000 Franken entsprach einem Zehntel des jährlichen Budgets – bauten die Sozialdemokraten bei den Kommunalwahlen am 2. Dezember 1928 ihren Vorsprung aus und errangen 34 von 60 Sitzen im Stadtrat. Von den neun Gemeinderäten stellten sie fünf. Es lief gut für das Rote Biel. Bei der Wahl am 12. Dezember 1932 gewannen die Sozialdemokraten erneut 34 Sitze, die Kommunisten bekamen einen Sitz. Die Rechte spaltete sich in die Republikanische Partei mit einem Sitz und die BGB, die getrennt von den Freisinnigen antraten und sechs Sitze errangen. Die Freisinnigen selbst kamen auf 13 Sitze. Am selben Tag stimmten die Stimmbürger auch dem Neubau der Bahnhofstrasse zu. Die Bieler stimmten schliesslich am 8. November 1930 mit 1135 zu 105 Stimmen dem vollständigen Umbau des Bahnhofsquartiers zu. Die Umbaupläne orientierten sich am Vorbild des Karl-Marx-Hofs in Wien.:830–831 Als Sozialdemokrat Müller im Sommer 1934 Kenntnis von Plänen des US-Konzerns General Motors erlangte, in der Schweiz eine Pkw-Produktion aufzubauen, machte er die Ansiedlung des Autobauers zur Chefsache. Biel konkurrierte um den Zuschlag für die Fabrik mit Basel, das aufgrund des Rheinhafens Standortvorteile genoss. Am 18. Mai 1935 genehmigte das Stimmvolk die Ansiedlung des Unternehmens und die Übernahme der Baukosten durch die Stadt.:852–853 Die Verwaltungsgebäude und Montagehallen der General Motors gelten als «Pionierleistung des modernen Fabrikbaus in der Schweiz» und stehen als Kulturgut von nationaler Bedeutung unter Denkmalschutz.
Durch das bundesweite Verbot der Kommunistischen Partei kurz vor den Gemeindewahlen am 1. Dezember 1940 ergab sich eine andere Ausgangslage. Die Sozialdemokraten verteidigten ihre Mehrheit von 30 Sitzen, wobei ein Drittel davon auf die Liste des PSR entfiel. Der nationaldemokratische Block bekam es mit der neuen Konkurrenz des Landesrings der Unabhängigen (LdU) zu tun und büsste Sitze ein und bekam noch 24 Mandate. Guido Müller wurde erneut ohne Gegenkandidaten zum Stadtpräsidenten gewählt, allerdings mit einem schlechteren Ergebnis als zuvor. Paul Fell war zwar noch in der SP, opponierte aber immer offener gegen Müllers Politik. Er wurde schliesslich aus der SP ausgeschlossen und mitbegründete die Partei der Arbeit (PdA), die bei ihrer ersten Wahlteilnahme 1944 neun Sitze gewann. Die Sozialdemokraten verloren ihre Mehrheit und fielen auf 26 Sitze zurück, sechs davon für den PSR. Der nationaldemokratische Block verlor weitere drei Sitze. Die restlichen Mandate teilten sich LdU (drei Mandate) und Freiwirtschaftsbund (ein Mandat). Alles in allem dominierte die Linke mit 35 der 60 Sitze weiterhin den Stadtrat, und sie stellte fünf der neun ständigen Gemeinderäte.:874
Die Bieler Politik und somit der Stadtrat sind traditionell links dominiert, und in den letzten Legislaturen hatten die linken Parteien meist eine knappe Mehrheit. Geprägt wird die Linke von einer Allianz aus SP, PSR (Parti socialiste romand, französischsprachige SP) und Grüne, daneben sind als Kleinparteien die PdA und die Protestbewegung Passarelle aktiv. Ihnen gegenüber steht eine heterogene bürgerliche Koalition, traditionell angeführt von der FDP und ihrer Schwesterpartei PRR (Parti radical-démocratique romand), welche in den letzten Jahren allerdings Verluste hinnehmen mussten. Am rechten Rand des politischen Spektrums war in Biel lange nicht die SVP die dominante Kraft, sondern die Auto-Partei, welche von 1994 bis 2009 unter dem Namen Freiheits-Partei (FPS) auftrat. Die Wahlen 2008 haben die Vormachtstellung der Auto-Partei beendet und mit den Wahlen 2012 hat sich die SVP definitiv als stärkste rechte Partei durchgesetzt, die Auto-Partei trat gar nicht mehr erst zu dieser Wahl an. In der Mitte konnten sich die Grünliberalen etablieren, welche seit den Wahlen 2008 in Fraktionsstärke im Stadtrat vertreten sind.
| Partei | 2024 | 2020 | 2016 | 2012 | 2008 | 2004 | 2000 | 1996 | 1992 |    |
| --- | ---- | ---- | ---- | ---- | ---- | ---- | ---- | ---- | ---- | -- |
| SP/PSR/JUSO | 19   | 17   | 19   | 17   | 22   | 23   | 22   | 26   | 21   |    |
| SVP | 9    | 10   | 11   | 9    | 6    | 4    | 3    | 3    | 3    |    |
| Grüne | 9    | 10   | 8    | 7    | 8    | 8    | 6    | 4    | 5    |    |
| FDP/PRR | 9    | 9    | 10   | 11   | 11   | 12   | 16   | 16   | 16   |    |
| glp | 5    | 5    | 4    | 6    | 4    | –    | –    | –    | –    |    |
| Passerelle | –    | 3    | 2    | 1    | 1    | –    | –    | –    | –    |    |
| EVP | 2    | 2    | 2    | 2    | 3    | 2    | 2    | 2    | 2    |    |
| PdA | 2    | 2    | 1    | –    | –    | –    | –    | –    | –    |    |
| Die Mitte | 4    | 1    | 2    | 6    | 1    | 1    | 1    | 1    | 1    |    |
| EDU | 1    | 1    | 1    | 1    | 1    | 1    | 1    | 1    | 1    |    |
| FPS | –    | –    | –    | –    | 3    | 7    | 6    | 5    | 6    |    |
| LdU | –    | –    | –    | –    | –    | –    | –    | 1    | 1    |    |
| SD | –    | –    | –    | –    | –    | –    | –    | 1    | 1    |    |
| Diverse | 0    | 0    | 0    | –    | –    | 2    | 3    | 0    | 3    |    |
| Total | 60   | 60   | 60   | 60   | 60   | 60   | 60   | 60   | 60   | 60 |
| 1 bis 2008 CVP, 2012 BVP/BDP:5 CVP:1, 2016 BDP/BVP/CVP (Gewählte BDP), 2020 BDP/CVP (Gewählter CVP), 2024 Zukunft Biel Mitte |      |      |      |      |      |      |      |      |      |    |
| Quellen: 2020 2016 2012 2008 2004 2000 1996 1992                                                                             |      |      |      |      |      |      |      |      |      |    |

### Exekutive
Ausführende Behörde ist der Gemeinderat (conseil municipal). Er besteht seit dem 1. Januar 2013 aus fünf vollamtlichen Mitgliedern, welche je eine städtische Direktion führen. Er wird von den Stimmbürgern im Proporz für eine Amtszeit von vier Jahren gewählt. Der Gemeinderat bestand von 2005 bis 2012 aus acht Mitgliedern, davon vier Vollamtlichen, welche einer städtischen Direktion vorstanden, und vier Nebenamtlichen. Die Stadt Biel war somit die einzige grosse Schweizer Gemeinde mit einer geraden Anzahl von Exekutivmitgliedern. Bei Stimmgleichheit fällte der Stadtpräsident (im Dialekt: Stapi) den Stichentscheid.
| Name                  | seit | Partei | Direktion                            |
| --------------------- | ---- | ------ | ------------------------------------ |
| Glenda Gonzalez Bassi | 2021 | PSR    | Stadtpräsidentin, Präsidialdirektion |
| Anna Tanner           | 2025 | SP     | Direktorin Bildung, Kultur und Sport |
| Natasha Pittet        | 2023 | PRR    | Direktion Soziales und Sicherheit    |
| Beat Feurer           | 2013 | SVP    | Finanzdirektion                      |
| Lena Frank            | 2021 | Grüne  | Direktion Bau, Energie und Umwelt    |

#### Stadtpräsidium
Das Amt des Stadtpräsidenten wurde mit der Revision des städtischen Gemeindereglements von 1893 geschaffen. Der Stadtpräsident wird von den Bürgern der Stadt im Majorz gewählt und muss Mitglied des hauptamtlichen Gemeinderates sein. Amtsinhaberin ist seit 2025 die Sozialdemokratin Glenda Gonzalez Bassi.
Gemeinderatspräsidenten (nebenamtlich)
- Johann Peter Huber-Masel (1832–1833)
- Rudolf Friedrich Neuhaus (1833–1834)
- Johann Peter Huber-Verdan (1834–1835)
- Alexander Moser (1835–1839)
- Jakob Lehrmann (1839–1841)
- Ferdinand Bloesch (1841–1844)
- Friedrich Grueting (1844–1854)
- Cäsar Adolf Bloesch (1854–1862)
- Emanuel Walker (1862–1863)
- Gustav Bloesch (1863–1866)
- Charles Kuhn (1866)
- Friedrich Schwab (Dezember 1866)
- Emil Jacky (1867–1868)
- Emil Lanz (1868–1869)
- Eduard Bähler (1869–1873)
- Jean Sessler (Januar–Juni 1874)
- Niklaus Meyer (1874–1893)

Bieler Stadtpräsidenten (vollamtlich)
- Niklaus Meyer (* 1834 † 1922), Freisinn, 1893–1898
- Johann Hofmann-Moll (* 1842 † 1901), Freisinn, 1898–1901
- Eduard Stauffer (* 1860 † 1907), Freisinn, 1901–1907
- Gottfried Reimann (* 1862 † 1909), Grütliverein/SP, 1907–1909, erster sozialdemokratischer Stadtpräsident der Schweiz[44]
- Louis Leuenberger (* 1857 † 1921), FDP, 1909–1921
- Hermann Kistler, SP, 1921
- Guido Müller (* 1875 † 1963), SP, 1921–1947
- Edouard Baumgartner (* 1892 † 1967), PNR/FDP, 1948–1960, erster und einziger französischsprachiger Stadtpräsident Biels
- Paul Schaffroth (* 1921 † 2009), FDP, 1961–1964
- Fritz Stähli (* 1913 † 1982), FDP, 1964–1976
- Hermann Fehr (* 1941), SP, 1976–1990
- Hans Stöckli (* 1952), SP, 1991–2010[45]
- Erich Fehr (* 1968), SP, 2011–2024
- Glenda Gonzalez Bassi (* 1968), SP, 2025–

### Kantonale Behörden
Biel ist Sitz des Regionalgerichts Berner Jura-Seeland – eines der vier erstinstanzlichen Gerichte des Kantons Bern für zivil- und strafrechtliche Streitigkeiten. Das Gericht ist zuständig für die Verwaltungskreise Biel/Bienne, Berner Jura und Seeland. Es verfügt über eine Aussenstelle in Moutier. Vor der Justizreform im Jahr 2011 war Biel Sitz des Gerichtskreises II Biel-Nidau.
Als weitere gerichtliche Behörden haben das regionales Zwangsmassnahmengericht Berner Jura-Seeland (zuständig für die Anordnung von Untersuchungs- und Sicherheitshaft sowie anderer Zwangsmassnahmen) und die Schlichtungsbehörde Berner Jura-Seeland (zuständig für Schlichtungsverfahren und Rechtsberatungen) ihren Sitz in Biel. Ferner ist Biel Sitz der regionalen Staatsanwaltschaft Berner Jura-Seeland sowie der Dienststelle Berner Jura-Seeland der Jugendanwaltschaft des Kantons Bern.
Die Stadt Biel ist Hauptort des Verwaltungskreises Biel/Bienne. Das Regierungsstatthalteramt Biel befindet sich seit der Verwaltungsreform 2010 im Schloss in der angrenzenden Stadt Nidau.
Weiter haben das Zivilstandsamt Seeland und das Betreibungs- und Konkursamt Seeland ihren Sitz in der Stadt Biel.

### Bundesämter
Biel und Umgebung ist Standort von zwei Bundesämtern. Das Bundesamt für Kommunikation (BAKOM) befindet sich in der Stadt, das Bundesamt für Sport (BASPO) im angrenzenden Magglingen oberhalb von Biel.

### Wappen

Stadtflagge von Biel/Bienne

| Stadtwappen von Biel/Bienne | Blasonierung: «In Rot zwei gekreuzte weiße Beile.» |
| Stadtwappen von Biel/Bienne | Wappenbegründung: Das Bieler Wappen erscheint erstmals Mitte des 13. Jahrhunderts auf dem Stadtsiegel und zeigt einen Mann im Waffenrock, in der rechten Hand ein Beil, in der linken einen Wappenschild mit gekreuzten Beilen. Der Historiker Heinrich Türler (1861–1933) vermutete in dieser Figur den Meier von Biel und damit den einstigen Grundherrn: Biel war ursprünglich ein Gutshof (Fronhof) innerhalb einer Herrschaft – vermutlich der Grafen von Fenis-Neuenburg –, der von einem Meier verwaltet wurde. Als Herr von Biel wurde er in den Ritterstand erhoben. Der Wappenschild mit den gekreuzten Beilen stellt noch heute das offizielle Wappen dar. |

## Wirtschaft

### Uhren-, Präzisions-, Medizinal- und Maschinenindustrie

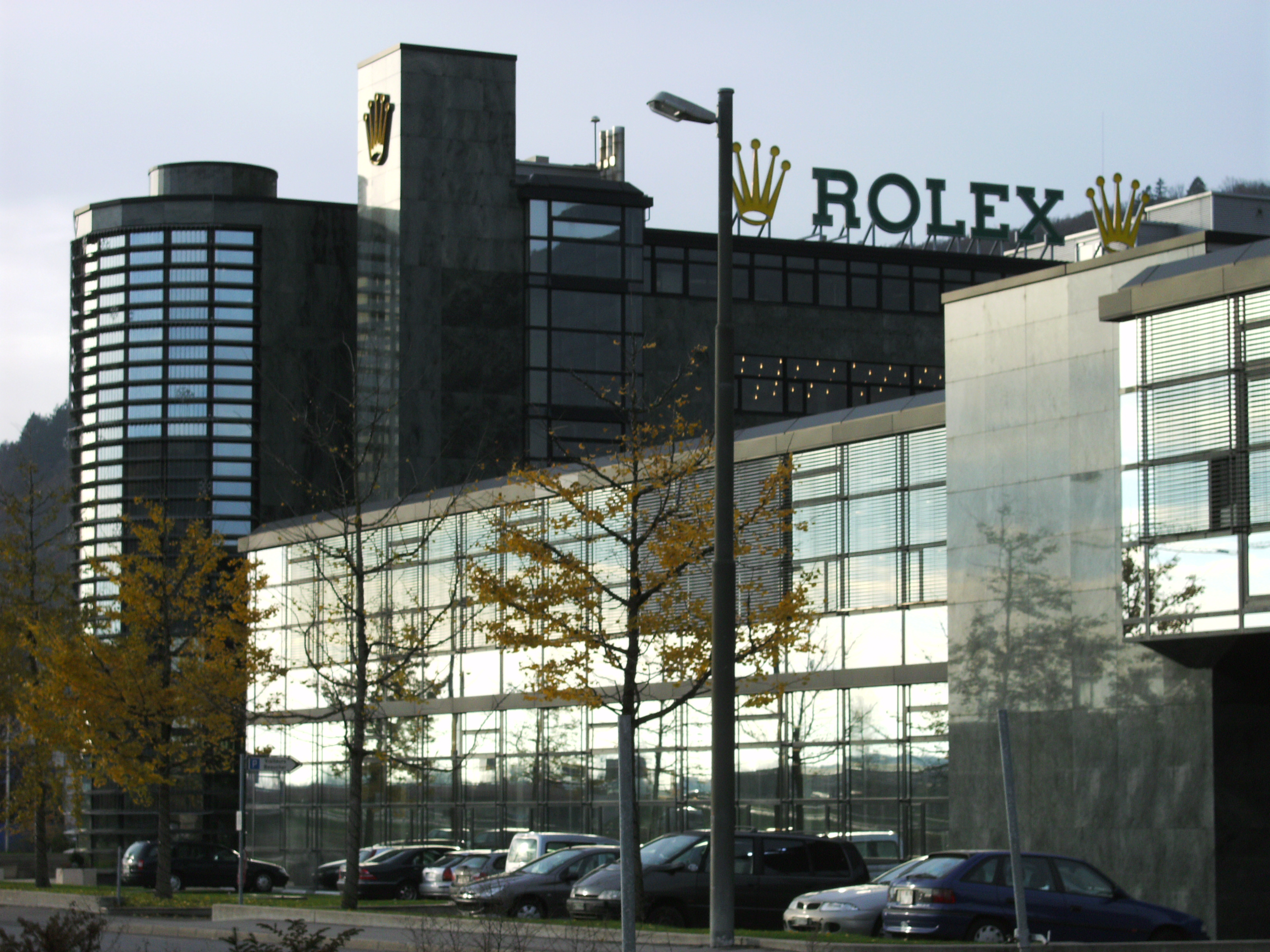
Rolex-Gebäude in Biel-Bözingen

Mit der weltbekannten Uhrenmarke Omega, einem Produktionsbetrieb von Rolex, dem grössten Uhrenkonzern der Welt Swatch und dem Uhrenhersteller Mido zählt Biel zu den bedeutendsten Uhrenstädten weltweit. Unter anderem befinden sich weitere grosse Uhrenhersteller wie Candino, Wenger, Swiss Army Watch, Ebel und Maurice Lacroix in Biel. Daneben befinden sich kleine und mittlere Uhrenhersteller, Uhrenmanufakturen und Zulieferer in Biel. Sodann befindet sich der Sitz des Verbandes der Schweizerischen Uhrenindustrie FH und der Schweizer Kontrollstelle für Chronometer (COSC) in Biel.
Vor der Uhrenkrise waren in Biel mehr als 120 Uhrenfirmen ansässig.
Durch die Krise zwischen 1970 und 1980 wurde Biel hart getroffen und die Uhrenindustrie verlor ihre seit dem 19. Jahrhundert dominante Stellung in der Bieler Wirtschaft, während die Maschinen-, Präzisions- und Medizinaltechnikindustrie an Bedeutung gewann. Diese Unternehmen der Präzisions-, Präzisionsmechanik-, Medizinaltechnik und der Maschinenindustrie sind in Biel traditionell ansässig.
Durch diese Rezession beschleunigte sich der Wandel Biels von einer reinen Industrie- zu einer Industrie- und Dienstleistungsstadt. In den 1950er- und 60er-Jahren war Biel die einzige Industriestadt des Kantons Bern. Damals entfielen 65 bis 70 Prozent der Arbeitsplätze auf den Industriesektor, weswegen Biel auch im Vergleich mit anderen Schweizer Städten überdurchschnittlich von der Krise getroffen wurde. Anfang der 1990er-Jahre arbeiteten 65 Prozent der Beschäftigten im Dienstleistungs- und nur noch 35 Prozent im Industriesektor, wobei Biel im schweizerischen Vergleich immer noch eine höhere Quote der Beschäftigten im Industriesektor aufweist. Unweit von Biel befinden sich drei weitere wichtige Schweizer Uhrenstädte: La Chaux-de-Fonds, Grenchen und Le Locle.
Während der Jahre des starken wirtschaftlichen Aufschwungs Mitte des 20. Jahrhunderts als Zukunftsstadt gepriesen, durchlebte Biel bis Mitte 1970 einen wirtschaftlichen Boom. Nach der Uhrenkrise der 1970/80er-Jahre erholt sich Biel seit der Jahrtausendwende wieder. Dies macht sich sowohl in der sinkenden Arbeitslosenquote, der Gewinnung neuer Unternehmen, dem Ausbau bestehender Unternehmen und in der steigenden Einwohnerzahl seit 2000 bemerkbar.
Heute (2013) sind noch 11,3 % der Beschäftigten der Stadt Biel in der Uhrenindustrie tätig und knapp ein Viertel (24 %) aller Arbeitsplätze entfallen auf den Industriesektor. Damit ist der Sekundärsektor (Industrie) in Biel nach wie vor ein gewichtiger wirtschaftlicher Faktor.

### Kommunikation
Die Stadt Biel legt, auch aufgrund der Zweisprachigkeit, seit den 1990er-Jahren neben der Uhren-, Präzisions- und Maschinenindustrie ein besonderes Augenmerk auf die Kommunikationsindustrie. Die von der Uhrenindustrie geprägte Stadt ist bemüht, als Stadt der Kommunikation sich ein weiteres wirtschaftliches Standbein zu verschaffen und konnte in den letzten Jahren von Zuzügen nationaler Telekommunikationsunternehmen wie Orange, Sunrise Communications, 1818 Auskunft, profitieren. In dieser Zeit sind ebenfalls viele Unternehmen in den Sparten Internet (Internetdienstanbieter/Kabelnetzprovider), der Programmierung und Hardware in Biel entstanden bzw. ansässig geworden.
Das Bundesamt für Kommunikation (Bakom) hat seinen Sitz in Biel. Als weiteres Medien- und Kommunikationsunternehmen hat die Schweizer Teletext AG ihren Sitz im Bieler Kongresshaus.

### Wachstumsbranchen
Zu den Wachstumsbranchen zählen in erster Linie die Medizinaltechnik und Optik, die Uhrenindustrie mit ihren Zulieferern, die Präzisionstechnik, die Solar- und Energietechnik, die Kreativ- und Kulturwirtschaft, die Medien-, Informations- und Kommunikationstechnologie sowie der Tourismus.

### Biel und das Automobil

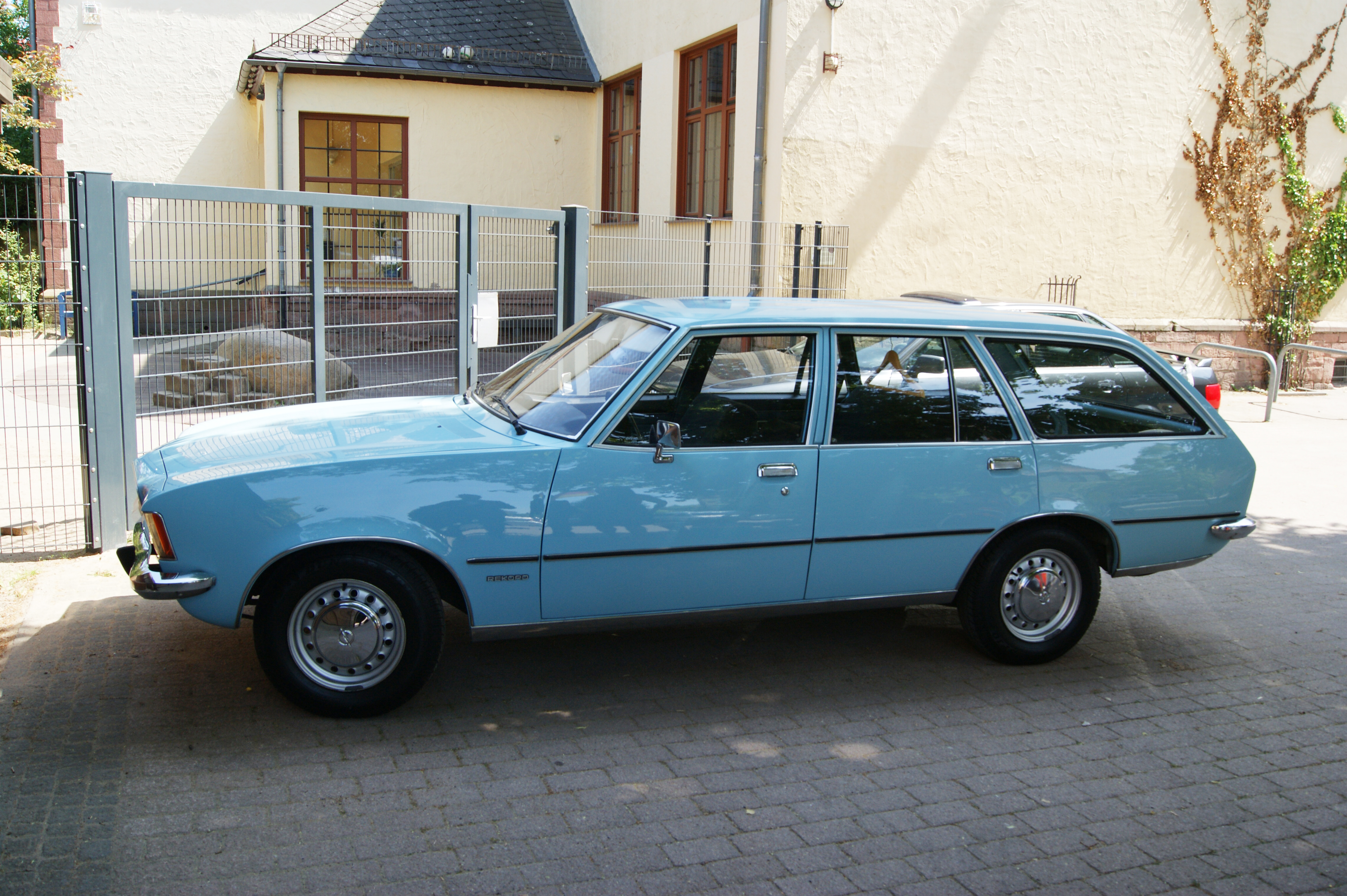
Opel Rekord D Caravan 1900 L

Smart

- 1886: Das erste Fahrzeug ohne Pferde hat in Biel Premiere. Es ist ein von einer Dampfmaschine angetriebenes Dreirad, entworfen durch den 25 Jahre alten Fritz Henriod.
- 1893: Fritz Henriod entwirft sein zweites Automobil, diesmal mit Verbrennungsmotor.
- 1897: Die Gebrüder Henriod eröffnen das erste Schweizer Fahrzeugunternehmen. Im Jahre 1899 muss dieses aber geschlossen werden.
- 1930: Das Bieler Technicum eröffnet eine Automobilabteilung (heute Berner Fachhochschule für Technik und Informatik, Bereich Automobiltechnik).
- 1934: Guido Müller (Stadtpräsident Biels) und der Generaldirektor von General Motors vereinbaren, dass das Unternehmen in Biel Fahrzeuge herstellen will. Zu diesem Zweck stellt die Stadt Biel dem amerikanischen Unternehmen eine neugebaute Fabrik zur Verfügung.
- 1935–1975: General Motors Suisse SA montiert in Biel hinter dem Bahnhof in heute denkmalgeschützten Gebäuden Fahrzeuge der Marke Opel. Die Schliessung des Werkes führt zur Entlassung von 450 Arbeitern.
- 1975: Nach 329'864 in Biel gebauten Kraftfahrzeugen verlässt am 15. August der letzte Wagen, ein Opel Rekord Caravan, das Bieler General-Motors-Montagewerk.
- 1993: Das Solarfahrzeug Spirit-of-Biel-Bienne, welches durch die Ingenieurschule Biel (Technicum Biel) gebaut wurde, gewinnt die World Solar Challenge in Australien.
- 1994: Infolge von Anfragen aus der Wirtschaft an den Fachbereich Automobiltechnik der Berner Fachhochschule wurde im September die DTC Dynamic Test Center AG in Vauffelin gegründet.
- 1996: Die Swatch Group entwickelt in Zusammenarbeit mit Daimler-Benz den Smart. Anfänglich waren die Büros in Biel beheimatet.
- 2004: Per 1. Januar 2004 wird die Opel Schweiz AG in die General Motors Schweiz AG eingeführt und verlässt dadurch ihren Unternehmenssitz in Biel.
- 2007: Vom 30. März bis 1. April findet zum ersten Mal die Auto Expo auf dem Expopark Biel-Nidau statt.
- 2013: Am 21. Juni wird in Vauffelin die Teststrecke der DTC Dynamic Test Center AG eröffnet.

### Medien
Die Bieler Medien sind seit 2021, nach Übernahme der Gassmann-Medien AG durch den Verleger Fredy Bayard, unter einer einzigen publizistischen Leitung zusammengefasst. Die Gassmann Media AG ist nun Herausgeber der Tageszeitungen Bieler Tagblatt und Journal du Jura, des Lokalradios Canal 3, des Lokalfernsehens TeleBielingue und seit März 2022 des Newsportals a jour.

#### Zeitung
In Biel erscheinen jeden Werktag die deutschsprachige Tageszeitung Bieler Tagblatt und das französischsprachige Pendant, das Journal du Jura.
Allen Bieler und den Haushalten der Umgebung wird wöchentlich gratis die zweisprachige Wochenzeitung Biel Bienne zugestellt, die vom Büro Cortesi herausgegeben wird.
Der Bieler Amtsanzeiger (Feuille officielle de Bienne) ist das städtische Amtsblatt und erscheint einmal wöchentlich jeweils am Mittwoch.

#### Radio
Per Kabel und Antenne kann neben den nationalen, den deutschen sowie französischen Sendern und den überregionalen Sendern die lokale Radiostation Canal 3 empfangen werden. Diese strahlt sowohl ein deutschsprachiges Programm (in Biel und im Seeland auf 98,6, in Biel-Bellmund und Neuenstadt auf 92,8 und in Grenchen auf 87,8 MHz) als auch ein französischsprachiges Programm aus (in Biel und im Seeland auf 106,8 und in Bienne-Bellmund und in Neuenstadt auf 94,0 MHz). Beide Programme können auch weltweit über das Internet empfangen werden.
Die Nationale Verkehrszentrale (via suisse) ist im Bieler Kongresshaus beheimatet.

#### Fernsehen
Der Bieler Lokalsender TeleBielingue strahlt für die Region und die Stadt Biel täglich ein Programm mit Themen aus der Region aus.

#### Keystone-SDA
In Biel ist eine der schweizweit 13 Regionalredaktionen der Nachrichtenagentur Keystone-SDA (früher SDA) beheimatet. Nach der Restrukturierung der SDA im Jahre 2010 übernahm die Regionalredaktion in Biel die Tätigkeit der aufgelösten Redaktion Neuenburg.

## Verkehr

### Autoverkehr

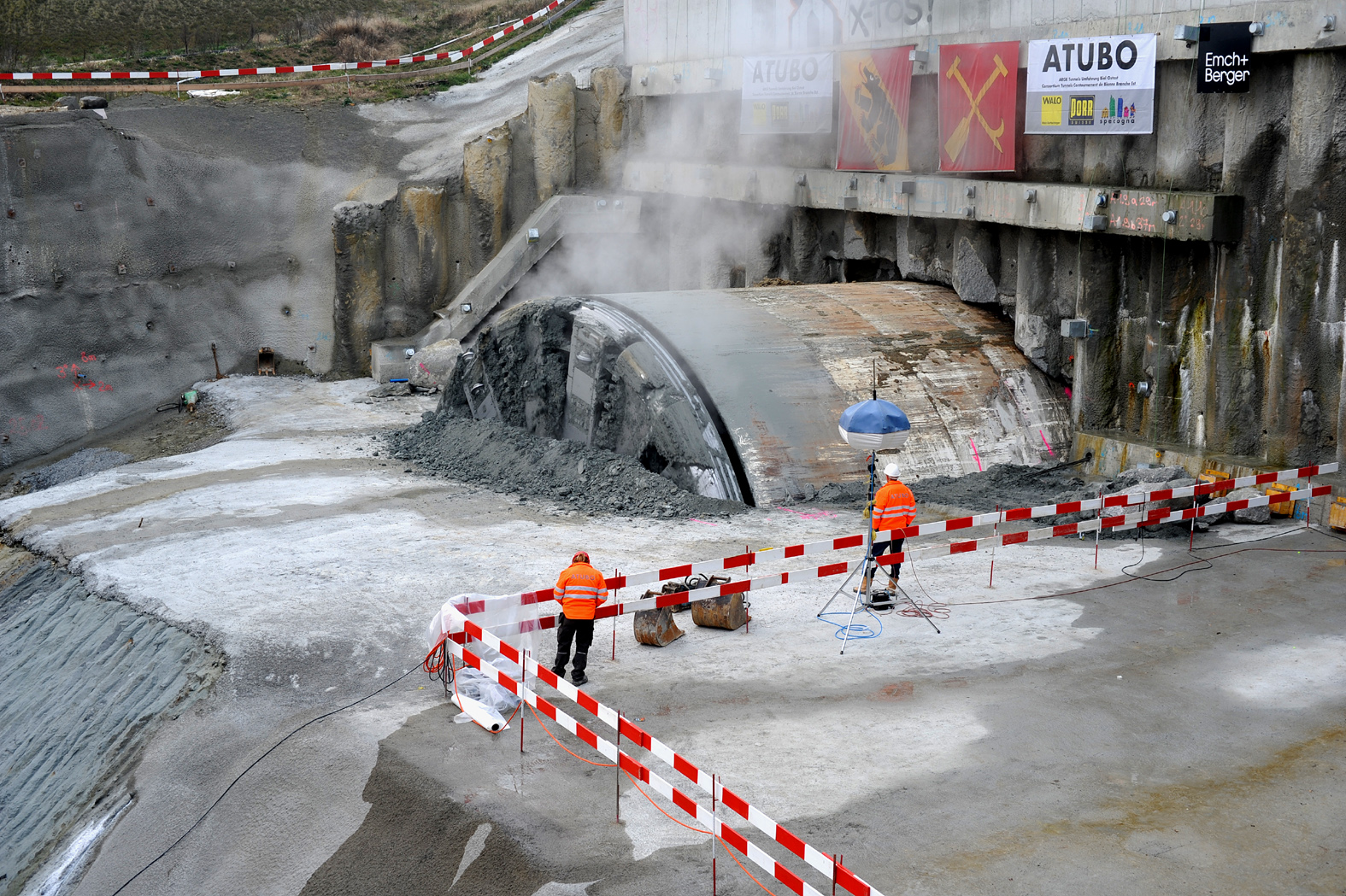
A5-Ostumfahrung, Durchstich des ersten Abschnitts Bözingen-Orpund am 20. November 2009

Die Stadt ist verkehrstechnisch in alle Himmelsrichtungen gut erschlossen. Bis in das 21. Jahrhundert hinein war die Stadt nur schlecht an die nationalen Fernverkehrsstrassen (Autobahn) angeschlossen, aufgrund der fehlenden Umfahrungsmöglichkeiten litten einige Gebiete stark unter der Verkehrsbelastung. Die West- bzw. Ostumfahrung der Stadt wurde bereits 1960 von den eidgenössischen Räten beschlossen, ist bis heute aber nur teilweise ausgeführt. Mit der 2017 fertiggestellten Ostumfahrung hat sich die Verkehrssituation bereits entschärft. In den Quartieren wird vermehrt auf Tempo-30-Zonen gesetzt.
Die Autostrasse A6 verbindet Biel mit Lyss und führt von dort aus als Autobahn weiter zum Kantonshauptort Bern. Zwischen der Autobahnausfahrt Lyss Süd und Biel ist diese Verbindung nur zweispurig und ohne Mittelstreifen gebaut.
Auch ist Biel, als Tor zum Jura, mit der 2017 fertiggestellten Transjurane (A16) direkt über eine Autobahn mit Moutier (dt. Münster), Pruntrut, Delsberg und dem französischen Belfort verbunden.
Pünktlich zur Expo.02 wurde die Autobahn in Richtung Grenchen–Solothurn–Luterbach fertiggestellt, womit Biel erstmals ans nationale Autobahnnetz angeschlossen und dadurch direkt mit der Ost- und Zentralschweiz verbunden wurde. Die A5 aus Richtung Zürich teilt sich ab dem Bieler Bözingenfeld in zwei Richtungen: Nach Norden Richtung Jura und nach Südwesten Richtung Neuenburg und Bern. Die 4,9 km lange Ostumfahrung (Ostast) mit insgesamt 4 km Tunnelstrecke wurde im Oktober 2017 fertiggestellt. Mit dem Bau der komplizierten 5,2 km langen Westumfahrung (Westast) sollte 2020 begonnen werden, das Projekt wurde aber von einer starken Bürgerbewegung gestoppt.
Nur die Verbindung in die Westschweiz (Richtung Neuenburg–Lausanne–Genf) ist noch nicht durchgehend durch eine Autobahn erschlossen. Die Routenführung am Bielerseeufer ist noch unklar.

### Bahn-/Linienbusverkehr

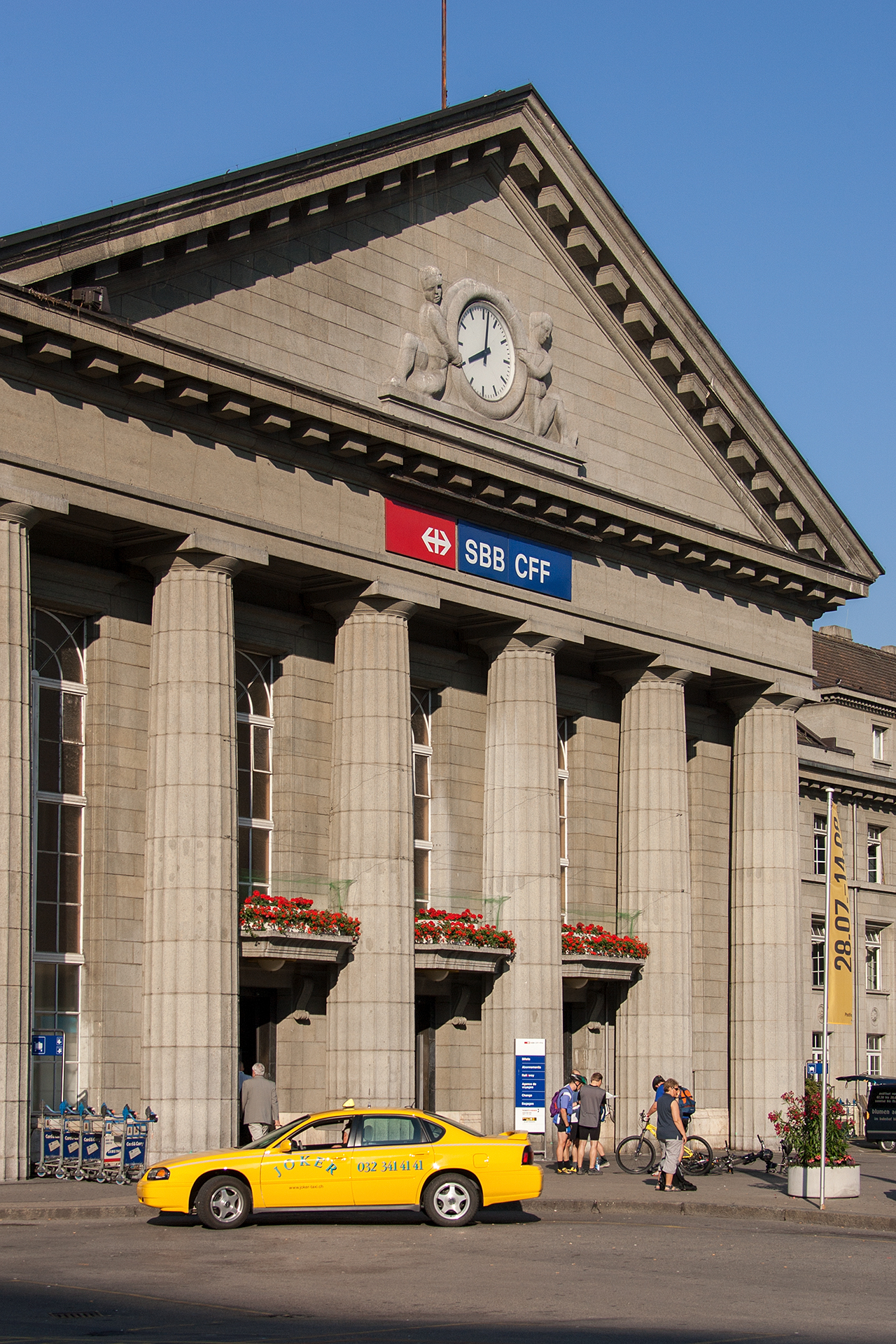
Neoklassizistisches Hauptportal des Bahnhofs Biel

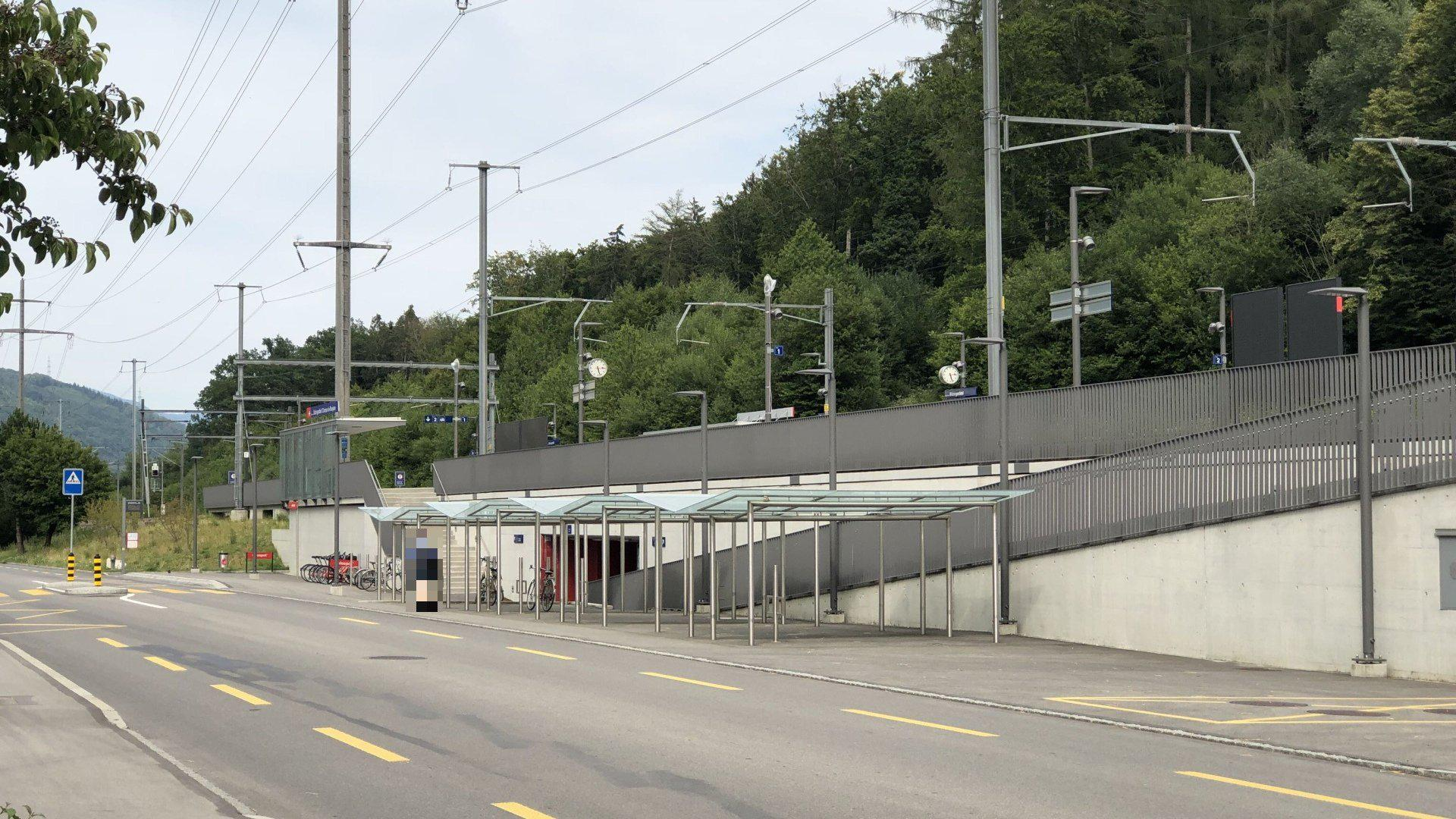
Bahnhof Biel-Bözingenfeld

#### Fernverkehr
Die wichtige Schweizer West-Ost-Bahnverbindung, die Jurasüdfusslinie, führt von Genf über Biel und Olten – Zürich weiter nach St. Gallen.
Weitere Verbindungen bestehen mit der S-Bahn oder dem Schnellzug nach Bern und mit der Juralinie nach Basel, ausserdem gelangt man mit der Biel-Täuffelen-Ins-Bahn entlang des Südufers des Bielersees bis nach Ins. Ein Nadelöhr befindet sich am Ufer des Bielersees in der Nähe von Ligerz, wo die Strecke noch nicht zweigleisig ausgebaut ist. Daher kann diese Strecke nicht immer im Halbstundentakt befahren werden.
Auf dem Gebiet der Stadt Biel befinden sich der Hauptbahnhof Bahnhof Biel/Bienne und zwei weitere Bahnhöfe (Bahnhof Biel-Mett, Bahnhof Biel-Bözingenfeld), ein Güterbahnhof, ein Rangierbahnhof und ein Industriewerk für den Unterhalt der Züge. Der Bahnhof Biel-Bözingenfeld wurde im Dezember 2013 in Betrieb genommen und dient zur schnelleren und direkteren Verbindung des Industrie- und Sportgebiets im Osten der Stadt Biel.

#### Nahverkehr

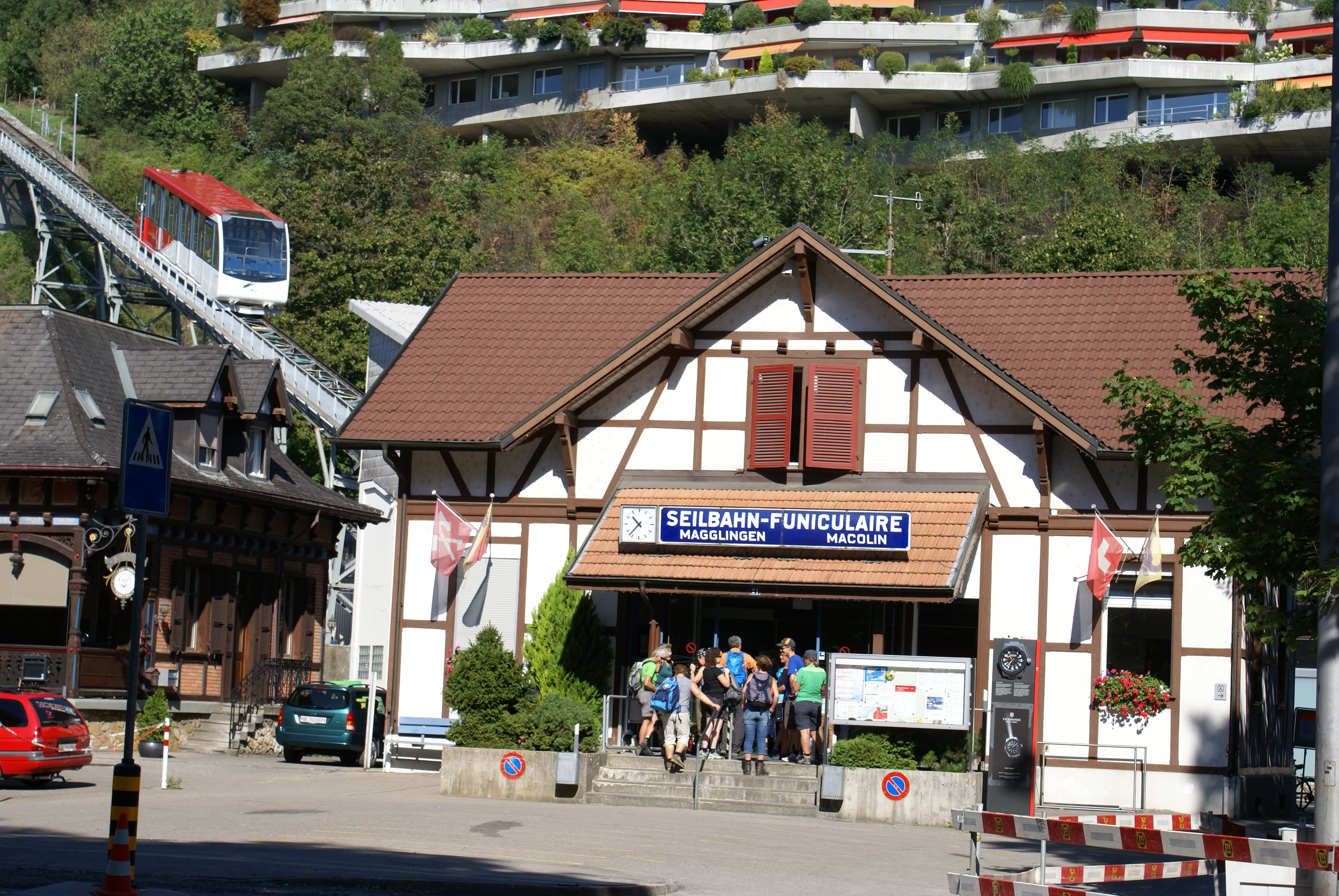
Talstation der Drahtseilbahn Magglingen

Für die Feinverteilung des öffentlichen Verkehrs sorgen in der Stadt sowie in der Agglomeration Biel hauptsächlich die Verkehrsbetriebe Biel (VB). Sie betreiben den Trolleybus Biel/Bienne mit zwei Linien sowie zehn Autobus-Linien. Die wichtigsten Nahverkehrsknotenpunkte in Biel sind der Bahnhofplatz und der Zentralplatz, an denen fast alle Linien halten. 1948 stillgelegt wurde hingegen die Strassenbahn Biel.
Daneben gibt es Postautolinien und weitere Buslinien anderer Transportunternehmen (Busbetrieb Grenchen und Umgebung, Aare Seeland mobil, Busbetrieb Binggeli) in verschiedene Dörfer und Städte rund um Biel.
Im letzten Jahrhundert verkehrten auch Strassenbahnen in Biel, die aber dem «Fortschritt» weichen mussten. Eine Wiederinbetriebnahme einer Regionalstadtbahn in der Agglomeration Biel war für 2018 geplant, scheiterte aber vorerst am politischen Widerstand bürgerlicher Parteien.
Von Biel aus existieren zwei durch FUNIC (vom französischen Funiculaires = Seilbahnen) betriebene Standseilbahnen, die im regelmässigen Taktfahrplan sowohl Magglingen (Biel-Magglingen-Bahn) als auch Leubringen (Biel-Leubringen-Bahn) mit Biel verbinden.

#### Nachtverkehr
In den Nächten von Freitag auf Samstag und von Samstag auf Sonntag verkehren in der Stadt Biel sechs Nachtbuslinien. Die Busse starten jeweils zu drei unterschiedlichen Zeiten und verbinden Biel mit dem Kanton Solothurn bis Solothurn, mit dem rechten Bielerseeufer bis Ins und Erlach, mit dem linken Bielerseeufer bis La Neuveville, mit Bern, mit Büren an der Aare und mit dem Berner Jura sowie dem Kanton Jura. Auf der Strecke bis zu den genannten Endstationen werden weitere Orte bedient.

#### Tarifverbund
Für die Stadt und die Agglomeration Biel, die Region Grenchen, den Berner Jura und das Seeland existierte bis 2014 der Tarifverbund Biel/Bienne. Dieser orientierte sich bei der Fahrpreisberechnung anders als andere Tarifverbünde nicht an den Schweizerischen Bundesbahnen, sondern an den Lebenshaltungskosten der Stadt Biel und den Preisen der Verkehrsbetriebe Biel und war somit preisgünstiger. Seit Dezember 2014 ist der Bieler Tarifverbund Teil des Tarifverbunds Bern-Solothurn (Libero).

### Schifffahrt

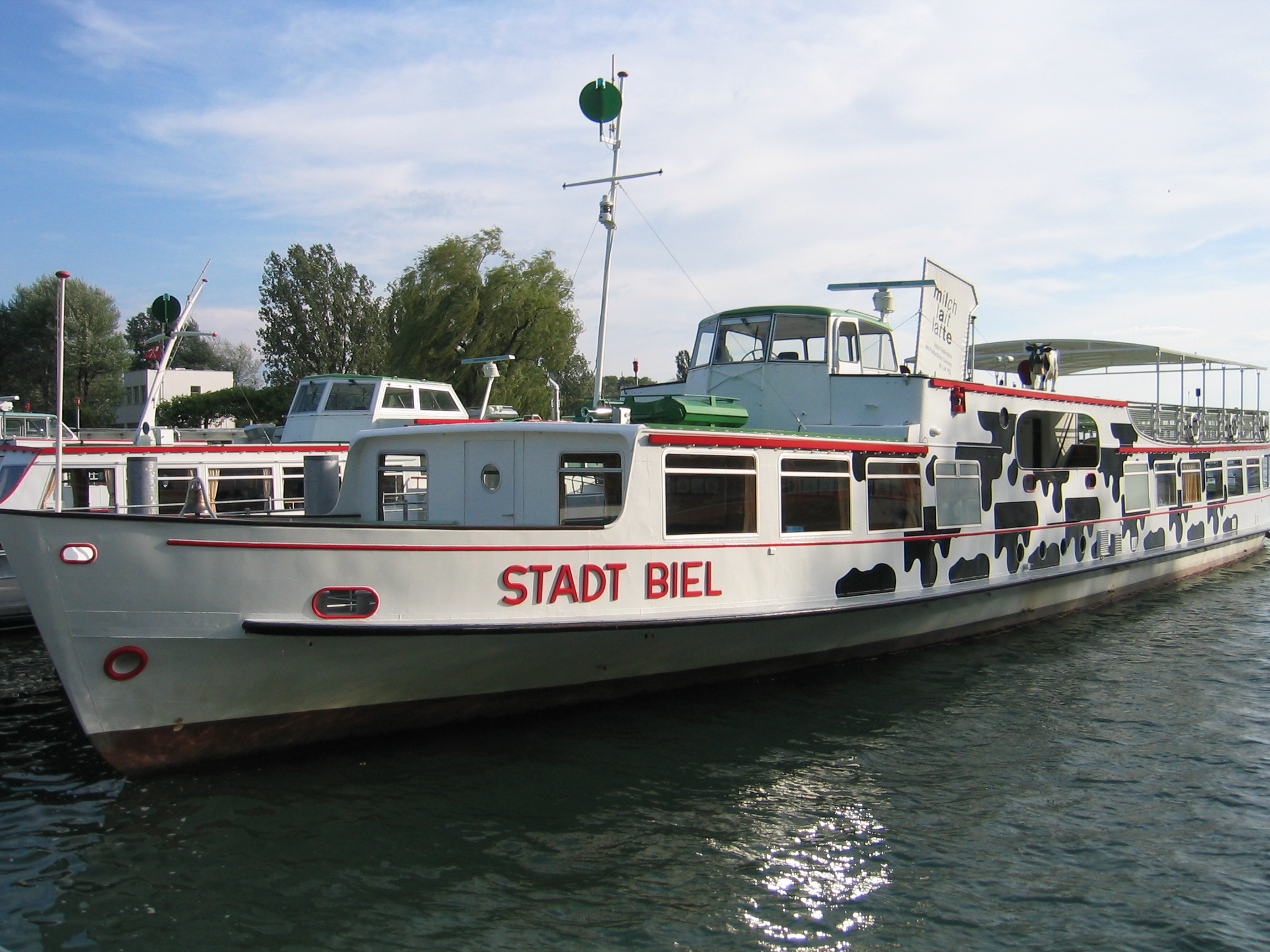
Kursschiff der BSG im Hafen

Auf dem Bielersee und der Aare zwischen Biel und Solothurn verkehren 9 Kursschiffe der Bielersee-Schifffahrts-Gesellschaft (BSG). Die BSG verfügt über das grösste Kursschiff der drei Seen (MS Petersinsel) und über das grösste solar-elektrisch angetriebene Passagierschiff der Welt (MobiCat).
Diese bedienen als Kurs- und Ausflugsschiffe neun verschiedene Orte am Ufer des Bielersees, die St. Petersinsel sowie acht Orte entlang der Aare bzw. des Nidau-Büren-Kanals bis nach Solothurn. Beim Regulierwehr Port passieren die Schiffe eine Schleuse. Die so genannte Drei-Seen-Rundfahrt führt durch den Bielersee, zum Neuenburgersee und auf den Murtensee bis nach Murten und zurück.
Ausserdem fährt seit November 2010 das Traditionsschiff Romandie I – 1952 unter der Regie des Vereins Kulturschiff.ch als luxuriöses Salonschiff vom Heimathafen Biel aus auf den Bielersee und via Zihlkanal und Broyekanal auch auf den Neuenburgersee und Murtensee. Via die Aare verkehrt das Schiff bis nach Solothurn.

### Flugverkehr
Erste Versuche eines organisierten Flugverkehrs entweder für Wasserflugzeuge in der Bielerseebucht oder auf dem Ipsachmoos in Ipsach scheiterten 1920. Im Jahr 1928 kaufte die Stadt im Bözingenfeld Land, auf welchem ein erster Flugplatz eingerichtet wurde. Bald darauf wurde Biel von den Fluggesellschaften Balair und Ad Astra bedient und war Station auf der Luftpoststrecke Lausanne-Zürich. Schon kurz darauf verlegten die Fluggesellschaften ihren Zwischenstopp von Biel nach Bern. Der Flugplatz im Bözingenfeld wurde 1963 aufgehoben und vier Jahre später als Industriezone ausgeschieden. Stattdessen wurde das Projekt für einen neuen Flugplatz in Kappelen in Angriff genommen und 1969 vollendet, während die Segelflieger nach Courtelary dislozierten. In den wirtschaftlich guten 1960er- und 1970er-Jahren gab es in Biel zudem eine Initiative für einen Flughafen, doch dieses Vorhaben wurde nie realisiert.
Der Flugplatz Biel-Kappelen, 6 km südöstlich des Stadtzentrums, verfügt heute über eine Graspiste von 560 m Länge und verzeichnet etwa 8'400 Flugbewegungen pro Jahr. 13 km östlich der Stadt befindet sich der regionale Flughafen Grenchen der mit einer asphaltierten Piste von 1000 m Länge und etwa 75'000 Flugbewegungen pro Jahr deutlich bedeutender ist und der ganzjährig betrieben wird.
Die internationalen Flughäfen Zürich und Genf können von Biel aus direkt per Bahn ohne Umsteigen erreicht werden. Nach Zürich Flughafen gibt es zwei direkte Verbindungen pro Stunde (Fahrzeit etwa 1:30), nach Genf Flughafen gibt es eine direkte Verbindung pro Stunde (Fahrzeit etwa 1:35).

## Bildung
Biel ist das Bildungszentrum des Seelandes und des Berner Juras und hat somit eine wichtige Funktion inne. Die Stadt ist eine der wichtigsten Bildungsstätten des Kantons Bern und hat mit den ansässigen Hochschulen auch nationale Ausstrahlung. Nicht zuletzt aufgrund der Zweisprachigkeit ist das Schulangebot auf allen Stufen, vom Kindergarten bis zum Hochschulbereich, überdurchschnittlich reichhaltig und wird sowohl in deutscher als auch französischer Sprache angeboten.

### Obligatorische Schulen
Die Stadt Biel ist in die drei Schulkreise Biel-Stadt, Madretsch und Mett-Bözingen eingeteilt. Die obligatorische Schulzeit dauert neun Jahre, bestehend aus sechs Jahren Primarstufe (erste bis sechste Klasse) und drei Jahren Sekundarstufe I (siebte bis neunte Klasse oder siebte bis achte Klasse und Quarta).
Die Primarstufe wird in dreizehn deutschsprachigen und elf französischsprachigen Schulen besucht. Einige Schulen beherbergen im gleichen Schulgebäude sowohl deutschsprachige als auch französischsprachige Klassen.
Auf Sekundarstufe steht pro Schulkreis je ein deutsch- und ein französischsprachiges Oberstufenzentrum (OSZ) zur Verfügung. Es sind dies für die deutschsprachigen Schüler das OSZ Rittermatte (Biel-Stadt), das OSZ Madretsch und das OSZ Mett-Bözingen, sowie für die französischsprachigen Schüler das Collège de la Suze (Biel-Stadt), das Collège des Platanes (Madretsch) und das Collège du Châtelet (Mett-Bözingen). Das Angebot wird ergänzt durch mehrere Privatschulen und eine Steiner-Schule.

### Weiterführende Schulen und Hochschulen

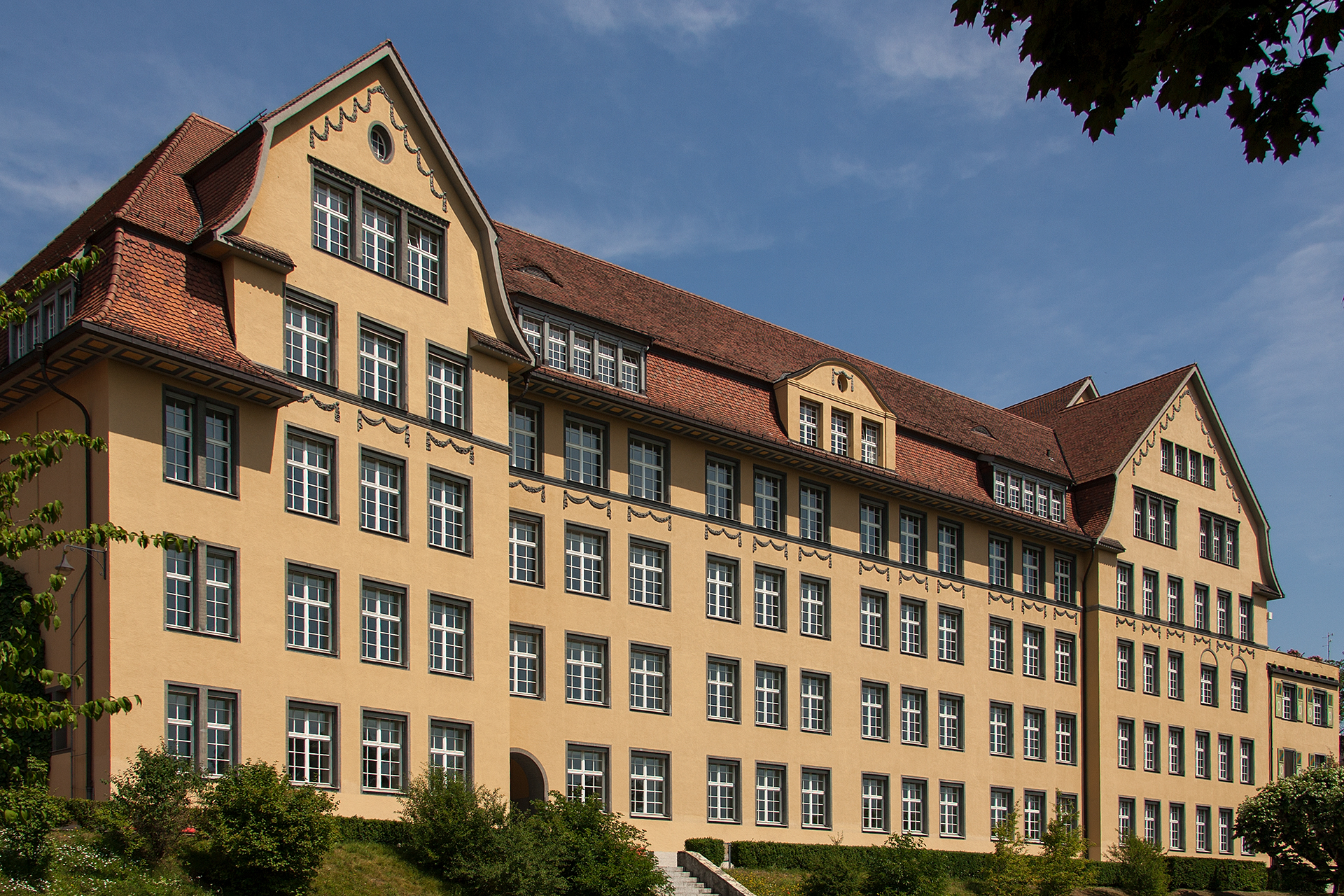
Gymnasium Alpenstrasse

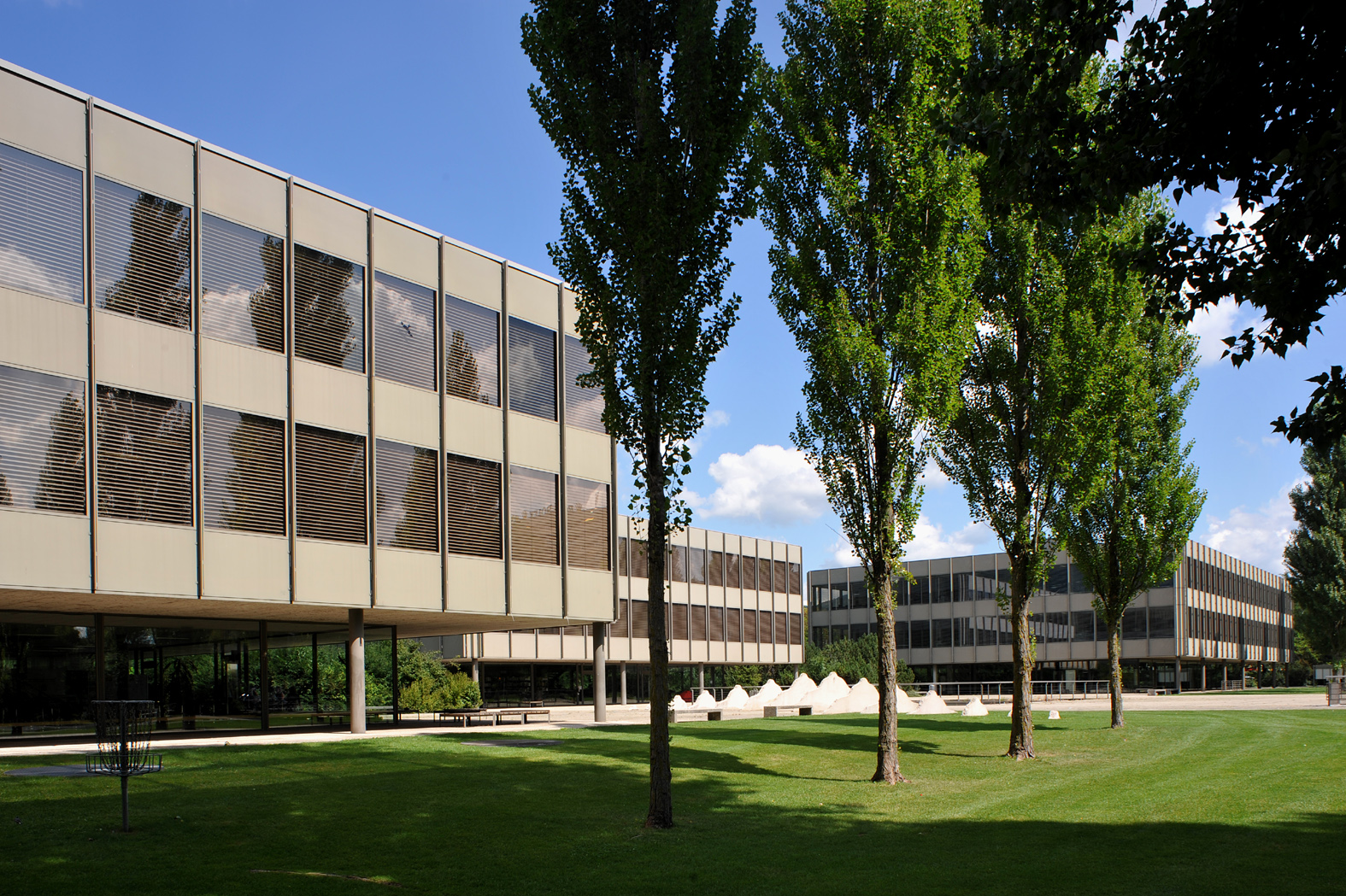
Gymnasium Biel-Seeland

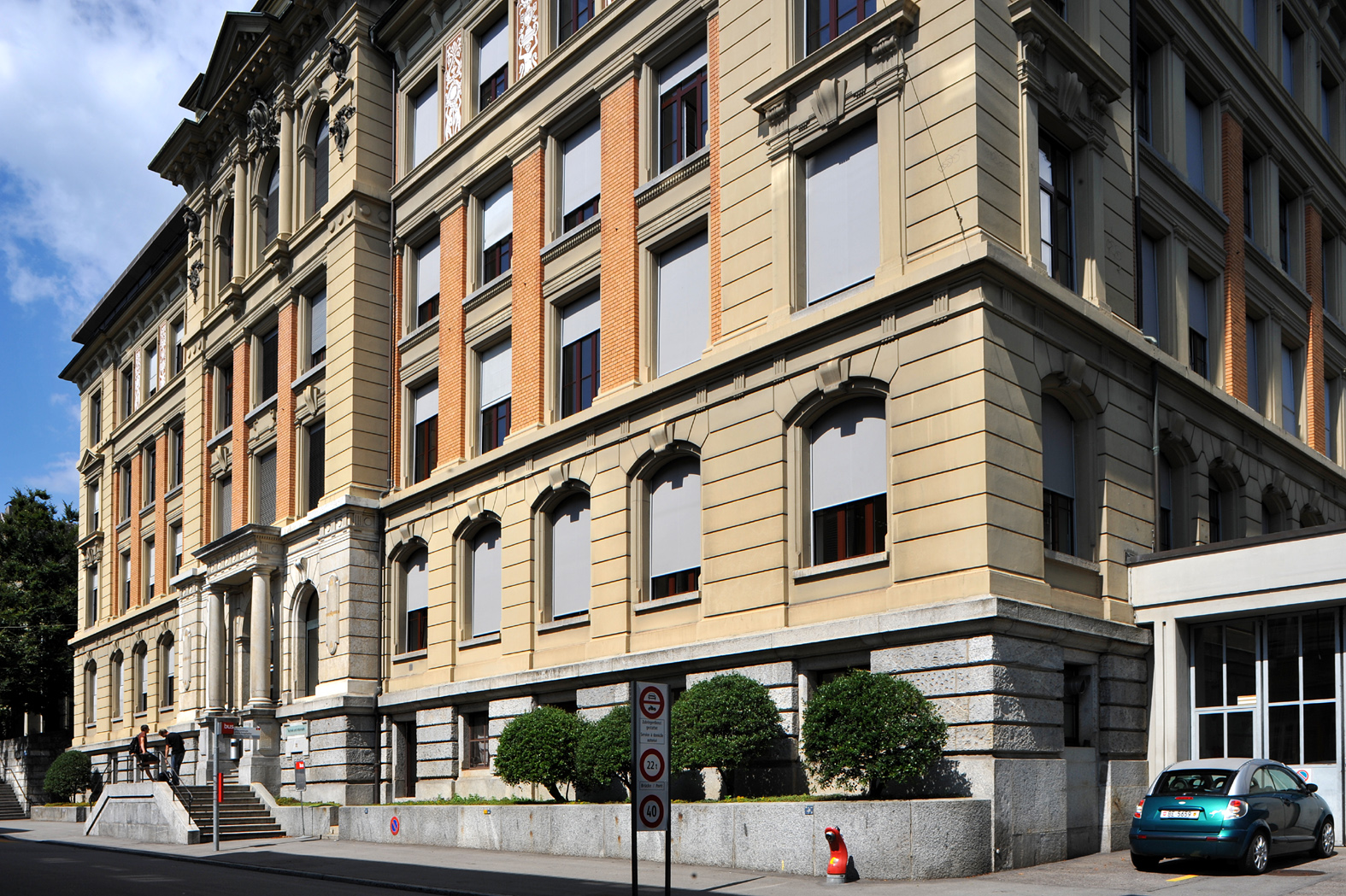
Hauptgebäude der Berner Fachhochschule Technik und Informatik

Aus den ursprünglich vier Bieler Gymnasien (Deutsches Gymnasium, Gymnasium Alpenstrasse, Gymnasium Linde und Gymnase français) wurden in den letzten Jahren zwei Gymnasien gebildet, namentlich das deutschsprachige Gymnasium Biel-Seeland sowie das französischsprachige Gymnase de Bienne et du Jura bernois. Das Gymnasium Biel-Seeland ist mit rund 1300 Schülerinnen und Schülern eines der grössten Gymnasien des Kantons Bern. Es ist Partnerschule von Swiss Olympic und der Pädagogischen Hochschule Bern. Sowohl das Gymnasium Biel-Seeland als auch das Gymnase de Bienne et du Jura bernois bieten in Zusammenarbeit eine zweisprachige Matura (deutsch/französisch) an.
Zu den bedeutendsten tertiären Bildungseinrichtungen (Hochschule) in Biel zählen:
- die Berner Fachhochschule Technik und Informatik (BFH-TI) mit den Abteilungen Automobiltechnik, Elektro- und Kommunikationstechnik, Maschinentechnik, Mikro- und Medizinaltechnik, Medizininformatik, Wirtschaftsingenieurwesen sowie Informatik.
- die Berner Fachhochschule Architektur, Holz und Bau (BFH-AHB), mit den Abteilungen Holzingenieur- und Ingenieurwesen.
- die Hochschule der Künste Bern (HKB), mit den Abteilungen Oper, Theater, Rhythmik sowie dem einzigen Schweizer Literaturinstitut
- die Eidgenössische Hochschule für Sport Magglingen (EHSM)

Diese Hochschulen bilden alle Departemente der Berner Fachhochschule und bieten Bachelor- und Masterstudiengänge an.
Weitere wichtige weiterführende Schulen sind die Schule für Gestaltung Bern und Biel, die Pflegeberufsschule Biel-Seeland, die Höhere Fachschule für Technik Mittelland und die «sanu|bildung für nachhaltige Entwicklung». Eine rein französischsprachige Pädagogische Hochschule, die Haute école pédagogique des cantons de Berne, du Jura et de Neuchâtel (HEP BeJuNe) befindet sich ebenfalls mit mehreren Fachbereichen in der Stadt.
Daneben existieren weitere Berufsschulen, Weiterbildungseinrichtungen, eine Volkshochschule, ein Konservatorium für Musik und mehrere Sprachschulen.
Dazu bietet die Stiftung Battenberg zweisprachigen Bildungen in über 40 Berufen an. Sie sind für Personen mit besonderen Bedürfnissen reserviert.

## Forschung
Unterstützt durch den Kanton Bern ist in der als Hochburg der Uhrenindustrie bekannten Stadt 2021 der Switzerland Innovation Park Biel/Bienne (SIPBB) eröffnet worden. Das Areal befindet sich unweit des Bahnhofs Biel angegliedert an den neu entstehenden Campus der Berner Fachhochschule. Der vom Schweizer Parlament beschlossene Innovationspark mit mehreren Standorten soll die Schweizer Forschung und Entwicklung durch eine enge Zusammenarbeit der Hochschulen und Wirtschaft beflügeln. Die zweisprachige Region Biel-Seeland-Berner Jura soll durch die bestehende Präzisions-, Maschinen und Werkzeugindustrie mit den Hauptanwendungsbereichen Uhren und Medizinaltechnik die nötigen Synergien zwischen Wirtschaft und Forschung für die Forscher bereitstellen.

## Infrastruktur und Gesundheitswesen

### Gesundheitswesen
Die Stadt Biel besitzt als Haupt-, Intensiv- und Notfallspital das Spitalzentrum Biel, mit je einer Abteilung für Erwachsene und Kinder (Kinderspital Wildermeth). Dieses zweisprachige, am Jurasüdfuss im Beaumontquartier gelegene Spital ist das öffentliche medizinische Zentrum der zweisprachigen Region Biel-Seeland und des südlichen Berner Juras. Als grösstes regionales Spitalzentrum im Kanton Bern gewährleistet das Spitalzentrum Biel eine umfassende Versorgung in nahezu allen medizinischen Fachgebieten. Zu seinem Leistungsspektrum gehören auch Spezialgebiete, die im Spitalwesen der Region einmalig sind.
Des Weiteren existiert seit 1954 die Privatklinik Linde (seit 2017 Hirslanden Klinik Linde), welche sich auf einem bebauten Hügel des Quartiers Madretsch befindet. Sie bietet neben einem umfassenden Leistungskatalog ebenfalls einen 24-Stunden-Notfall an und ist die führende Privatklinik in der Region Biel–Seeland–Berner Jura, sowie ein Medizin- und Gesundheitszentrum. Daran angeschlossen ist die bekannte Sportklinik Villa Linde.
Die überdurchschnittliche Kumulation von weiteren kleineren Kliniken und Arztpraxen erklärt sich aus der zentralörtlichen Funktion der Stadt Biel für die Region.

### Abfall, Energie- und Wasserversorgung
Die Energie-, Erdgas- und Wasserversorgung der Stadt Biel werden vom Energie-Service Biel/Bienne (ESB) wahrgenommen. Seit einer Volksabstimmung im Jahr 2013 ist der ESB eine selbständige öffentlich-rechtliche Gemeindeunternehmung im Besitz der Stadt Biel. Dieses Unternehmen versorgt auch umliegende Gemeinden, wie zum Beispiel Nidau, mit einigen seiner Dienstleistungen.
Das Trinkwasser stammt zu 20 % aus Grundwasser aus dem Grundwasserwerk Gimmiz, zu 10 % aus der Leugenenquelle östlich von Biel sowie zu 70 % aus aufbereitetem Bielerseewasser.
Das Bielerseewasser weist eine sehr gute Qualität auf, da die mittlere Verweilzeit des Wassers im See mit 60 bis 70 Tagen im Vergleich zu anderen Gewässern extrem kurz ist und die für schweizerische Verhältnisse überdurchschnittliche Windtätigkeit am Jurasüdfuss für eine gute Durchmischung der Wassermassen sorgt.
In Biel wird Wasser verschiedener Herkunft gemischt. Die Härte bewegt sich demzufolge im Bereich mittelhartes Wasser und weist eine französische Wasserhärte zwischen 18 und 22 °fH auf. Um Spurenstoffe – wie z. B. Abbauprodukte des Pestizids Chlorothalonil – im Trinkwasser zu reduzieren, wird nach einer Lösungen gesucht.
Der Strom des ESB besteht zu 100 % aus erneuerbaren Quellen (grösstenteils Wasserkraft) von Schweizer Lieferanten.
Die Bielersee Kraftwerke AG, an welcher der ESB zur Hälfte beteiligt ist, produziert jährlich weit über 100 Millionen Kilowattstunden Strom aus erneuerbarer Quelle. Zur Bielersee Kraftwerke AG gehören die Wasserkraftwerke Hagneck, Brügg und Biel-Bözingen, eines der ältesten der Schweiz (1892). Daneben wird in Biel im Kleinwasserkraftwerk Taubenloch des ESB auch Strom erzeugt.

## Kultur, Kunst und Sehenswürdigkeiten

### Kultur und Museen

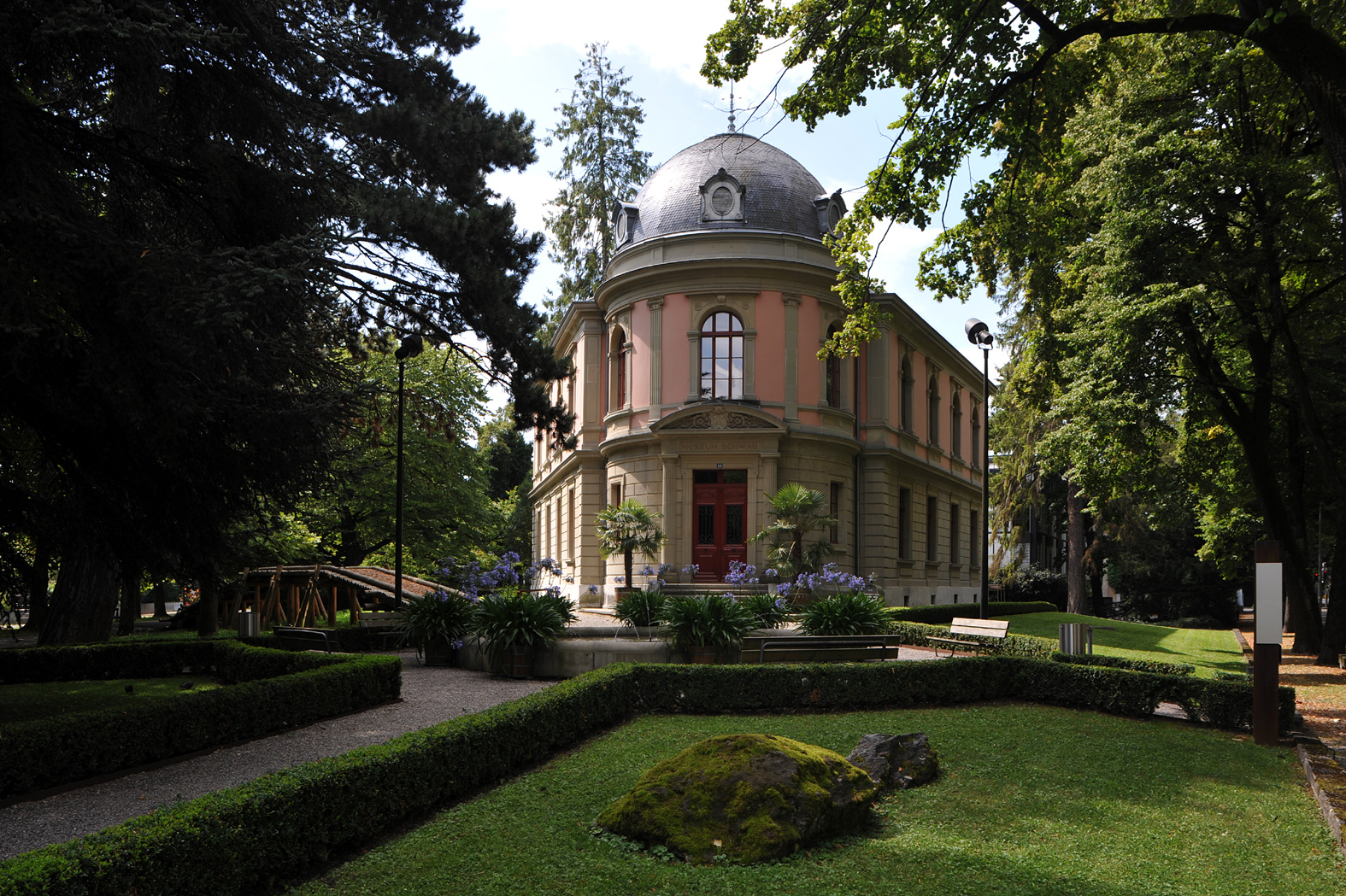
Museum Schwab im Pasquart-Quartier

Biel hat verschiedene kulturelle Einrichtungen zu bieten. Das Museum Schwab ist ein historisches Museum mit einer archäologischen Sammlung, das Museum Neuhaus stellt in einer historischen Bieler Textilfabrik Kunst und Geschichte aus und seit 1985 kann die renovierte Wohnung der Stifterin Dora Neuhaus (1889–1975) besucht werden, das CentrePasquArt, ein Zusammenschluss von Kunsthaus, Photoforum, Kunstverein und Filmpodium befasst sich mit zeitgenössischer Kunst. Weitere Museen sind das Maschinenmuseum Centre Müller, welches in rekonstruierten Werkstätten des beginnenden 20. Jahrhunderts 150 Maschinen aus den Jahren 1880 bis 1940 ausstellt, das Optische Museum mit Optikgegenständen aus vier Jahrhunderten und das Museum «Cité du Temps» der Uhrenmarken Swatch und Omega auf dem Swatch Omega Campus. Ausserdem existieren mehrere Konzertsäle, verschiedene Theater, Musikkeller, Bibliotheken, Kinos, Ludotheken und der Gaskessel (Chessu/Coupole) des Autonomen Jugendzentrums. Die Stadt besitzt auch einen Tierpark.

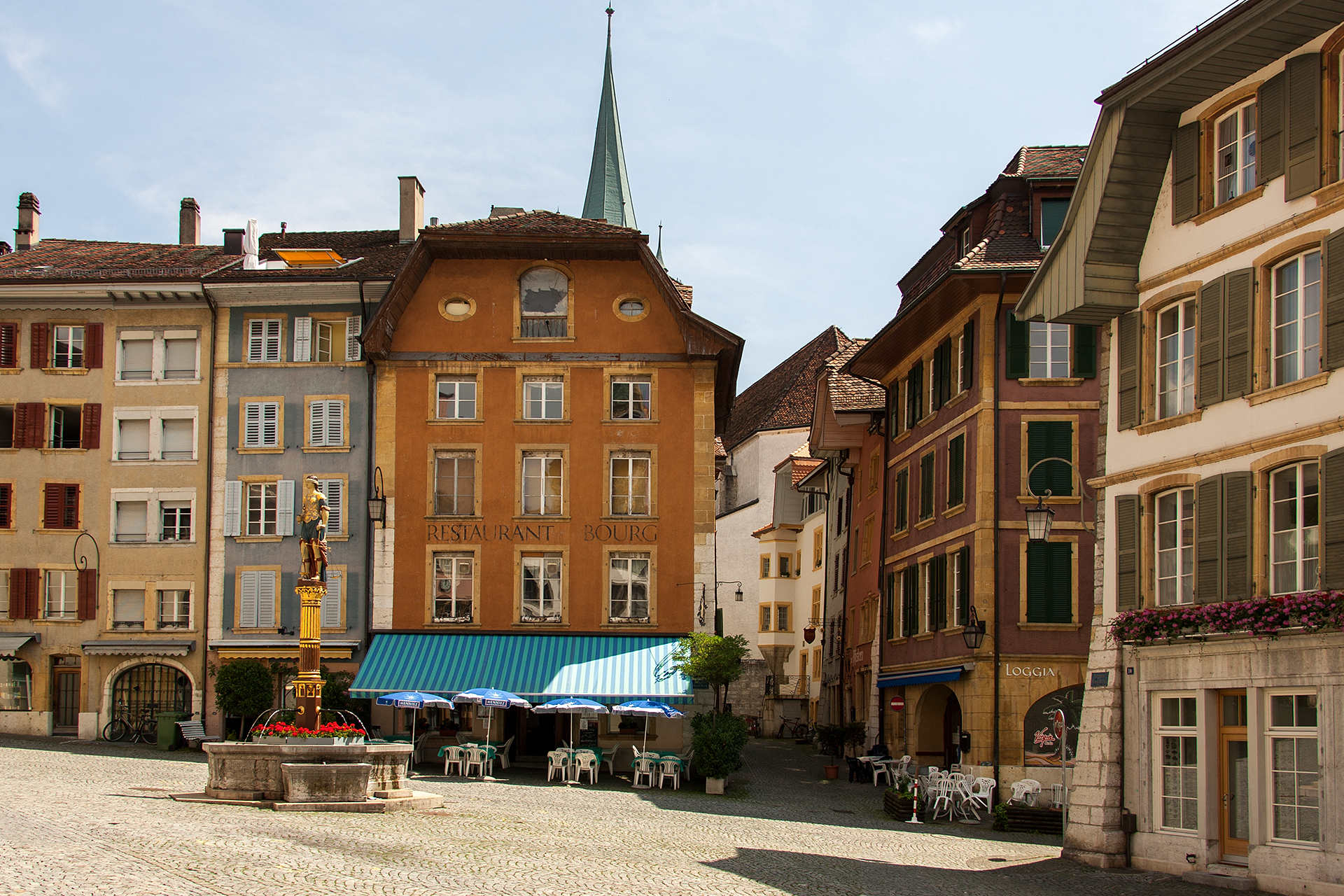
Burgplatz mit Gerechtigkeitsbrunnen in der Mitte

### Sehenswürdigkeiten

#### Historische Altstadt

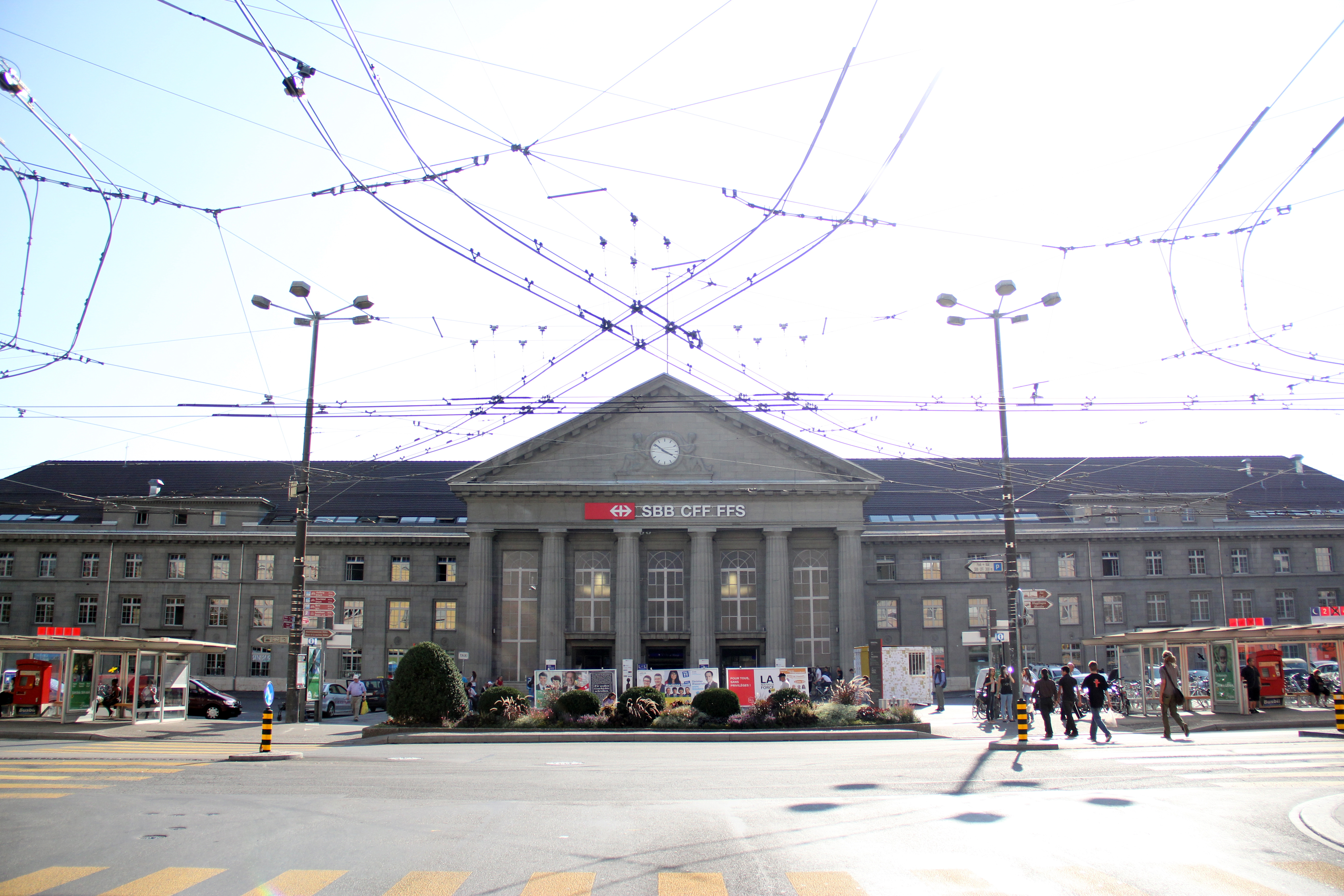
Dritter und aktueller Bieler Hauptbahnhof

Abseits des Passantenstroms am nördlichen Rand der Stadt befindet sich die aus dem 15. bis 18. Jahrhundert stammende Bieler Altstadt. Die noch heute bewohnte Altstadt gilt als eine der besterhaltenen Europas. Leuchtreklamen sind genauso abwesend wie Filialen von Grossverteilern oder gar Neubauten. Kleine Geschäfte und lokales Gewerbe wie Metzgereien, Brockenhäuser und Restaurants fügen sich gut in die historischen Gassen ein. Mehrmals wöchentlich finden Wochenmärkte statt. Nur ein kleiner Teil der Altstadt darf mit dem Auto mit 20 km/h befahren werden.
Ein Grossteil der Altstadt ist von Bachbetten durchzogen. Die nun überdeckten Bäche hatten im Mittelalter grosse Bedeutung, da unter anderen die Gerber das Wasser für ihre tägliche Arbeit brauchten. Im Laufe der technischen Entwicklung wurde dies hinfällig, und die Bäche wurden zugedeckt oder überbaut und verschwanden im Untergrund.
Beachtenswerte Baudenkmäler der Bieler Altstadt sind die spätgotische Stadtkirche St. Benedikt (erbaut zwischen 1451 und 1470) am Ring, das Zunfthaus zu Waldleuten (aus dem späten 16. Jahrhundert) mit seinem Erker, der Vennerbrunnen (errichtet 1546), das Gebäude Alte Krone (1582) mit zwei Stufengiebeln und einem Treppenturm und das Rathaus (1530). Am Burgplatz befindet sich seit 1842 im alten Zeughaus das Stadttheater Biel, Sitz des Theater Orchester Biel Solothurn, das als kleinstes öffentliches Ensembletheater der Schweiz gilt.

#### Bahnhof
Der neoklassizistische Bieler Bahnhof wurde 1923 als neuer Bahnhof für die Stadt Biel an einem neuen Ort erbaut und löste die zuvor gebauten Bahnhöfe ab. In ihm befindet sich ein praktisch unverändertes Bahnhofsbuffet, welches im Art-déco-Stil errichtet wurde. Des Weiteren ist ein Wartesaal Erster Klasse aus dieser Zeit noch unverändert erhalten geblieben. Das schützenswerte Bahnhofsbuffet wurde 2010 durch den Bahnhofsumbau zur Schalterhalle umfunktioniert. Der Bieler Bahnhof gehört mit einem Pendlerstrom von etwa 50'000 Personen pro Tag zu den zehn grössten Schweizer Bahnhöfen. Über die ganze Stadt verteilt finden sich gut erhaltene frühere Tramwartehäuschen aus den 1930er-Jahren. Viele werden heute als Buswartehäuschen gebraucht, andere dienen nur noch als Kunstwerk. Die bedeutendsten befinden sich am Zentralplatz, Juraplatz und Kreuzplatz.

#### Bloeschhaus

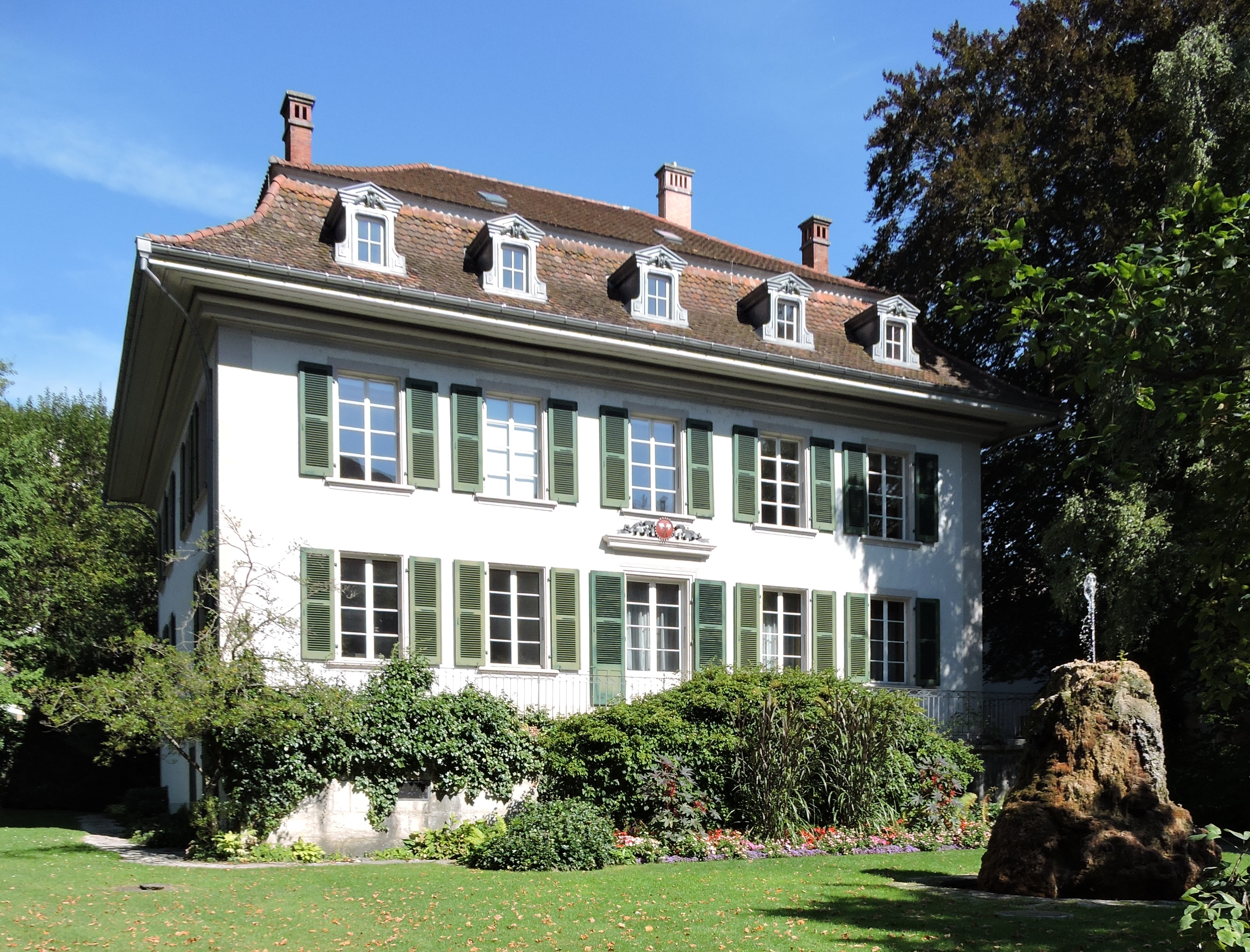
Blick auf das Bloeschhaus von der Mühlebrücke-Strasse

Das Bloeschhaus befindet sich im untersten Teil der Ausläufer des Jurasüdfusses an der Mühlebrücke 5 im Quartier Seevorstadt. Die repräsentative Villa wurde 1818 erbaut und diente Industriellenfamilien als Wohnhaus. Im Jahre 1939 erwarb die Stadt Biel das Gebäude und sieben Jahre später wurde die Villa Sitz des Stadtpräsidenten und der Stadtkanzlei Biels. Die klassizistische Villa ist Kulturgut von kantonaler Bedeutung.

#### Brunnen

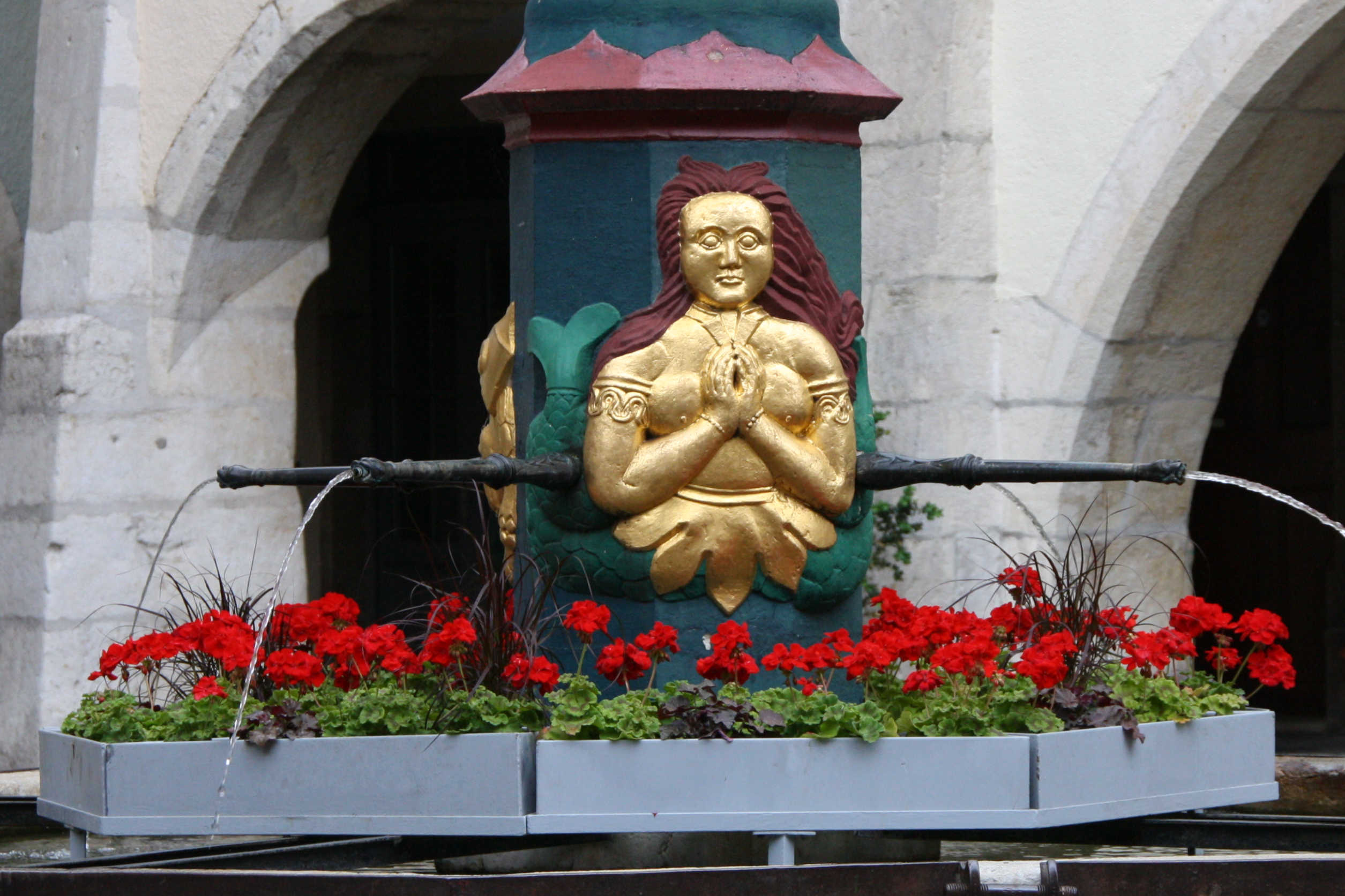
Sockel des Vennerbrunnens

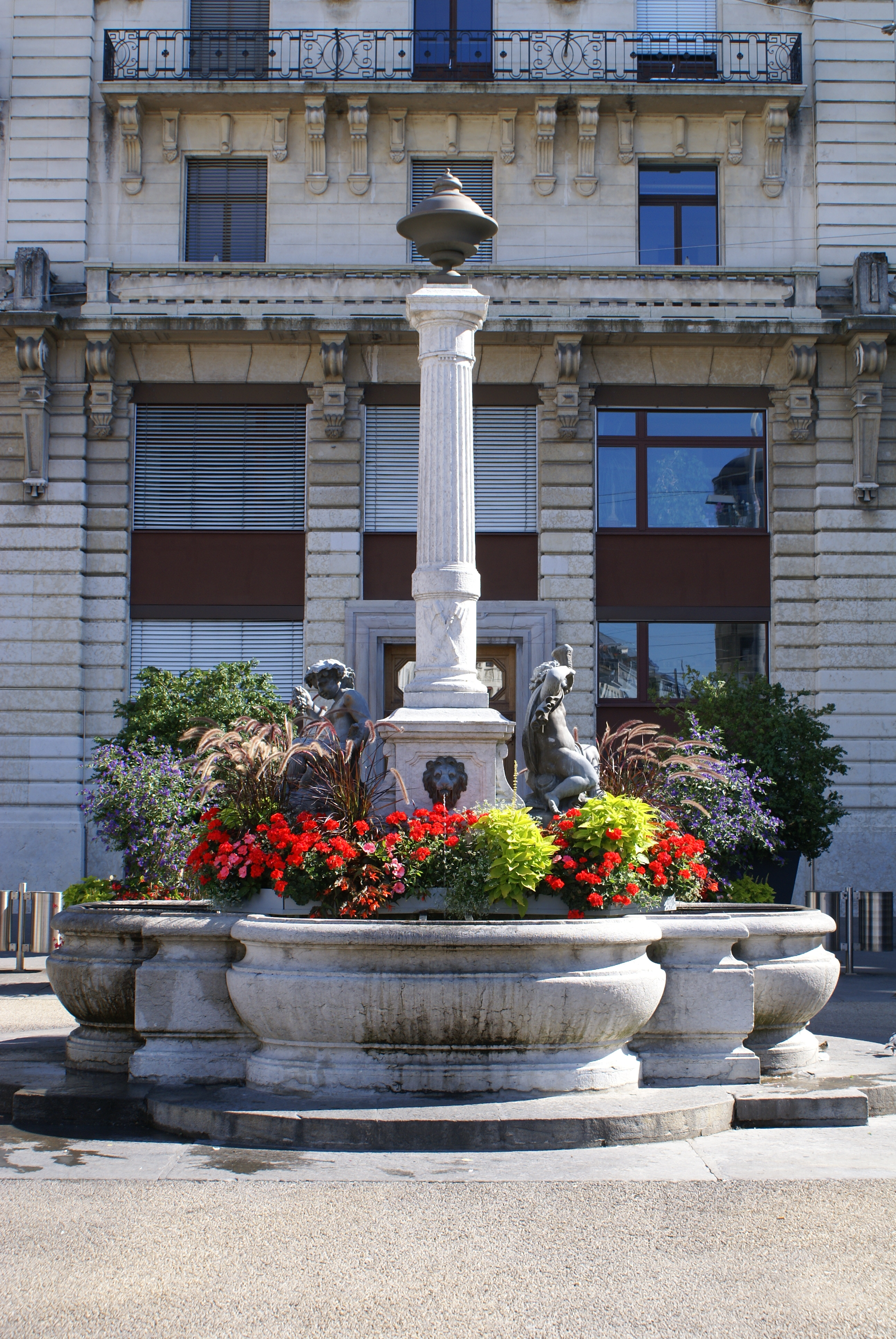
Ehemaliger Brunnen auf der Schüssbrücke – verschoben auf den Zentralplatz

Weit über 100 Brunnen befinden sich auf dem Bieler Stadtgebiet. Die ältesten und sehenswertesten befinden sich in der Altstadt. Das Wasser ist Trinkwasser und stammt aus der Römerquelle und der Quelle an den Falbringen. Im 16. und 17. Jahrhundert galten die Brunnen als heilig. Verschmutzer wurden gebüsst. Bis ins frühe 20. Jahrhundert holten sich die Bieler das Wasser aus den Brunnen zum täglichen Gebrauch.
Der Vennerbrunnen liegt am Ring in der Altstadt und ist der älteste Brunnen der Stadt. Er ist das Symbol für Wehrhaftigkeit und das Recht auf eigene Truppen der Stadt Biel. Der Sockel wurde 1546 und der Bannerträger 1557 geschaffen.
Der in der Altstadt am Burgplatz gelegene Gerechtigkeitsbrunnen wurde 1535 nach der Vollendung des Rathauses gebaut. Die Justitia wurde erst 1714 vom französischen Emigranten Jean Boyer geschaffen. Sie ist das Symbol eigener Gerichtsbarkeit.
Der an der Obergasse in der Altstadt gelegene Engelsbrunnen ist das Symbol für den Schutz der menschlichen Seele vor dem Bösen durch einen Engel. Der Brunnenstock und das Standbild stammen aus dem Jahre 1563.
Am Walkeplatz, am Marktplatz, am Brunnenplatz, am Zentralplatz (1871) und im Pasquart-Quartier (mehrere Brunnen um 1866) befinden sich äusserst gut erhaltene und gepflegte Brunnen aus dem 19. und frühen 20. Jahrhundert.

#### Kirchen

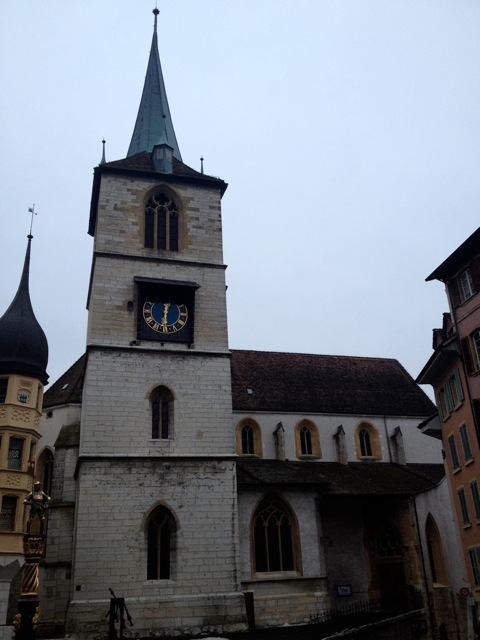
Stadtkirche Biel

Da Biel zweisprachig ist, gibt es – neben verschiedenen kleineren Gotteshäusern – je eine deutschsprachige und eine französischsprachige reformierte Grosskirche. Die Stadtkirche am Ring wird von den deutschsprachigen und die Kirche Pasquart in der Seevorstadt von den französischsprachigen evangelisch-reformierten Christen besucht. Weitere evangelisch-reformierte Kirchen auf Gemeindegebiet sind die Stephanskirche in Biel-Mett (älteste Bieler Kirche, datiert bis ins Frühmittelalter) sowie die Zwinglikirche (1966) in Biel-Bözingen und die Pauluskirche (1940) in Biel-Madretsch. Die grösste katholische Kirche, St. Maria, befindet sich auf dem Gebiet der Juravorstadt. Sie gilt als eine der wenigen expressionistischen Kirchen der Schweiz und ist die Mutterkirche der beiden jüngeren katholischen Bieler Pfarreien Bruder Klaus und Christ-König. Ausserdem befindet sich an der Rüschlistrasse die Synagoge der jüdischen Gemeinschaft.

#### Naherholungsgebiete
Fast das gesamte Seeufer auf dem Stadtgebiet ist als ausgedehnte Erholungszone mit Freizeit- und Sportanlagen, Schwimmbad, Seebad, Bootshafenanlagen und Spielwiesen sowie Grünflächen gestaltet. Es handelt sich hierbei um das Gelände, welches sich bis Nidau erstreckt, auf welchem die Schweizerische Landesausstellung Expo.02 stattgefunden hat. Der Strandboden wurde 1973 aufgeschüttet und liegt an der Stelle, an der sich bis 1973 der Bielersee und die Uferpromenade befanden.
Das überbaute Stadtgebiet wird neben der Seepromenade durch mehrere Parks und Grünanlagen aufgelockert. Diese sind der Stadtpark, der Elfenaupark, die Mühleinsel, die Schüsspromenade, die Aussichtsterrasse Jutzhubel und der Tierpark.
Zu den weiteren Naherholungsräumen zählen der Büttenbergwald zwischen Biel und Orpund, der Längholzwald am Rande des nahtlos zusammengewachsenen Siedlungsgebiets von Biel und Brügg, die Hänge des Jurasüdfusses und die Rebbaugebiete am Bielersee westlich der Stadt sowie die St. Petersinsel im Bielersee.
Die Bevölkerung Biels verbringt vor allem im Winter einen Teil ihrer Freizeit in den Wintersportorten Les Prés-d’Orvin und Magglingen oberhalb und in unmittelbarer Nähe zur Stadt. In Les Prés-d’Orvin befinden sich neben Skiliften für das alpine Skifahren der Startpunkt für das über 50 km umfassende Langlaufgebiet Les Prés-d’Orvin – Chasseral. Die verschiedenen Loipen befinden sich auf 1028 bis 1540 m ü. M. und sind parallel für den klassischen Stil und Skating gespurt. Das Loipennetz führt u. a. von der Hochebene um Les Prés-d’Orvin zum Gipfel des Chasserals vorbei an verschiedenen Métairies. Von Montag bis Freitag sind die alpinen Skipisten bis 22 Uhr respektive die Langlaufloipe bis 21 Uhr mit Flutlicht beleuchtet, so dass die Ausübung des Sports in der Nacht möglich wird.

#### Neustadt

##### Bauhaus und internationaler Stil

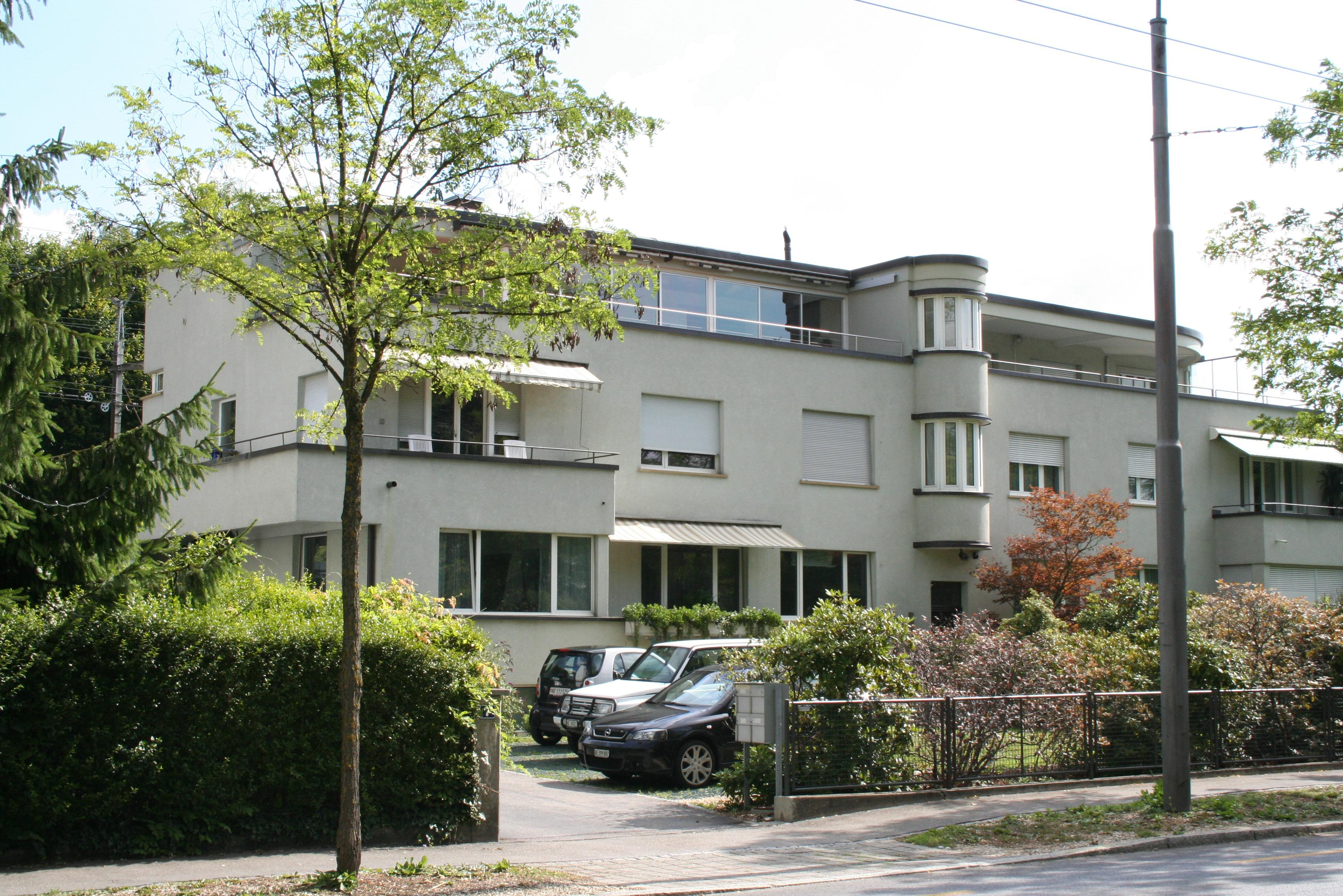
Bauhaus-Gebäude

Der Stadtteil um die Bahnhofstrasse und den Zentralplatz wird häufig von Nicht-Einheimischen als Altstadt angesehen. Dieser Teil der Stadt entstand aber erst Anfang des 20. Jahrhunderts, wobei Biel für diesen Stadtteil 1930 eine damals äusserst moderne Flachdachbauweise vorschrieb. Zwischen dem Bahnhof und dem Zentralplatz sowie den Parallelstrassen findet sich eine einzigartig grosse Ansammlung von Häusern im Bauhaus- oder internationalen Stil aus den 1920er- und 1930er-Jahren, die überwiegend weiss oder in den hellbeigen Tönen des Jurasteins gehalten sind, das Volkshaus (1932, von Eduard Lanz) ist mit dunkelroten Klinkern verkleidet. Von ihrer Homogenität und Ausprägung ist dieses Gebiet mit der Bauhausstadt Dessau und der Weissen Stadt in Tel Aviv vergleichbar.
Für besondere Verdienste um den Ortsbildschutz erhielt Biel vom Schweizer Heimatschutz im Jahre 2004 den Wakkerpreis.

##### Jahrhundertwende

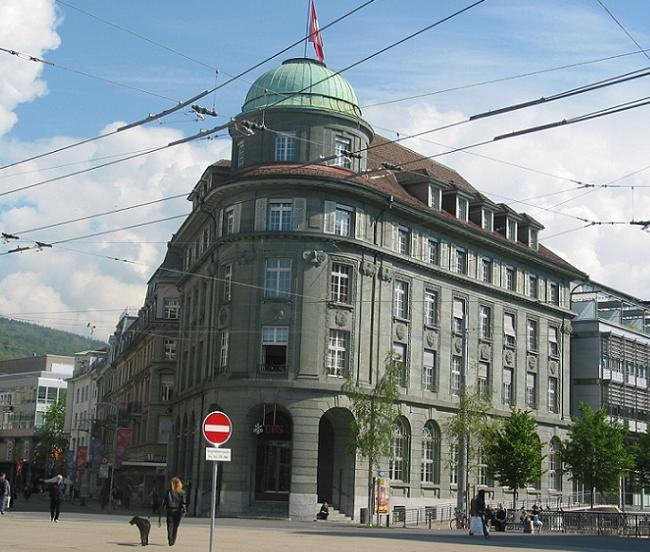
Historisches Gebäude am Zentralplatz

Nördlich des Flusses Schüss und zwischen dem Zentralplatz und der Mühlebrücke befindet sich ein um die Jahrhundertwende gebautes Stadtgebiet Biels. Dieses ist geprägt durch Gründerzeit-, Jugendstil- und Belle-Époque-Wohn- und Geschäftshäuser und durch grossbürgerliche Häuser der Jahrhundertwende.
Sehenswert ist bswpw. das denkmalgeschützte Kontrollgebäude am Zentralplatz. In diesem stattlichen Gebäude der Gründerzeit befand sich früher das städtische Kontrollamt für Gold, Silber und Edelmetall für die Uhrenindustrie Biels.
In den 1960/70er-Jahren wurden etliche, aus heutiger Sicht äusserst erhaltenswerte, Häuser abgerissen und durch Neubauten ersetzt. Dies sind unter anderem mehrere Häuser in der Nidaugasse, Häuserzeilen am General-Guisan-Platz (bspw. alter Bielerhof, Lichtspielhaus Capitol) und das Haus Rüschli an der Zentralstrasse.

#### Pavillon Felseck

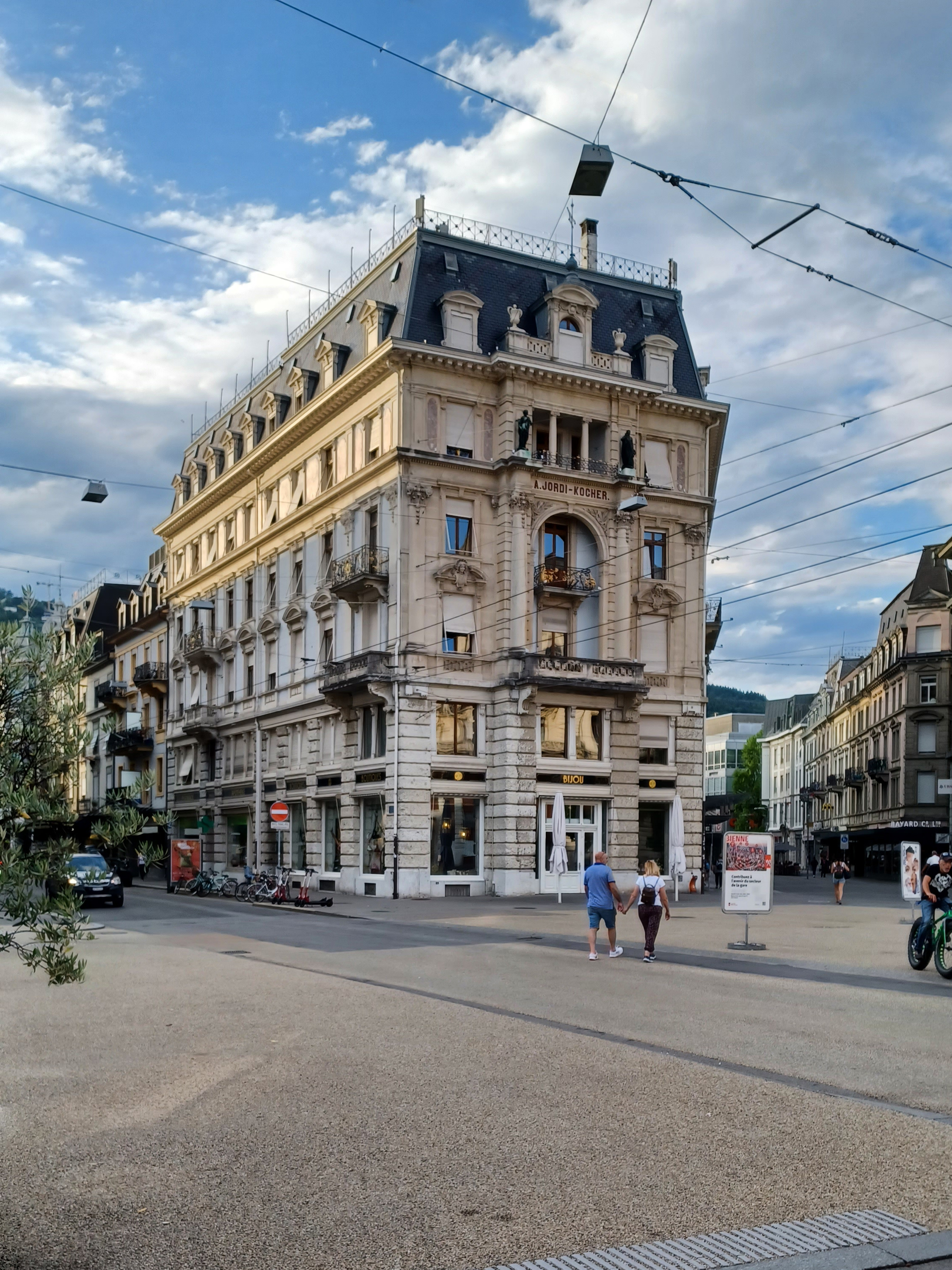
Gründerzeitbebauung am Zentralplatz

Das Pavillon Felseck oberhalb der Stadt Biel in den Hängen des Jurasüdfusses wurde 1825 aus Holz erbaut. Das Pavillon fiel aber 1893 einer Brandstiftung zum Opfer. Fünf Jahre später entstand der neue Steinpavillon in Form eines antiken toskanischen Rundtempels.

#### Rockhall

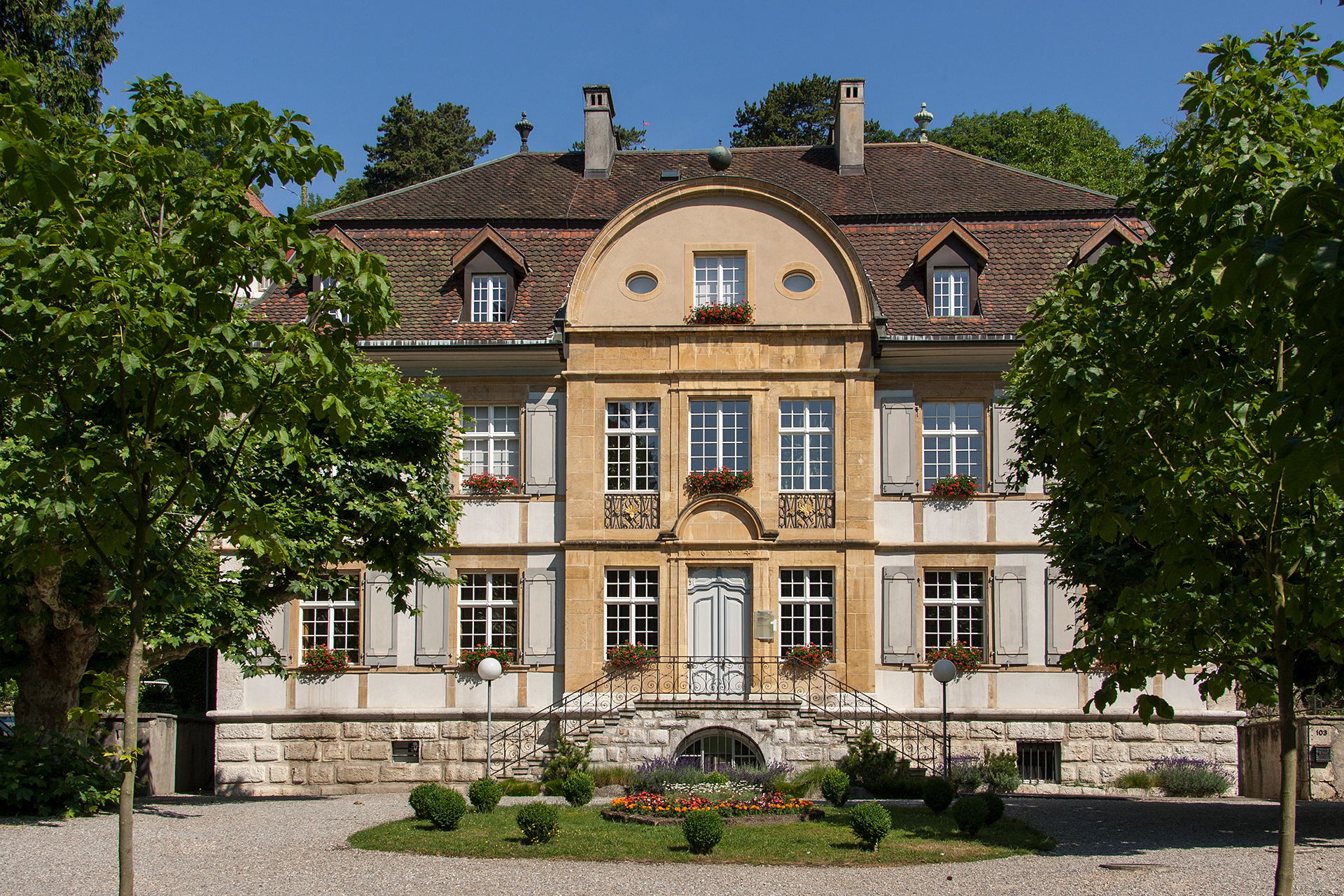
Villa Rockhall

In unmittelbarer Nähe zur Bieler Altstadt, aber ausserhalb der früheren Stadtmauern befinden sich an der Seevorstadt die drei Rockhall-Gebäude. Zwischen 1692 und 1694 wurde das mittlere Hauptgebäude und die umliegenden, zur Selbstversorgung bestimmten, Gutsbetriebe für Johann Franz Thellung als Landsitz errichtet. 1763 erwarb der Naturforscher und Kunsthändler Jean-Rodolphe Vautravers die Liegenschaft und nannte sie Rockhall.
Links und rechts des Rockhall-Hauptgebäudes wurden 1902 zwei spiegelgleiche Villen erstellt.*  Nach stark wechselnden Eigentümern befindet sich in heutiger Zeit im ehemaligen Hauptgebäude die Direktion des Departement Technik und Informatik der Berner Fachhochschule, in der Villa Rockhall III das kantonal einzige zweisprachige Zivilstandsamt, welches für die Verwaltungsregion Seeland zuständig ist und in der anderen Villa das zweisprachige Schweizerische Literaturinstitut.

#### Strandboden
Das Gebiet vom heutigen Bahnhof bis zum Seeufer wurde ab 1973 aufgeschüttet und so entstand anstelle der früheren Uferpromenade der Strandboden. Dies ist ein sehr beliebter Ort, um zu schlendern, in der Sonne zu baden und die Aussicht auf den See, die Vogelinsel oder in der Ferne die St. Petersinsel zu geniessen.

Strandbad Biel

#### Strandbad
Das Bieler Strandbad wurde in den 1920er-Jahren im Bauhaus-Stil von Ernst Berger und nach Ausführung vom städtischen Hochbauamt unter Leitung von Stadtbaumeister Otto Schaub erbaut errichtet und auf der Expo.02 von Landschaftsarchitekten Simon Schöni & Maurus Schifferli mit Georges Descombes und den Architekten Joliat und Suter sanft renoviert. Die halbrunde, zum See offene Form ist typisch für die Architektur von Gesellschaftsbauten dieser Zeit.

#### Kongresshaus

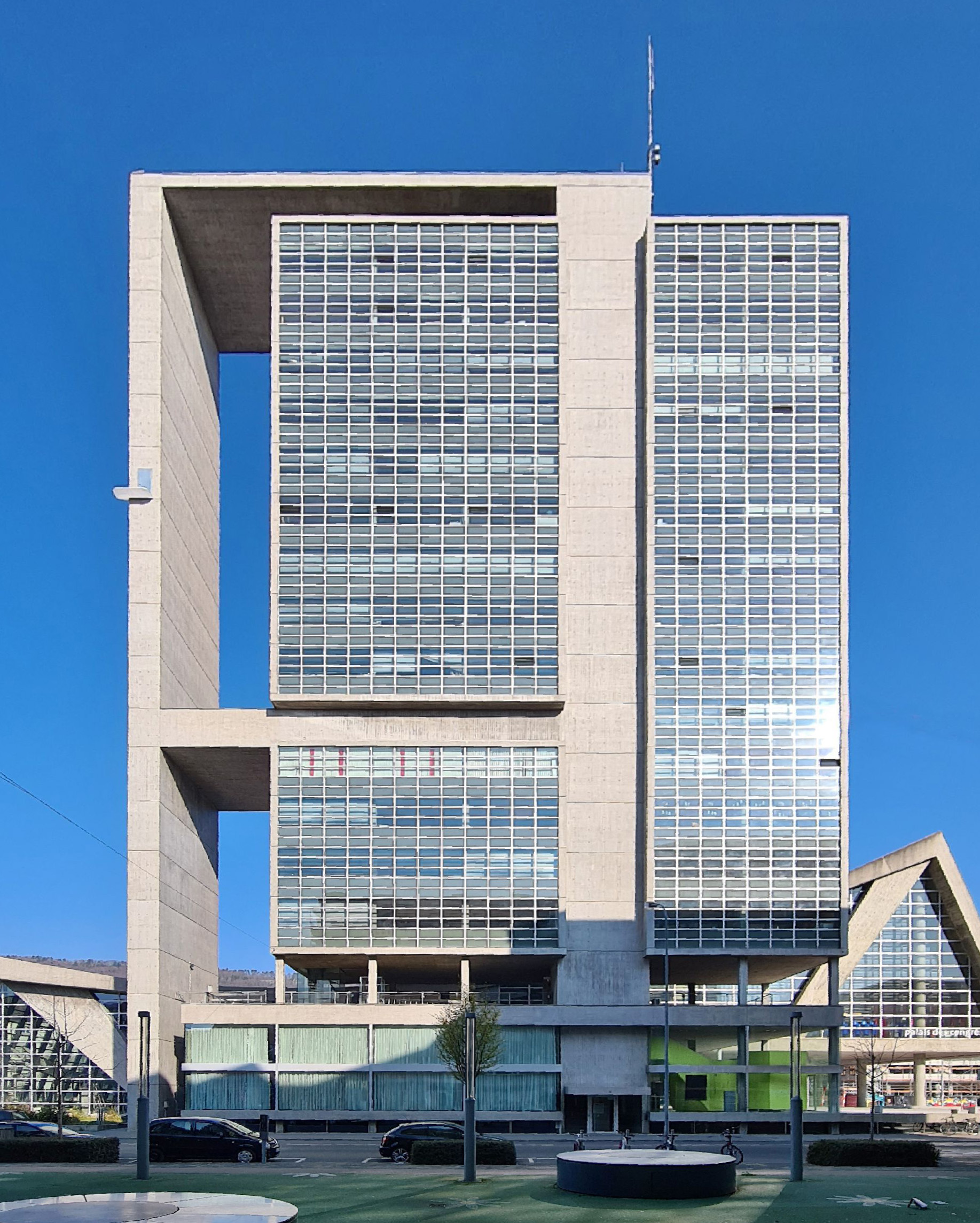
Kongresshaus

Das 1966 eröffnete Kongresshaus ist das bauliche Wahrzeichen des modernen Biels. Es wurde von Max Schlup entworfen. Zu dieser Zeit hatte das Kongresshaus das grösste Hängedach Europas. Das Kongresshaus dient als Kongresszentrum, Konzertgebäude und besitzt auch ein 25-Meter-Schwimmbecken mit Fitnessanlage. Im dazugehörenden Turm sind verschiedene Büros, unter anderem Teile der Stadtverwaltung, beheimatet.

#### Schwanenkolonie
Die über 100-jährige gemeinnützige Schwanenkolonie an der Biel-Schüss beheimatet in ihren Volieren verschiedene einheimische Vögel und besitzt daneben einen Wildvogelgarten.
Die Schwanenkolonie Biel wurde 1897 vom Ornithologischen Verein gegründet und ist seither ein Stück Kultur der Stadt und Region Biel. Zeitweise wurde sie durch den Ornithologischen Verein und die Stadt Biel geführt. 1991 gründete die Stadt Biel mit Hilfe privater Gönner die Stiftung Schwanenkolonie, welche die Schwanenkolonie seit dieser Zeit verwaltet. Den Stiftungsrat wählt der Gemeinderat der Stadt Biel.
2015 leben in der Schwanenkolonie nur noch zwei der namensgebenden Tiere, nämlich schwarze Trauerschwäne. Seit vielen Jahren dient sie auch als Auffangstation für verschiedene Vogelarten – unter anderem für diverse Sitticharten aus privater nicht artgerechter Haltung oder Ziervögeln ohne Besitzer. Zudem kümmert sich die Schwanenkolonie um zahlreiche verletzte oder zu junge Wildvögel bis zu ihrer Entlassung in die Freiheit in gemeinsamer Zusammenarbeit mit dem Wildhüter und dem Tierheim Orpund. Die 2009 eingerichtete Not-Vogel-Klappe wird von der Bieler Bevölkerung rege genutzt. Pro Jahr werden über 200 Vögel abgegeben, um die sich zwei Tierpfleger kümmern.
Der Stiftungsrat der Schwanenkolonie und der 2015 gegründete Verein Pro Schwanenkolonie kämpften ums Überleben der Notfall- und Auffangstation, weil die Finanzierung nur bis April 2016 gesichert war. Nach Verhandlungen mit dem Stadtrat und dank grossem Rückhalt in der Bevölkerung finanziert sich die Schwanenkolonie heute einesteils durch den reduzierten Budgetbeitrag der Stadt Biel und anderenteils durch Spenden aus Wirtschaft und Bevölkerung.

#### Taubenlochschlucht
Der Eingang zur wildromantischen Taubenlochschlucht befindet sich in Biel-Bözingen. Die 2 km lange Wanderung entlang der Schüss in der Jurakluse endet in Friedliswart (Frinvillier). Am Ende der Schlucht wird in einem Kleinwasserwerk Strom produziert.

#### Zeugnis der Pfahlbauer
Im Stadtteil Vingelz befindet sich die am besten erhaltene Fundstelle der Pfahlbauer am Bielersee. Diese Siedlung stammt aus der Jungsteinzeit.

### Tramwartehäuschen

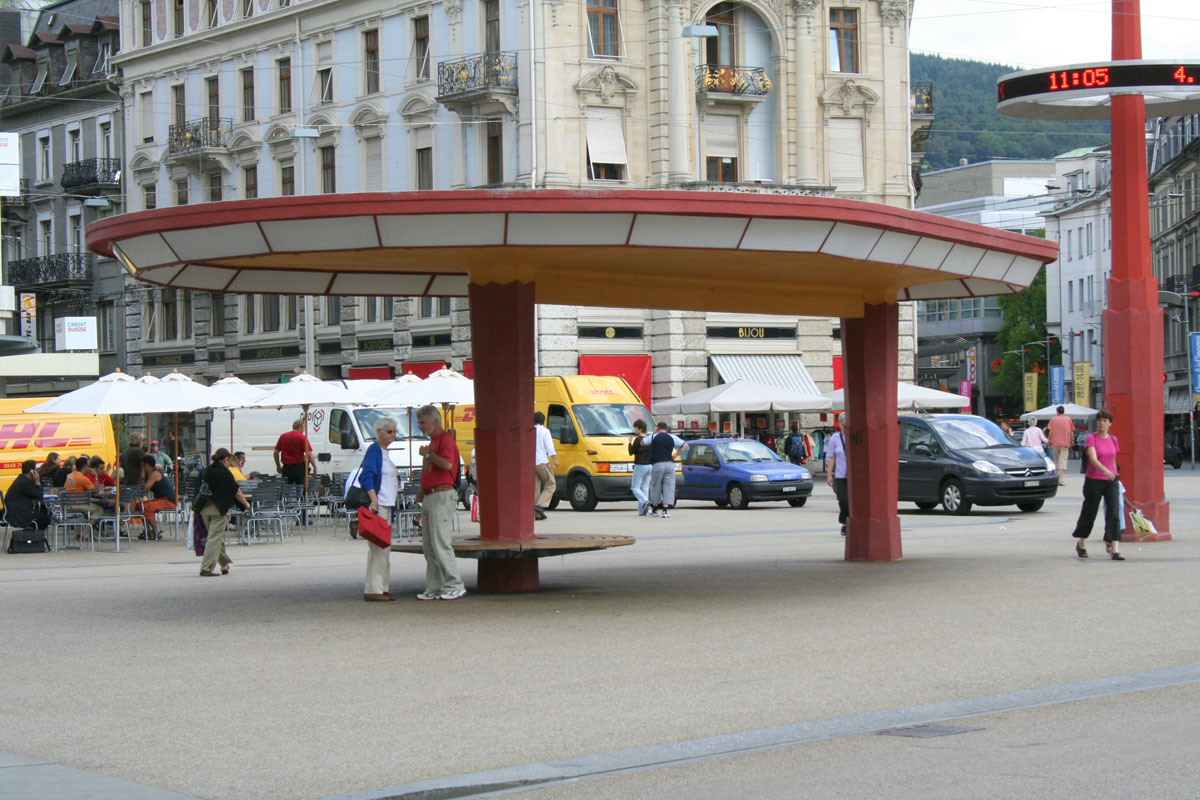
Tramwartehäuschen am Zentralplatz

Über die ganze Stadt verteilt finden sich gut erhaltene frühere Tramwartehäuschen, aufgrund ihrer Form auch «Pilze» genannt, aus den 1930er-Jahren. Viele werden heute als Buswartehäuschen gebraucht, andere dienen nur noch als Kunstwerk oder als Treffpunkt der Bewohner Biels. Die bedeutendsten befinden sich am Zentralplatz, Juraplatz und Kreuzplatz.

### Architektur

#### Arbeitersiedlung «Cité Marie»
In den Jahren 1868/69 entstand südlich der Schüss ein Komplex von 88 Zwei- und Dreizimmerwohnungen mit eigener Küche, jedoch ohne fliessendes Wasser und Abwasser. Die nach dem Namen der Tochter des Bauherrn benannte Siedlung wurde als Aktiengesellschaft betrieben. 1902 wurden die sieben dreigeschossigen Gebäude mit Etagenklos nachgerüstet, 1918 wurden die Häuser elektrifiziert. Nach dem Zweiten Weltkrieg kamen hier vor allem Zuwanderer aus Italien und deren Familien unter. Der Ankauf der Siedlung scheiterte 1962 in einer Volksabstimmung. 1966 brannten mehrere der Gebäude ab, die in der Folge mit dem damaligen Gaswerk 1967 abgerissen wurden.

#### Hochwasserschutz
Die Juragewässerkorrektion hatte auf Biel keine augenfälligen Auswirkungen, weil die Stadt von den hohen Wasserständen des Bielersees und den Überschwemmungen der Aare nicht betroffen war. Allerdings war sie Voraussetzung der Bebauung der südlichen Schüssebene, da erst durch die Juragewässerkorrektion der Hochwasserkanal der Schüss tiefergelegt werden konnte. Der Schüsskanal wurde durch den Kanton finanziert und entstand in den Jahren 1825–1833. 1856 übernahm die Stadt den Kanal, dessen Nordseite ab 1859 erhöht wurde. Die Südseite, wo 1857 der erste Bahnhof, 1862 das Gaswerk, 1868 die «Cité Marie» und 1877 das Ausbesserungswerk der Jurabahngesellschaft gebaut wurden, verblieb ungeschützt. Das Hochwasser vom 26./27. Dezember 1882 setzte diese Gebäude bis zu einem Meter unter Wasser. Das Gaswerk und das Bahnausbesserungswerk mussten den Betrieb für 14 Tage einstellen, die Bahnstrecke der Centralbahn war wegen Unterspülung drei Tage nicht befahrbar.
Von 1890 an wurde der Schüsskanal tiefer gelegt. Ein neuer Abwasserkanal, der verhinderte, dass Fäkalien in den See geleitet wurde, wurde bei den Bauarbeiten in die neue Mauer des Schüsskanals eingebaut. 1900 waren die Arbeiten weitgehend abgeschlossen.

#### Neues Bauen in Biel
Als erste und einzige Schweizer Stadt erhielt Biel 1930 Sonderbauvorschriften, die das Flachdach vorschreiben. Für das neu entstehende moderne Geschäftsviertel im durch den Bahnhofsneubau neuentstehenden Bahnhofquartier waren diese Bauvorschriften zwingend. Der hauptverantwortliche Förderer der Bieler Moderne war der Stadtbaumeister Otto Schaub.

### Veranstaltungen

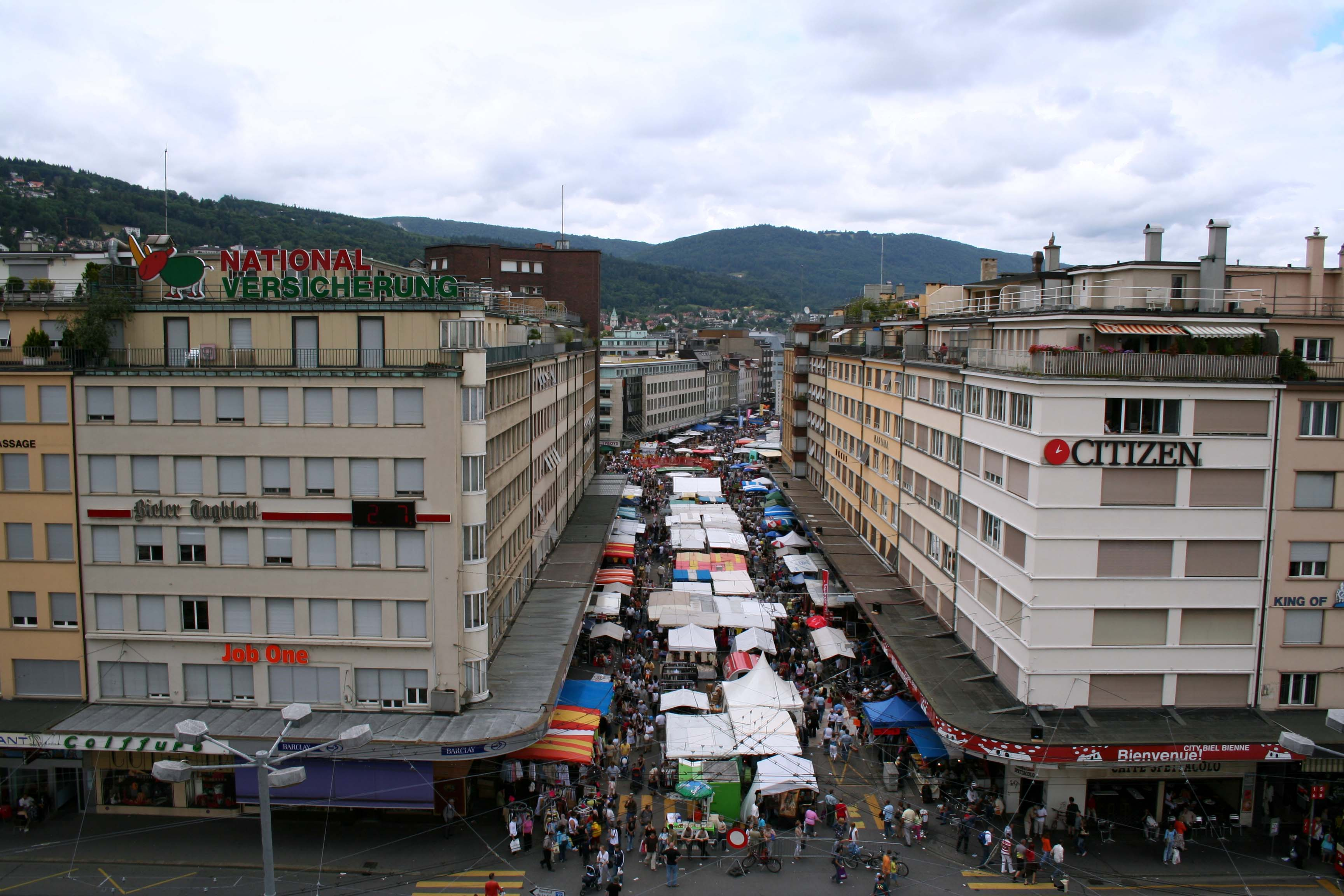
Bahnhofstrasse während der Braderie

#### Alljährliche Veranstaltungen
- Bieler Fasnacht (Ende Februar bis Anfang März; der Kinderumzug ist einer der grössten seiner Art in Europa)
- Bielerseefest mit Feuerwerk am Strandboden und auf dem See jeweils am 31. Juli (Vorabend des Schweizer Nationalfeiertags)
- Bieler Braderie, das grösste Volksfest der Agglomeration Biel (Ende Juni)
- Barbarie (Gegenbewegung der kommerziellen Veranstaltung Braderie, findet zur gleichen Zeit statt)
- Altstadtchilbi (Ende August)
- Podring (kulturelles Volksfest mit Musik und Ausstellungen in der Altstadt)
- Bieler Messe
- Internationales Bieler Schachfestival
- Bieler Lauftage mit dem berühmten 100-km-Lauf (Juni)
- Die Bieler Fototage finden im September statt. Es ist das einzige jährlich stattfindende Fotofestival in der Schweiz und wird maßgeblich vom Photoforum Pasquart organisiert.
- Das Festival du film français d’Helvétie
- Internationales Oldtime-Jazz-Festival Biel
- Die Comdays – durch das Bundesamt für Kommunikation alljährlich organisierte internationale Kommunikationstage
- Die Babyday – Die Messe rund um Babys und Kleinkinder
- Show Your Steps, jährlicher nationaler Tanzwettkampf im Kongresshaus
- Die Cantonale Berne Jura im Kunsthaus Pasquart, Jahresausstellung in einem Zusammenschluss von zehn Ausstellungsinstitutionen[94]
- Der Verein ArtDialog veranstaltet das gleichnamige Festival der Kunst, welches die Musik, die bildende Kunst und Weinkunst vereint[95]

#### Expo.02

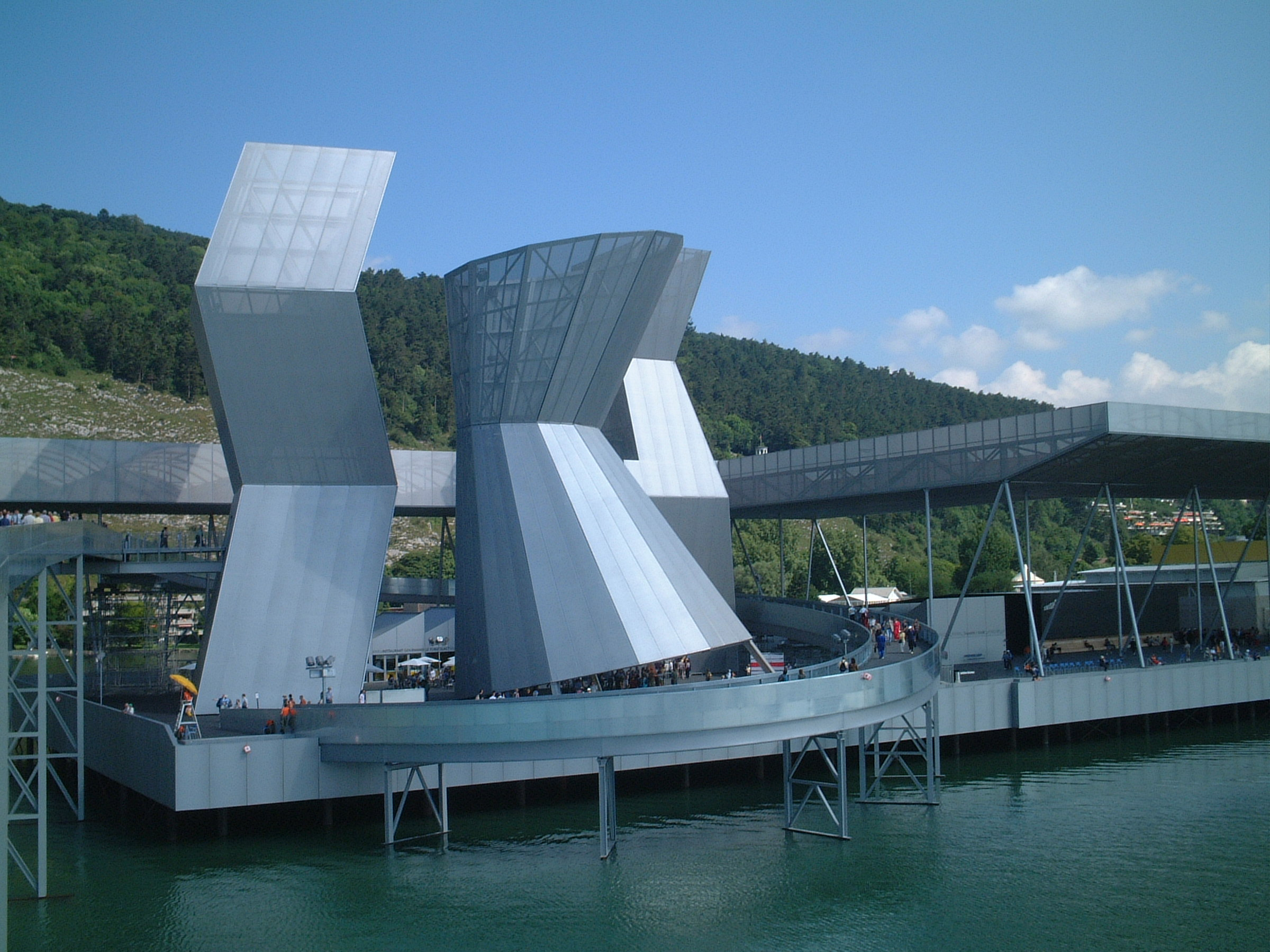
Türme und Helixbrücke auf der Plattform Arteplage der Expo.02

Gemeinsam mit den Städten Neuenburg, Murten und Yverdon-les-Bains war Biel Gastgeber der Schweizerischen Landesausstellung Expo.02 im Jahr 2002. Das als «Arteplage» bezeichnete Ausstellungsgelände befand sich teilweise auf einer in den Bielersee gebauten, temporären Plattform und teilweise auf dem Bieler Strandboden und dem Nidauer Expo-Park. Nach dem Ende der Expo.02 wurde alles zurückgebaut und es sind nur noch wenige Objekte der Expo.02 zu sehen. Diese sind der Feldstecher mit imaginärem Ausblick auf die Expo.02-Plattform am Strandboden, die absichtlich rostige Cabanne am Ufer der Schüss an der Gottstattstrasse, der ehemalige Expo.02-Pavillon «Territoire Imaginaire» (heute: Veranstaltungsgebäude Le Pavillon) an der Zentralstrasse und das Terminal B in Brügg.

### Kulinarische Spezialitäten
Als kulinarische Spezialität der Stadt Biel gelten die «Bieler Bsetzisteine» (französisch: Pavé de Bienne, deutsch: Bieler Pflastersteine), eine Pralinenspezialität. Sie wird in vielen Bieler Bäckereien und Confiserien angeboten.
Weitere Delikatessen sind Eglifilets Bieler Art und in der Weinbauregion am Bielersee die Treberwurst.
Als Spezialität gelten auch die Weiss- und Rotweine des Weinanbaugebiets am linken Ufer des Bielersee. Dort wird deutlich mehr Weiss- als Rotwein kultiviert.

## Sport

### Sportvereine

Logo des EHC Biel

Der mit Abstand populärste Mannschaftssport in Biel ist Eishockey. Der EHC Biel ist dreifacher Schweizer Meister im Eishockey. Seit der Saison 2008/09 spielt er wieder in der höchsten Liga der Schweiz, welcher der Club vor seinem Abstieg 20 Jahre lang angehört hatte. In der Saison 2022/2023 verfehlte der EHC Biel den Meistertitel knapp im Playoff-Final gegen Genève-Servette HC und wurde Schweizer Vizemeister.
Im Fussball spielt der frühere Fussball-Schweizermeister FC Biel-Bienne nach dem Konkurs und dem damit verbundenen Abstieg aus der zweithöchsten Schweizer Fussballliga in der Promotion League, der dritthöchsten Liga. Daneben existieren weitere kleine und mittlere Fussballvereine in tieferen Ligen. In weniger beachteten Sportarten spielen insbesondere der Handballverein HS Biel in der NLB, die Skaterhockeyclubs Bienne Skaters 90 und Biel-Seelanders in der NLA und der American-Football-Verein Bienna Jets in der NLB in den höheren Ligen.
Mit den Olympischen Spielen 2004 erlangte der Bieler Fechtclub schweizweit Bekanntheit, da dort Olympiasieger Marcel Fischers Karriere begonnen hatte. Er stammt aus der Gemeinde Brügg unmittelbar bei Biel. Des Weiteren existiert auch ein Klub des Deutschschweizer Nationalsports Schwingen in der Stadt. Der Squash Club Biel-Bienne wurde bereits zweimal Schweizer Meister.
Dank der günstigen Lage Biels direkt am See befinden sich viele Ruderclubs, Segelclubs und andere Wassersportvereine am Ufer des Bielersee. Ausserdem hat der Schweizerische Tennisverband (Swiss Tennis) seinen Sitz und ein Ausbildungszentrum in Biel.

### Sportstätten
Biel verfügt über mehrere Sportanlagen. Die bedeutendste Anlage ist die Tissot Arena, die 2015 das 1973 erbaute, nun nur noch 7'000 Zuschauer fassende Eisstadion Biel und das 1913 erstellte und 15'000 Zuschauer fassende Fussballstadion Gurzelen ablöste. Die Tissot Arena umfasst ein Eisstadion, eine gedeckte Eisbahn, ein Fussballstadion sowie eine Curlinghalle. Das Bauvorhaben mit dem Projektnamen Stades de Bienne wurde vom Bieler Stimmvolk am 7. Dezember 2007 und am 7. März 2010 in Volksabstimmungen deutlich (je mit 75 % Ja-Stimmen) gutgeheissen. Am 4. Februar 2015 wurde bekannt, dass der Uhrenhersteller Tissot für zehn Jahre die Namensrechte erworben hat und die Stadien Tissot Arena genannt werden. Ein Bocciadrom, mehrere Tennisplätze und -hallen, unter anderem die 2'500 Plätze umfassende Swiss Tennis Arena, Squashanlagen, Fechtanlagen und andere Sportstätten runden das Angebot ab.

### Sportveranstaltungen
International bekannt ist die Stadt auch für das seit 1968 jedes Jahr in der zweiten Julihälfte stattfindende internationale Schachfestival, das regelmässig eine grosse Anzahl von Schachinteressierten aus aller Welt nach Biel führt. 1976, 1985 und 1993 fanden hier auch die Interzonenturniere zur Schachweltmeisterschaft statt.
Der älteste 100-Kilometer-Lauf der Welt, die Bieler Lauftage, welche 1958 als Militärveranstaltung gegründet wurden, finden alljährlich in Biel statt. Jedes Jahr Mitte Juni zieht es einige Tausend Ausdauersportler aus aller Welt zu dieser Veranstaltung und den weiteren Lauf- und Inlineangeboten dieser Lauftage.
Vom 1. bis 5. Juni 2016 fand die Beachvolleyball-Europameisterschaft in Biel statt.

## Kurioses

### Traditionen
In der Stadt Biel kommt der Samichlaus (St. Nikolaus) traditionell bis eine Woche später als in der restlichen Schweiz, denn seit dem 18. Jahrhundert wird jeweils erst am zweiten Dienstag im Dezember gefeiert. Der Grund dafür ist nicht mit Sicherheit bekannt; mehrere Geschichten und Legenden kursieren. Eine besagt, dass die Bäcker beim Bieler Altstadtbrand von 1367 wegen der Löscharbeiten keine Zeit gehabt haben, Lebkuchen zu backen, und deshalb von diesem Zeitpunkt an der Chlouser-Tag verschoben wurde. Eine zweite Variante besagt, dass der Bischof von Basel nicht am gleichen Tag die Armenbescherung in Basel und Biel durchführen konnte und diese deshalb verschoben wurde. Als dritte Möglichkeit wird erzählt, dass der Chlouser-Markt auf den zweiten Dienstag im Dezember festgesetzt worden ist, um Terminkollisionen mit den vielen anderen Märkten zu vermeiden, die früher meist donnerstags stattfanden.

### Untergrundwasser
Wie in der Altstadt sind auch grosse Teile der Neustadt Biels von Wasser unterflossen. Mehrere Bäche und Kanäle wurden im Lauf der Zeit zugedeckt oder überbaut. Viele Häuser stehen deshalb auf Pfählen.

### Steuerbarer Wasserfall
Als Kuriosum existiert am unteren Ende der Taubenlochschlucht ein von Menschenhand an- und abstellbarer Wasserfall. Bis zu fünfmal jährlich, meistens an Ostern, an Pfingsten, am Bundesfeiertag 1. August und ein weiteres Mal im Sommer, wird der Wasserfall in Betrieb genommen. Während der übrigen Tage des Jahres wird das Wasser mit Hilfe einer kleinen Schleuse zur Stromproduktion benötigt.

### Einkaufen/Shopping-Auszeichnung
Die Attraktivitätsstudie der Credit Suisse (Credit Suisse Economic Research 2011) zeichnet Biel als achtbeste Shoppingstadt der Schweiz aus. Gemäss dieser Studie wartet die Bieler Innenstadt mit dem richtigen Mix an Einkaufsangeboten und guter Erreichbarkeit auf. Einzig das Angebot sei noch ausbaufähig. Durch den Markteintritt namhafter Läden werde das Angebot aber in jüngster Vergangenheit kontinuierlich ausgebaut.

### Grösstes Fernsehsenderangebot
Mit Rücksicht auf die Zweisprachigkeit verfügt die Stadt Biel im Kabelfernsehnetz über 99 frei empfangbare Sender. Dies ist doppelt so viel wie in den anderen Schweizer Städten, da in Biel sowohl die deutsch- als auch die französischsprachigen Sender ausgestrahlt werden.

### Namenspatenschaften
Am 8. Dezember 2011 taufte die Swiss den Airbus A321-212 mit dem Luftfahrzeugkennzeichen HB-IOM auf den Namen Biel/Bienne. Der Stadt Biel kommt somit zum dritten Mal die Ehre zu, dass ein Flugzeug der Swissair/Swiss nach ihr benannt wird.

### Biel weltweit
- Eine grosse Strasse der Grosssiedlung Weiße Stadt in Berlin wurde um 1930 nach der Stadt Biel benannt. Auch in anderen Städten der Schweiz und im Ausland tragen Strassen den Namen Biels, so in Bielefeld und Strassburg.
- In Wien wurde zu Ehren der Stadt Biel nach dem Zweiten Weltkrieg eine Siedlung in Bieler Hof benannt.

## Internationale Partnerschaft

### Städtepartnerschaften
- Iserlohn (Nordrhein-Westfalen/Deutschland), seit 1959[97]

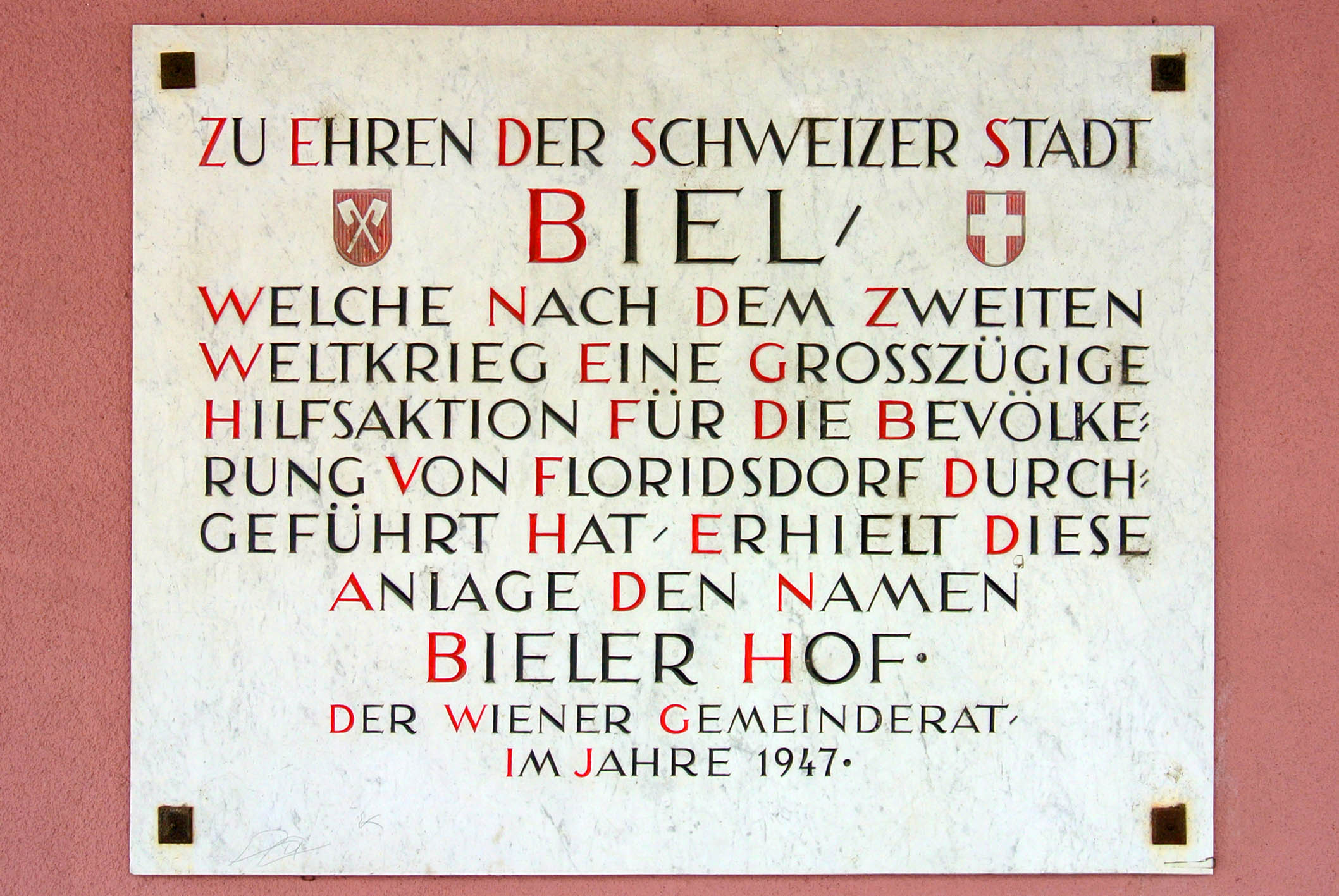
Gedenktafel des Wiener Gemeinderates in Wien-Floridsdorf zu Ehren der Stadt Biel

### Städtische Hilfsaktion Wien-Floridsdorf
Das Wiener Arbeiterquartier Floridsdorf (Österreich) war nach dem Zweiten Weltkrieg zu 50 % zerstört. Um die notleidende Bevölkerung zu unterstützen, wurde die vom ehemaligen Stadtpräsidenten Guido Müller präsidierte und auf Anregung von Otto Kunz, dem Redaktor der Seeländer Volksstimme, gegründete Hilfsaktion «Biel hilft Floridsdorf» ins Leben gerufen.
Am 8. Januar 1947 trafen sechs Bahnwaggons mit Hilfsgütern aus Biel und den vielen dabei helfenden Seeländer Gemeinden in Wien-Floridsdorf ein und es konnten insgesamt über 26 Tonnen Lebensmittel und 21 Tonnen Bekleidungs- und Haushaltsgegenstände an die notleidende Bevölkerung verteilt werden. In einer zweiten Phase wurde das Spital unterstützt.
Zur Erinnerung an die Hilfsaktion und aus Zeichen der Dankbarkeit wurde am 26. Juni 1948 im Beisein des Bürgermeisters von Wien (und späteren österreichischen Bundespräsidenten), Theodor Körner, sowie von Guido Müller und Otto Kunz der Bieler Hof in Wien-Floridsdorf eingeweiht.